# 雨傘革命
雨傘革命（英語：Umbrella Revolution），又稱雨傘運動（Umbrella Movement）或佔領行動（Occupy Movement），是指於2014年9月26日至12月15日在香港發生的一系列爭取真普選的公民抗命運動。示威者自發佔據多個主要幹道進行靜坐及遊行，佔領區包括金鐘、添馬艦、中環、灣仔、銅鑼灣、旺角及尖沙咀。其主要訴求為恢復中國全國人大常委會撤回2016年及2017年香港政治制度改革，爭取行政長官選舉的公民提名權，以及廢除立法會功能組別。運動的主要象徵是手持黃色的雨傘，源於示威者面對警方以胡椒噴霧驅散時使用雨傘抵擋，運動因此得名。
這次抗爭運動是香港歷史上第二大型的公民抗命運動，僅次於2019年反對逃犯條例修訂草案運動。根據中文大學的民調，超過20%受訪者表示曾參與佔領，而經推算，整場運動的參與人數約為120萬人，佔全香港人口的六分之一。雨傘革命也是香港史上第四大規模的示威，低於2019年的200萬人大遊行和同年170萬人集會，以及1989年聲援八九民運的150萬人大遊行。運動在首3日為最高峰，9月29日至10月1日期間每晚均有超過20萬人參與佔領，是繼同年七一大遊行51萬人上街後，第二大型的示威行動。但示威者的訴求全部被拒絕，運動以失敗告終。
此次運動衍生自香港專上學生聯會（學聯）和學民思潮發起的罷課集會。9月26日晚上的重奪「公民廣場」行動揭開運動的序幕，8萬人集會聲援學生及抗議警方出動防暴警察對付示威者，並逼使「讓愛與和平佔領中環」（和平佔中）提前於9月28日凌晨正式啟動。同日黃昏，防暴警察施放催淚彈驅散示威者，更一度舉起開槍警告旗，結果激發強烈民憤，使佔領行動由添馬艦、金鐘、中環、灣仔蔓延至旺角及銅鑼灣，更於10月1日擴散至尖沙咀。旺角、銅鑼灣、尖沙咀的佔領人士並不承認「和平佔中」、學聯、學民思潮為大會組織方，同時行動亦偏離原有模式，由「一波又一波」抗爭變成長期佔據。
各個佔領區的持續時間各不相同，最短的是尖沙咀佔領區，只維持3日。其他佔領區持續的時間較長，當中旺角佔領區被佔據近2個月，在11月25日至27日遭警方武力清場。金鐘一帶的佔領區範圍最廣闊的時候是在9月28日至10月1日，達到人數最高峰時期，佔領區之後縮小，令灣仔在運動早段亦告失守；但除龍和道及金鐘道外，大範圍清場一直拖延至12月才進行。中環在12月11日上午被執達主任清場，金鐘夏愨道、添美道在同日下午由警方清場，使佔領區大幅縮小至僅餘立法會示威區外的行人通道。佔領行動持續79日後，最終在12月15日以銅鑼灣佔領區及添馬艦立法會示威區被全面清場作結。
清場後佔領人士改用「流動佔領」、「抗租拆稅」等不合作運動延續抗爭，而部份示威者仍分別佔領添美道「公民廣場」至立法會一段行人路半年，以及佔領英國駐港總領事館外行人路超過3個月。
除雨傘外，黃絲帶亦為此次抗爭運動的主要象徵物。這是源於9月1日民間人權陣線（民陣）因應全國人大常委會就香港2016、2017政改的決議而發起的「還政於民，落實普選」黃絲帶行動。有市民發起將黃絲帶繫上香港各處的行道鐵欄上，亦有不少網民在Facebook等網站以黑底黃絲帶的圖片為頭像來響應運動。

## 命名
在運動初期，不少香港傳媒沿用於2013年起籌劃的「讓愛與和平佔領中環」（簡稱「和平佔中」、「佔中」、「佔領中環」）來稱呼這次行動。惟實際上，因應學民思潮及學聯在9月26日晚上的重奪「公民廣場」行動，引發8萬人在9月27日於添美道集會，佔領行動改以添馬艦政府總部為起點；加上9月28日警察施放催淚彈驅散示威者，佔領行動擴散至旺角及銅鑼灣（更一度蔓延至尖沙咀），是次大規模行動之中，中環除了東部小部份地方被佔領，實際上一直未受影響。後來大多數香港媒體改用「佔領行動」或「佔領運動」作為稱呼，不過亦有小部份境內媒體使用「雨傘運動」。
中国大陆媒体和立場親建制的香港媒體在报道时，以及中央政府、香港政府在發表新聞稿、召開記者會時，大多沿用「佔領中環」的称呼，并普遍加上「非法集会」等来形容；或者採用「違法『佔中』」、「非法『佔中』」，以表达中央政府及香港特區政府的官方立场，特別強調是次運動乃違法行為，即使該年中環從未被佔領。
外國傳媒則普遍將此次行動稱為或（直譯「雨傘革命」或「雨傘運動」），源於示威者以雨傘防禦警察的胡椒噴霧，因而到處都有雨傘的景象。雖然採納以「雨傘革命」稱呼此運動的佔領人士及支持者為數不少，但是大多示威者認為此運動與顏色革命或其他多數革命不同，雨傘革命並非暴力革命，只是意在向中央政府及香港特區政府爭取民主訴求，及要求行政長官梁振英與「政改三人組」下台，並非直接推翻中國共產黨領導的中央政府。香港專上學生聯會與學民思潮在2014年10月11日向中共中央總書記習近平致公開信，表示佔領運動絕非顏色革命，而是香港人爭取民主的運動。
在9月30日至10月初期間，有香港人將之翻譯為「遮打革命」或「遮打運動」，「遮」在粵語為雨傘之意，「打」寄意行動以打倒香港行政長官梁振英（因行動其中一項訴求是要求梁振英下台）及推翻全國人大常委會決定為目標。「遮打」二字亦恰好呼應位於中環的遮打道；不過遮打道只於7月2日凌晨「預演佔中」及9月28日晚上成為示威者的據點，經過警方以催淚彈驅散後，佔領人士已被迅速驅離該道路，因此中環未被長期佔領。
泛民主派、民主自決派、學聯、親民主派的媒體（如《蘋果日報》及D100）等，將本運動稱為「雨傘運動」（簡稱「傘運」）；本土派則稱之為「雨傘革命」（簡稱「雨革」）。2019年反修例運動期間，戴耀廷改稱是次運動為一場革命，認為已是在人心中起了一場革命。

## 背景

### 香港政改
1997年，香港主權移交中华人民共和国。根據1984年簽署的《中英聯合聲明》，除了國防和外交外，香港實行一國兩制、高度自治，維持原有的立法權、行政權、獨立司法權和終審權。《香港特別行政區基本法》例明香港要以「循序漸進原則」實現普選。香港自1997年後，已產生了四屆香港特別行政區行政長官，全是選舉委員會選出，而選舉委員會成員中佔絕對多數是政治觀點親共的人士，中共從而保證了一定的人士必然當選成為行政長官，廣大香港居民並無資格參與選舉。因此，不少香港人和媒體稱之謂中共操控的「小圈子選舉」。自香港回歸以來，爭取普選行政長官的聲音不斷。例如根據2007年8月，港大民調顯示，支持普選的市民超過一半。
2007年，全國人民代表大會常務委員會確定了香港普選時間表：香港可於2017年普選及以後的行政長官，立法會全部議員普選随后。香港特區政府表示為落實普選，會充分考慮了市民、社會各界及立法會的意見，政務司司長林鄭月娥領導的政改諮詢專責小組進行政改諮詢。
對於普選方法，早於2010年，泛民主派已多次促請政府盡快諮詢。
2014年6月10日，國務院新聞辦公室發佈《「一國兩制」在香港特別行政區的實踐》白皮書，自香港主權移交17年以來單方面對「一國兩制、高度自治」作出闡釋，《白皮书》中指出香港社會有人對「一國兩制」方針政策和《基本法》 認識模糊、理解片面。“一国两制”方针中所指的香港高度自治「限度在中央授予多少權力，香港就享有多少權力」，並指出在「一國兩制」中，兩制僅能「從屬」於一國，特首人選「必須愛國愛港」，特首與立法會普選制度都「必须符合国家主权、安全和发展利益，符合香港实际，兼顾社会各阶层利益，体现均衡参与的原则，有利于资本主义发展，特别是要符合香港特别行政区作为直辖于中央人民政府的地方行政区域的法律地位，符合香港基本法和全国人大常委会有关决定的规定」。就《一國兩制白皮書》的發表，香港多份報章發表評論，《明報》的社論表示，中央處理香港事務由過去的寬鬆變為收緊，中央全面掌控香港事務，港區全國政協委員、星島新聞集團主席何柱國擁有的《星島日報》的社論則認為《白皮書》提到中央擁有對香港的「全面管治權」沒有甚麼新意，只是中央首次如此詳盡地闡釋對香港的權力，是為了打破一些人的幻想。而《蘋果日報》報道引述時事評論員林和立表示，《白皮書》是中共中央總書記習近平對國際認可的法律條文《中英聯合聲明》及《基本法》的修訂版，而新的演繹違背了鄧小平的原意，習近平這樣做也違背了國際法精神，將會使國際投資者對香港失去信心，破壞香港作為國際金融中心的地位。
2014年6月20日起，「和平佔中」與香港大學民意研究計劃發起一連10日的6‧22公投，收集市民就2017年特首選舉的意見，有79萬人參與公投。真普選聯盟的「三軌提名」（同時包括「公民提名」、「政黨提名」及「越民主越好」的「提委會提名」）方案獲得最多支持，有33萬票；學聯及學民思潮的「學界方案」（「公民提名」及立法會議員組成之「提委會提名」）則有30萬票。88%投票者（近70萬）認為，如政府方案不能讓選民有真正選擇，立法會應予否決；8%即近6萬投票者認為，在沒法改變中共所設定的提名框架下，立法會民主派議員應暫且擱下己見，讓特首普選方案通過。政府指投票無法律效力，表明「公民提名」在法律、政治和實際操作上的有種種爭議，難以落實；但補充是次公投並非如部份中央官員所言是「非法」行為，強調只是「沒有法律效力」。負責香港大學民意研究計劃的鍾庭耀博士形容，近80萬人參與「全民投票」是港人創造的歷史，意見不論對誰有利，都已被表達。
2014年8月27日，全國人大常委會副秘書長李飛就政改決定草案所作的說明中再次強調，行政長官由「愛國愛港」人士擔任的原則，對於「愛國愛港」論，多位香港民主派均表示不滿，民主黨主席劉慧卿表示反對只有由中央挑選過的人讓大家投票選舉的。公民黨黨魁梁家傑表示，這篩選方法顯示中央不信任香港人。工黨主席李卓人說如果中央設「篩選」的話，明顯是針對香港的泛民主派，是「假普選」。香港大學法律教授陳弘毅認為，「愛國愛港」是一個政治概念，而不是法律概念，又認為香港普選應採用法律上可操作的標準和制度。

### 八三一決定
2014年8月31日，全國人大常委會正式通過《全國人民代表大會常務委員會關於香港特別行政區行政長官普選問題和2016年立法會產生辦法的決定》，為2017年特首普選方法設下框架。提名委員會要必須按照第4任行政長官選舉委員會的規定組成，維持1200人，特首候選人規定是2至3人，每名候選人更須獲得提委會過半數提名，才可以成為正式候選人，門檻為原先1/8選委會委員的4倍；至於提委會各界別的劃分，以及每個界別內由哪些組織可以產生提委會委員，可在本地立法層面處理。同時全國人大常委會決議亦規定2016年香港立法會選舉辦法不准修改，必須沿用2012年香港立法會選舉模式，意味一直被泛民主派要求廢除的功能組別議席不但無減少，而且將全數保留。
此決議激發泛民政黨及爭取民主的香港市民強烈不滿，因為他們認為在此制度下，所有不獲中央屬意參選人，幾可肯定必會被小圈子產生的提委會「篩走」，真正讓全港合資格選民「普選」者只會有親建制人士，故他們認定「8•31框架」下特首普選根本談不上是他們主張的「真普選」。23名泛民立法會議員表明投反對票。建制陣營就指出，落實普選後可以再完善制度，促請落實普選。佔中發起人戴耀廷形容，對話之路已走到盡頭，行動一觸即發，佔中行動會聯同各界展開抗爭。學聯就會發動一波又一波的不合作運動。有評論認為全國人大常委會以170票全票通過特首普選方法，目的似是想告訴港人，中央政府決意堅定，港人休想作出修改。特首候選人必須獲提委會一半或以上委員的支持，顯示中央在候選人產生的階段，已要確保不會有中央不可以接受的人參選，而不是去到最後才拒絕任命港人選出來的特首。

### 選特首之基本法條文
|                                                    | 香港特別行政區行政長官在當地通過選舉或協商產生，由中央人民政府任命。 行政長官的產生辦法根據香港特別行政區的實際情況和循序漸進的原則而規定，最終達至由一個有廣泛代表性的提名委員會按民主程序提名後普選產生的目標。 |
| ——《中华人民共和国香港特别行政区基本法》第四十五条 | |

### 學界罷課
全国人大常委会关于2017年香港行政长官选举制度通过后，香港專上學生聯會（學聯）及學民思潮兩個學生組織於9月22日至9月26日期間發起學界罷課，以抗議全國人大常委會的決定。因應康文署將添馬公園租借予廣西社團總會舉辦慶祝中国國慶65週年活動，大專生第五日（9月26日）的罷課分別移師至添美道及立法會露天廣場舉行。此日同時為學民思潮發起的中學生罷課之日，由學民思潮召集人黃之鋒帶領宣讀罷課宣言，接著由香港中文大學中文系高級講師歐陽偉豪以「議論文的學是學非」為題為罷課生上第一課。大會其後宣佈有多達1500名中學生參與罷課，連同放學後加入的人數總共達3000人。

## 主要事件

### 重奪公民廣場
9月26日，在添美道舉行的罷課集會於晚上10時15分結束後，大會表示原定緊接進行的電影播放因技術問題押後，學民思潮召集人黃之鋒於是上台表達感受。晚上10時18分，台邊近立法會停車場出入口的示威者突然起哄，黃之鋒隨即號召民眾衝入「公民廣場」。集會人士立即兵分兩路，台邊的「先頭部隊」推開立法會停車場出入口閘門、攀越3米高圍欄，攻入政府總部東翼迴旋處（即「公民廣場」），近立法會的示威者則從立法會綜合大樓旁的通道包抄。警方緊急增援，大量機動部隊警察進入添美道及「公民廣場」，並多次舉起「停止衝擊，否則使用武力」紅旗，及噴灑胡椒噴霧，更有警察拔出伸縮警棍，或未舉紅旗便施放胡椒噴霧。最後約有100人成功進入公民廣場，包括岑敖暉等多名學聯常委、社民連立法會議員梁國雄、副主席黃浩銘、民主黨黨員區諾軒等。
大會在場宣布發起公民抗命行動，呼籲參加者刪除手機內的社交通訊程式等，以及把個人資料發送予學聯秘書處等，以備被捕後的法律支援。此次突襲行動秘密進行，事前未有知會傳媒及參與罷課學生，據明報綜合學聯、學民及參與行動者提供的資料，行動主要由學聯與學民的執委數日前開商討，至9月26日落實行動，其餘逾百的參與者則是在行動兩小時前獲秘密知會，並定於晚上10時15分集合於立法會停車場及政總外等位置，一同行動重奪廣場。

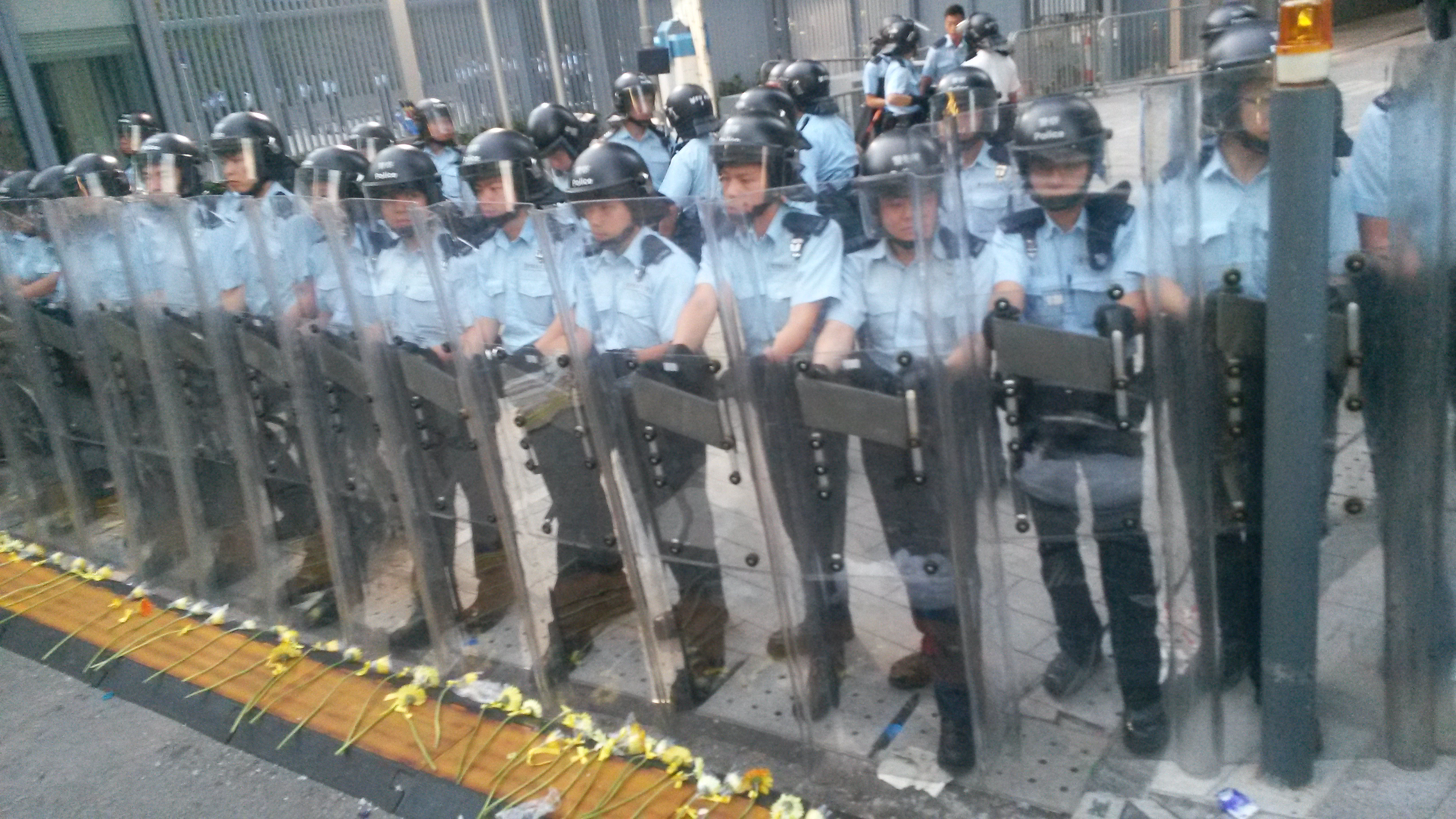
帶備盾牌的防暴警察封鎖立法會停車場入口，集會人士在警察前放下鮮花，寓意和平。

凌晨約12時45分，警方調動大批警員，重重包圍在公民廣場中央的約100多名示威者。在當日凌晨3時許，防暴警察正式進駐，裝備著防暴頭盔、手持圓盾或長盾，從龍匯道攻入添美道，是繼2010年反高鐵包圍立法會後首次出動防暴警察；早上7時10分，持長盾的防暴警察在「公民廣場」旁的立法會停車場出入口突然大量湧現、排陣，並把示威者強行逼出添美道。上午10時前，「和平佔中」3位發起人趕到添美道，聲援留守學生，被部份示威者要求提早啟動佔中，戴耀廷指首先要守護學生，又指佔中支持者當中，也有部份人希望按原定部署，故暫時不提前啟動佔中。警方容許示威者提供身份證資料後自行離去，而就餘下61名拒絕離開的示威者，警方在下午1時後開始進行清場及作出拘捕，出動「特別戰術小隊」警員，以4名警員抬1人的方式，抬起示威者四肢帶走，用索帶將他們雙手綁著後押上警車。連同在行動初期便遭即時拘捕的黃之鋒及12名「先頭部隊」成員，共有74人在重奪「公民廣場」行動中被捕。
警方於下午2時左右完成清場，但由於學聯及學民宣佈堅守添美道，市民依然由四方八面前來聲援，把各條通往政總的天橋填滿。直至晚上8時半左右，帶備盾牌的防暴警察從天橋大力推進，試圖驅趕示威者，其間有使用胡椒噴霧，多人被射中。學聯及學民思潮在晚上8時至11時再次發起集會，要求立即釋放被拘捕學生。大會宣佈有約5萬人參與。後因應場外反包圍警方的人數過多，把集會人數上調至8萬人。期間警方搜查黃之鋒、周永康、岑敖暉住所，引發示威者強烈不滿，場內頓時噓聲四起。集會結束後，大會提醒已進入公民抗命時段，但示威者未有散去。

### 和平佔中正式啟動
雖然「讓愛與和平佔領中環」（和平佔中）運動發起人之一的戴耀廷曾於9月27日表明不會提早啟動佔中，但是到了9月28日凌晨1時40分，戴耀廷在添美道的學聯「命運自主」大台上宣佈佔領中環正式啟動，並以集會人士聚集的政府總部作為佔中的開始地點。佔中的兩點訴求包括立即撤回8月31日全國人大常委會就香港政改的決定及馬上重新啟動政改諮詢。原本在場參加集會的市民，對戴耀廷宣佈啟動佔中，有不同看法。贊成者指既然已有多人齊集，是發動佔中的好時機；反對者則認為學生本來是罷課，這樣做會使集會變質，感覺被騎劫。戴耀廷見記者時表示，接近凌晨2時，「添美道比旺角更『旺』」，加上大量佔中支持者到場參與集會聲援學生，於是啟動佔中；他亦否認騎劫罷課，指佔中跟學生的目標一致，並會站在學生後面支持學生。
為了不讓學生因不滿佔中啟動而離開，立法會議員梁國雄在龍匯道一帶、在添美道天橋底、在迴旋處、在立法會有蓋示威區向學生遊說，並向在場學生下跪，要求眾學生不要離開。他指佔中只是名詞，不要因不滿佔中騎劫集會就放棄整場運動，說「贏就一起贏，輸就一起輸」。
上午11時，泛民主派立法會議員劉慧卿、何俊仁及張超雄運送十多箱音響器材到集會現場時遭警方阻撓，然後連同其他3人被拘捕，音響器材被充公。

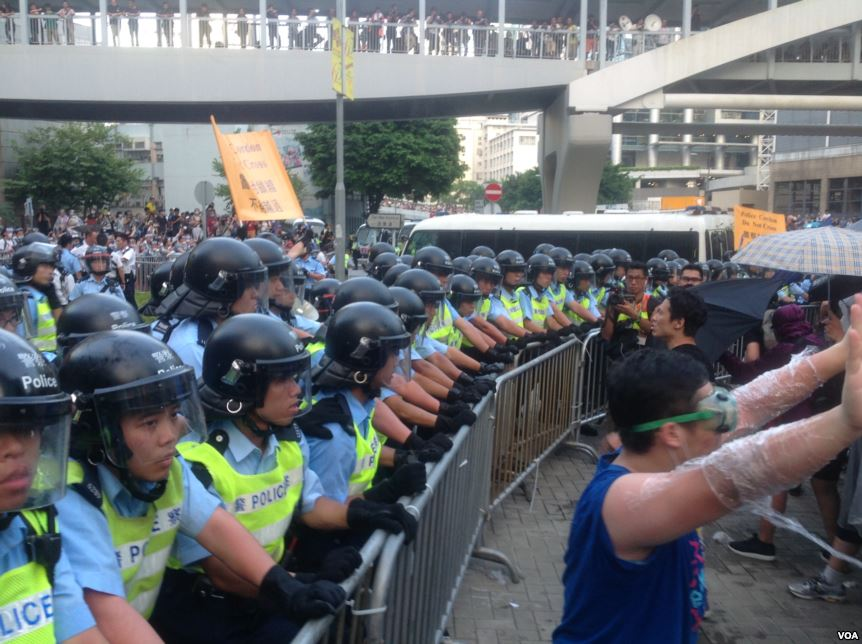
金鐘聚集的市民，示威者與警方對峙持續。

下午3時38分，香港行政長官梁振英聯同多名官員會見傳媒。梁振英被問會否出動催淚彈，以及會否指示出動防暴警察時，並沒有正面回應，只重申政府絕對信任警方的專業判斷。他稱「願意與任何人談」，但指特首沒有權力「脫離」人大常委的決定來進行政治改革。警務處處長曾偉雄稱「只會使用最低所需武力」。
同時，在政府總部東翼外、添美道的集會會場內，有最少2萬名集會人士；而在場外的夏慤道行人路，以及海富中心、統一中心、港鐵金鐘站一帶亦分別有過萬人聲援。下午2時40分後，海富中心及力寶中心聚集的示威者，在多次要求警方開路，讓他們經海富中心天橋前往政總，遭到警方拒絕後，示威者從不同位置衝出馬路，首先佔據夏慤道西行入紅綿路、不屬於4號幹線的2條行車線，被防暴警察出示「停止衝擊，否則使用武力」紅旗警告。群眾不斷要求開路，甚至衝擊警方防線，然未能突破。由於聚集民眾太多，防暴警察被海富中心外的佔中示威者反包圍。有示威者向警方怒吼：「我跟你都是人！都會思考！政府只當你是工具，不要埋沒良心，你可以放下裝備，香港的未來你我都有份！」同時亦高叫「學生無罪，聲援學生」、「釋放黃之鋒」、「梁振英下台」等口號。下午3時半左右，一名示威者突破海富中心通往添馬公園的行人天橋封鎖區，企圖跳橋自殺，消防員趕抵在天橋下展開救生氣墊。由於拯救工作，夏愨道東行線交通擠塞。此時不少示威者響應網上號召，舉著標語要求夏愨道的汽車司機慢駛。4時左右，夏愨道近政府總部行人路的過萬名示威者從香港演藝學院外湧出，衝出夏愨道東行方向的5條行車線；最後在下午4時07分，少部份群眾從夏愨道東行線佔領帶爬入西行線，組成人鏈封鎖馬路，更多市民衝出夏愨道西行、屬於4號幹線的4條行車線，徹底佔領夏愨道並反包圍海富中心外的防暴警察，警方被逼撤退；不消多久，其他防線亦被示威者突破，中環干諾道中畢打街以東全線、金鐘道往灣仔方向的3條行車線以及灣仔軒尼詩道西段及告士打道近演藝學院一帶在一個多小時內即被數以萬計的示威者佔據。示威者維持秩序，讓車輛經過，並堅守和平非暴力原則。逾百防暴警察築起人鏈，並繼續以鐵馬陣守着夏慤道與添美道交界。示威者不斷叫喊「釋放黃之鋒，自己香港自己救」、「開路」，有部份前線示威者搖動及推撞鐵馬；防暴警察及「特別戰術小隊」警察則施放大枝裝胡椒噴霧驅趕示威者，他們不斷使用雨傘抵擋。

### 催淚彈驅散行動

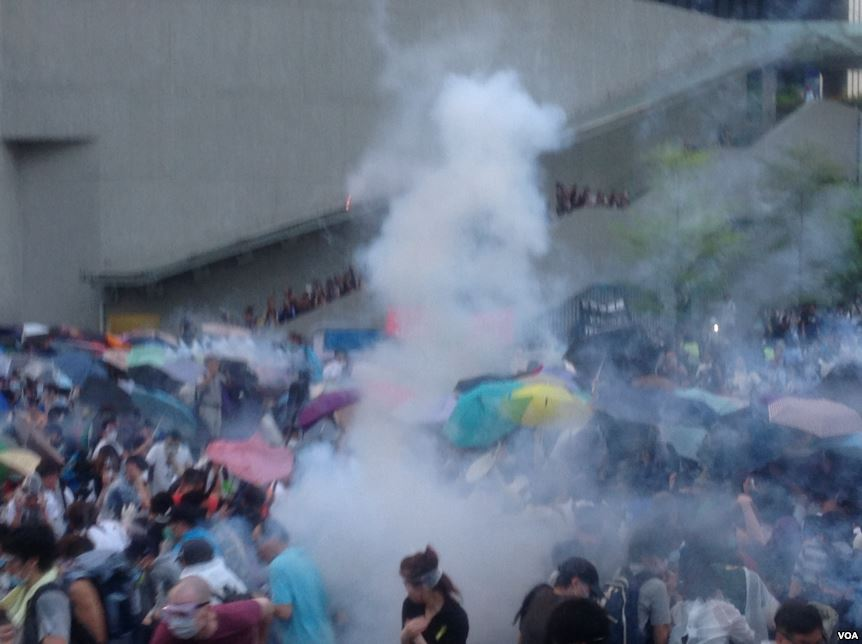
下午5時58分，防暴警察向示威者發射首枚催淚彈

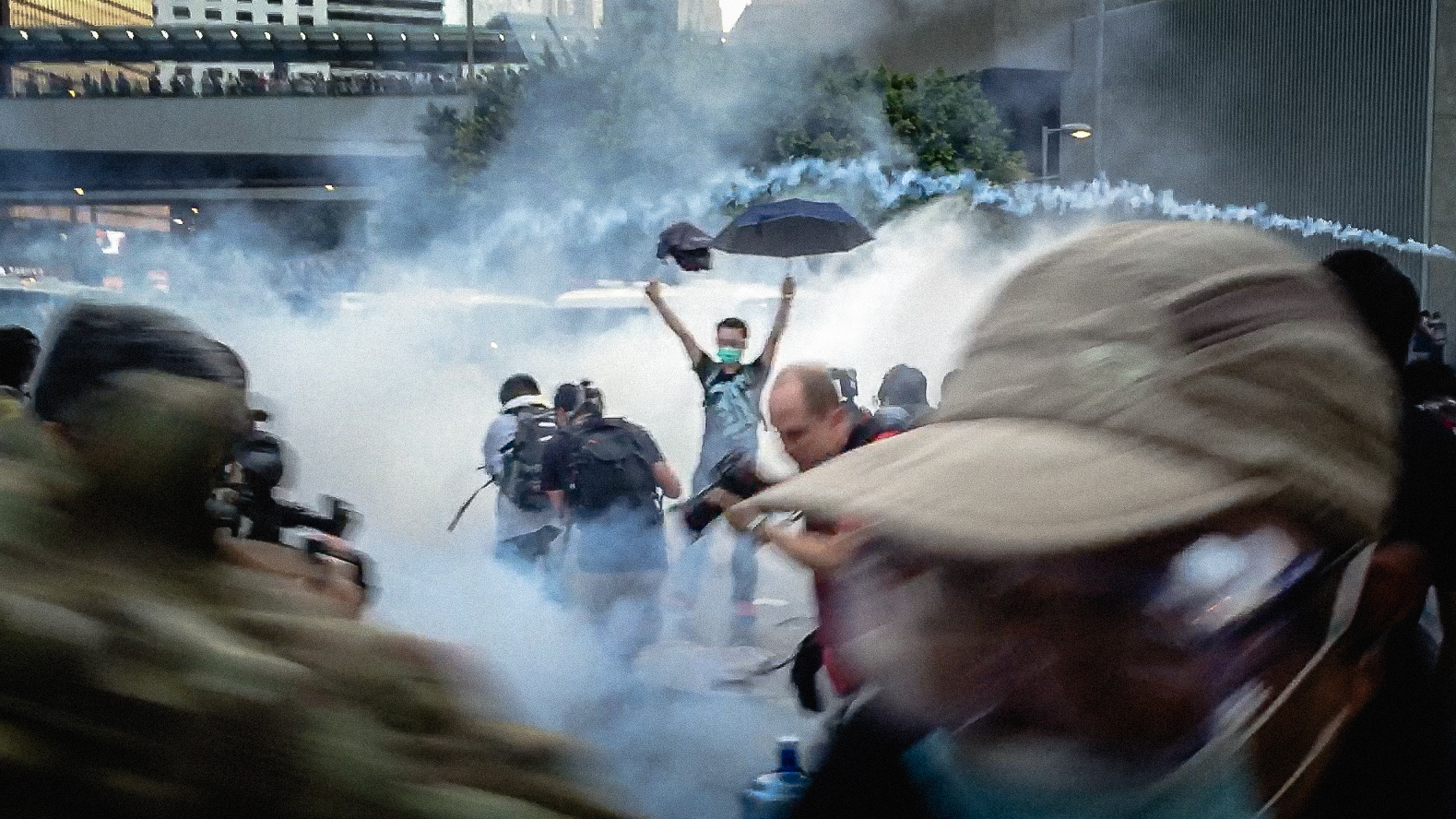
並未因催淚氣體而退縮的「雨傘人」

下午5時58分，位於夏愨道與添美道交界防線的防暴警察突然展示「警告催淚煙」黑底白字警告旗，並於不足10秒後發射多枚催淚彈驅散示威者。爆炸聲響徹金鐘及添馬艦，整條夏慤道隨即煙霧彌漫，群眾掩鼻向西面中環方向後退。有示威者即使身處數百米外，戴着眼罩，眼部仍感刺痛並不斷流眼水。抵受不住催淚氣體的示威者退守至添馬公園，200多人疑因吸入催淚氣體感不適，躺在草地休息。部份示威者撤退到太古廣場對出的金鐘道，匯合5時25分已佔領了金鐘道東行三條行車線 (從中環往銅鑼灣方向) 的佔中後援會群眾，佔據金鐘道西行線 (銅鑼灣往中環方向) 與電車路，徹底封鎖金鐘道。。其後更有志願者的急救站被警方施放的催淚彈擊中。這次是繼2005年韓農反世貿騷亂後，警方首次向示威者施放催淚彈；也是繼1989年旺角油麻地騷亂後，再次針對香港市民發射催淚彈。催淚氣體散去後，示威者再度衝出夏慤道，防暴警察見示威者重新聚集的跡象，分別於下午6時03分及6時05分再度施放催淚彈。
期間，一名面戴口罩的男子於催淚煙霧中，兩手高舉雨傘，並未因催淚氣體而退避。該男子隨後被新聞媒體作為是次催淚彈驅散行動之代表。該男子亦被稱為「雨傘人」，成為雨傘革命的象徵之一。
下午6時50分，全副裝備的防暴警察更向示威者展示「速離否則開槍」的橙底黑字警告旗，並再度發射催淚彈。
晚上7時後，示威群眾愈來愈多，超過10萬人四散至中環匯豐銀行總行對出德輔道中、文華東方酒店對出干諾道中、香港大會堂對出等，佔據有關幹道，與警察展開「攻防戰」。晚上7時20分，港鐵為配合警方，宣布荃灣線及港島線所有列車均不停金鐘站。警察隨即乘港鐵增援，手持長盾牌等防暴裝備佈陣。康樂及文化事務署亦宣布，取消香港大會堂所有節目，大會堂亦暫時關閉。
其後警方晚上於中環、金鐘、灣仔多處施放催淚彈。不少示威者流淚並大罵「警察無恥」。部份要求警察罷工，部份則高舉雙手要求警察放下武器。但由於大批持槍防暴警察上前要求示威者立即離開，示威者被逼退至遮打花園及皇后像廣場。
有消息指出，香港行政長官梁振英、北京駐港最高機構香港中聯辦主任張曉明、國務院副總理劉延東、警務處處長曾偉雄及中共中央政治局常委兼中央港澳工作協調小組組長張德江五人28日向北京報告，提出請求開槍，並預計會有500人會於武力鎮壓時被殺。香港各醫院亦已做好準備處理大量死傷者。武力鎮壓計劃最終被中共中央總書記習近平否決。
據醫院管理局於9月28日晚發出的新聞公報，醫管局亦已預計將有「大量傷者」因集會而需要被送到急症室接受治療。於傍晚6時45分，醫管局提醒市民，港島區三間急症室（瑪麗醫院、律敦治及鄧肇堅醫院、東區尤德夫人那打素醫院）預計會因處理大量傷者而令輪候時間較平日長。但延至晚上10時08分，醫管局再次發出新聞公報，澄清各公立醫院急症室服務運作維持正常，但對輪候時間的影響預計會伸延至全港所有公立醫院急症室。
香港紅十字會於金鐘夏愨道總部一度提供24小時急救服務，以及提供心理支援。因應有可能發生的大型流血事件，以及總部受到催淚彈波及，紅十字會總部於9月29日午夜12時左右，於總部門外掛起大紅十字旗。
對於使用催淚彈，警務處助理處長張德強事後於記者會上表示，集會市民使用了保鮮膜抵禦胡椒噴霧，因受專業訓練警員無法應付保鮮膜等危險品，是對警察構成威脅的裝備，同時認為有理由相信使用保鮮紙包裹面部的示威者是有意圖衝擊，惟有用「最低武力」解決當時情況。

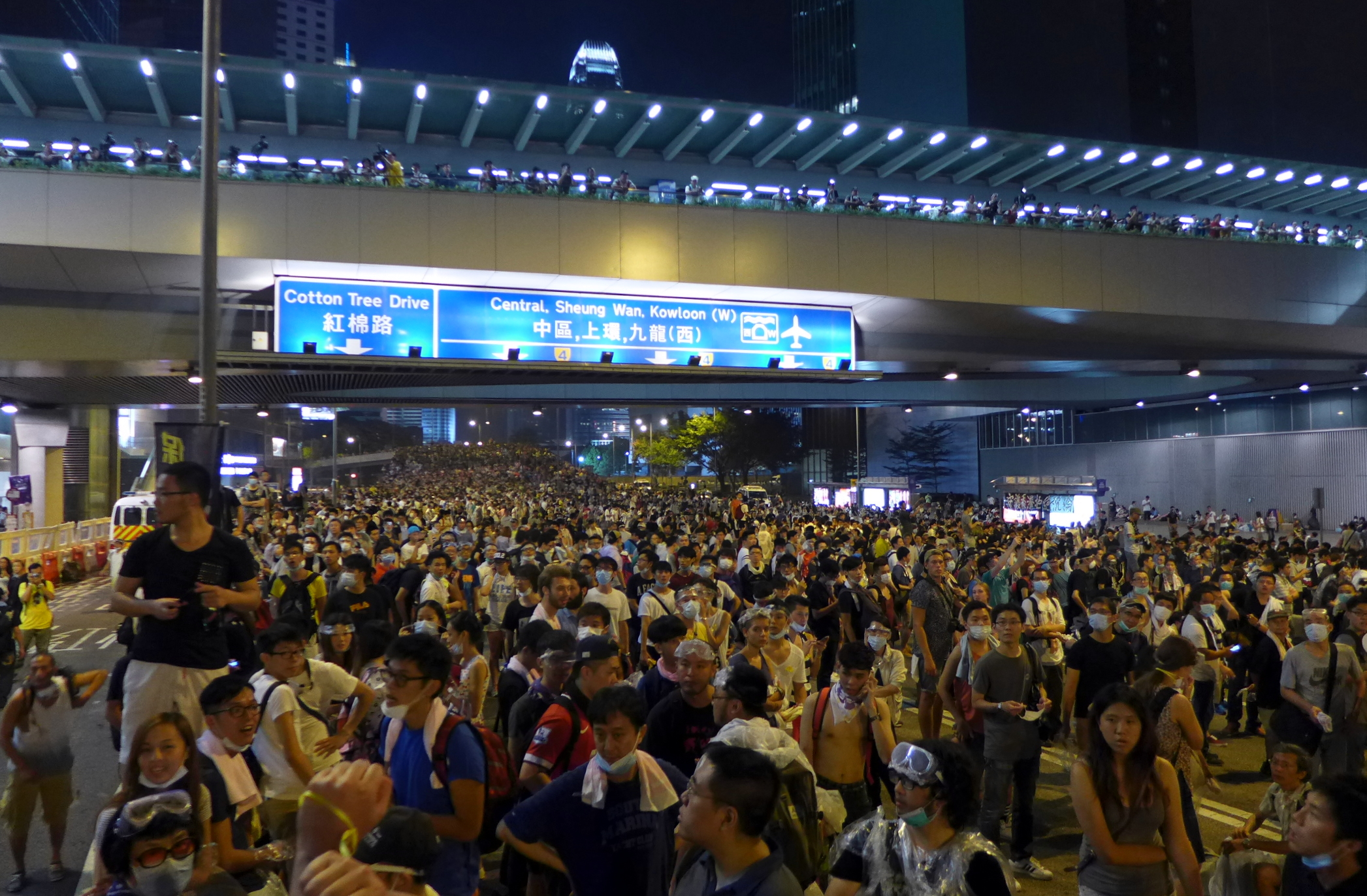
示威群眾佔據夏慤道
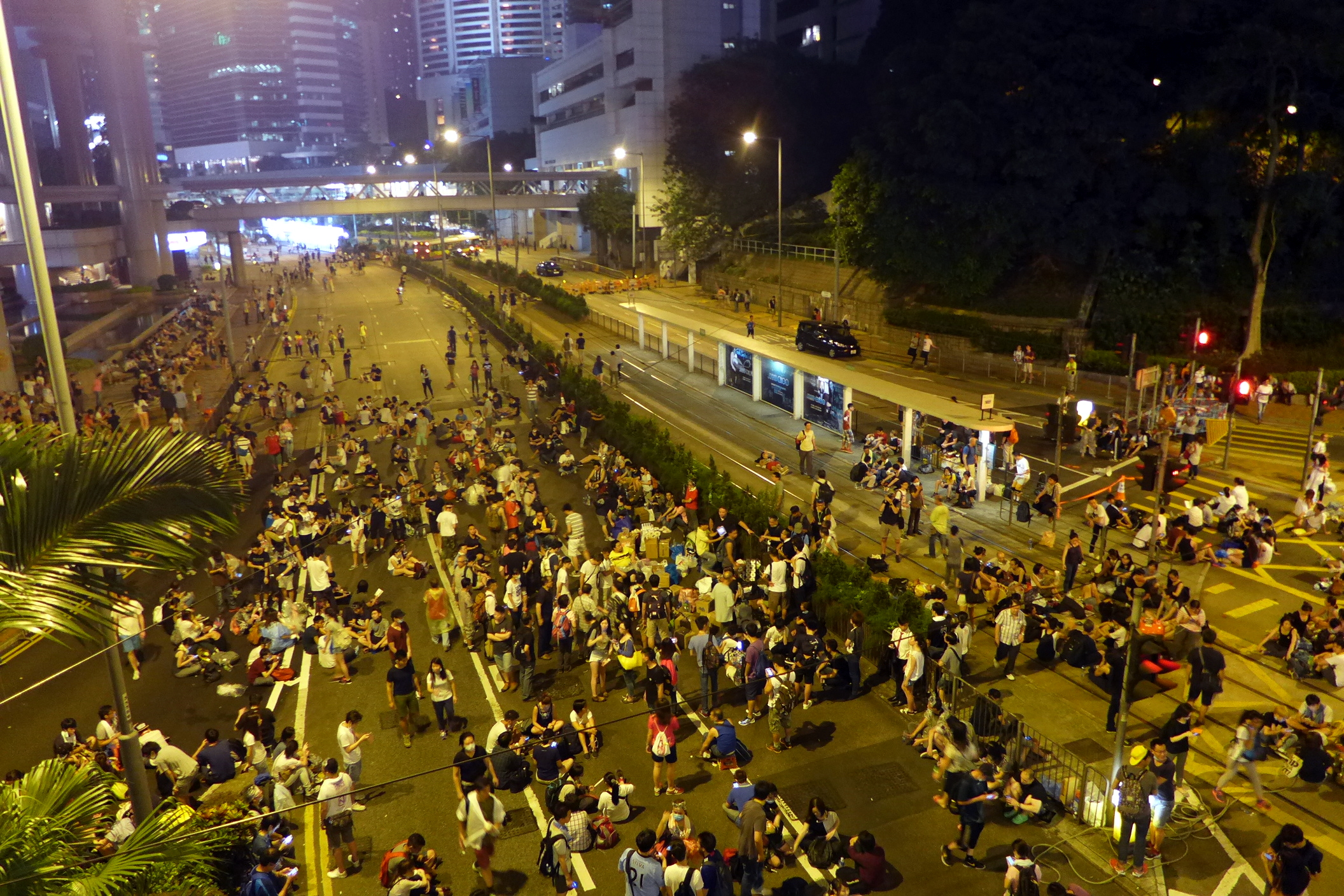
示威群眾佔據金鐘道
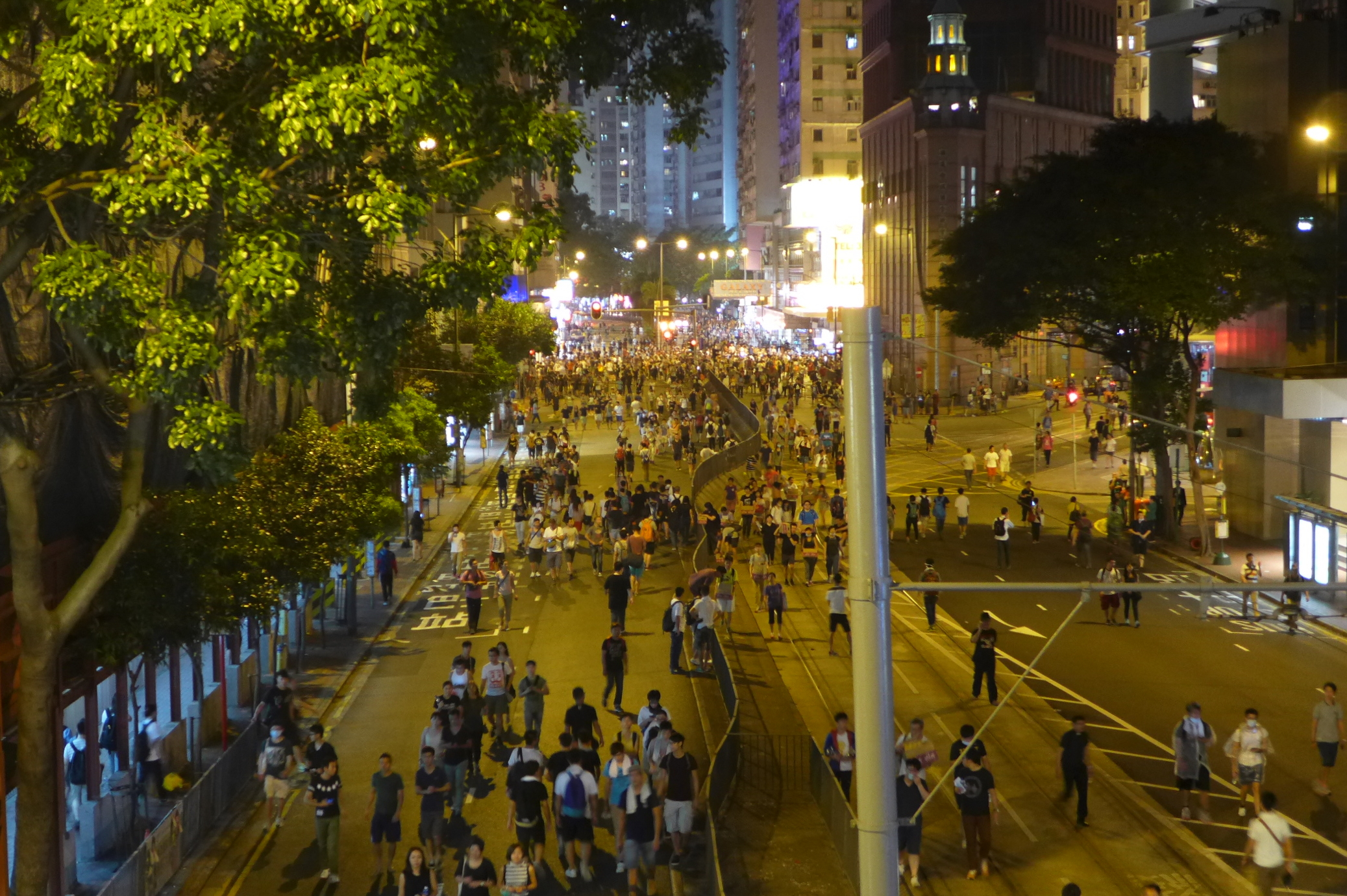
由於港鐵金鐘站封閉，不少示威群眾由灣仔軒尼詩道前往金鐘一帶
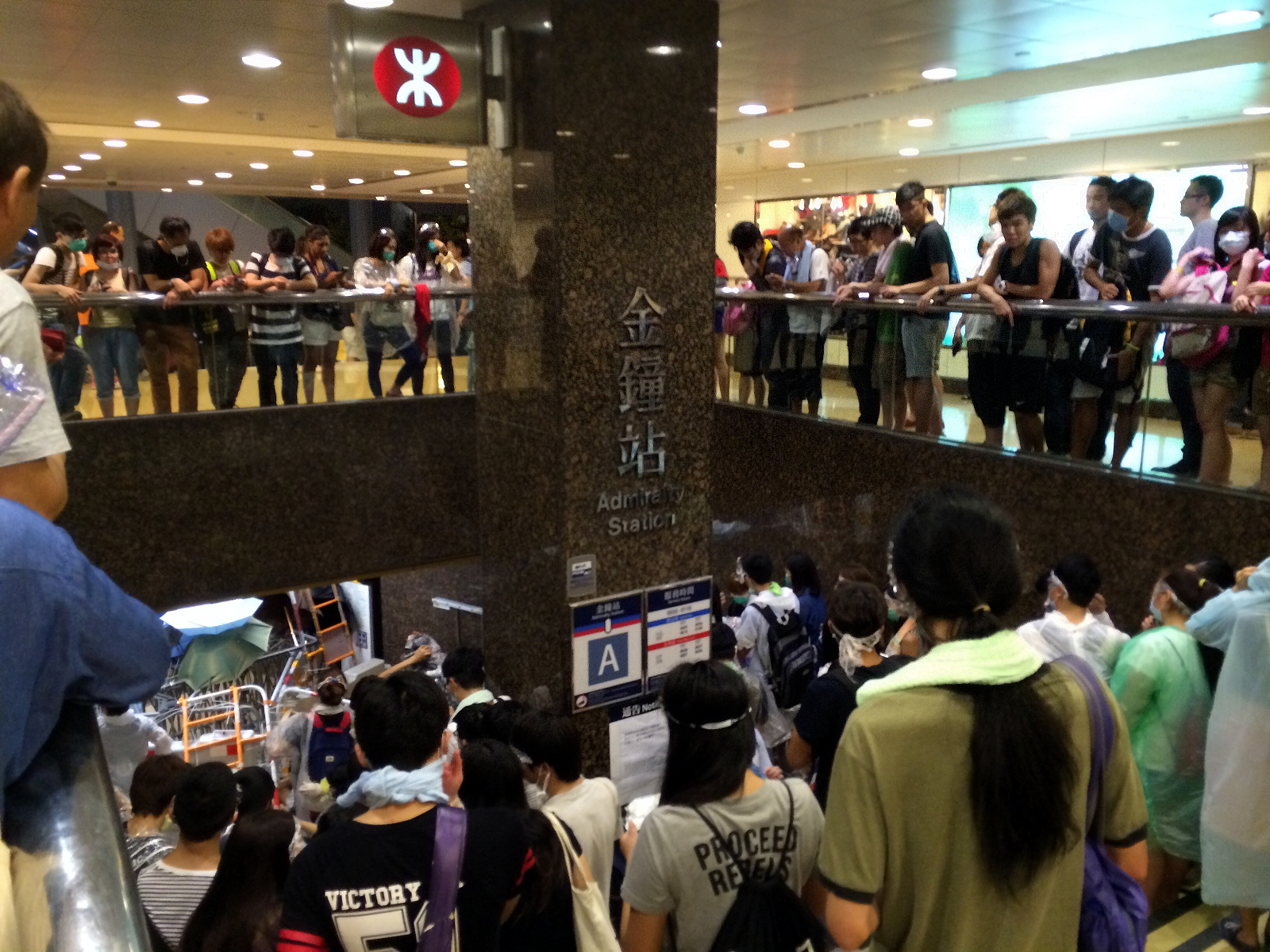
示威群眾在晚上集結人力及物資封鎖金鐘港鐵站出入口，防止警方進入
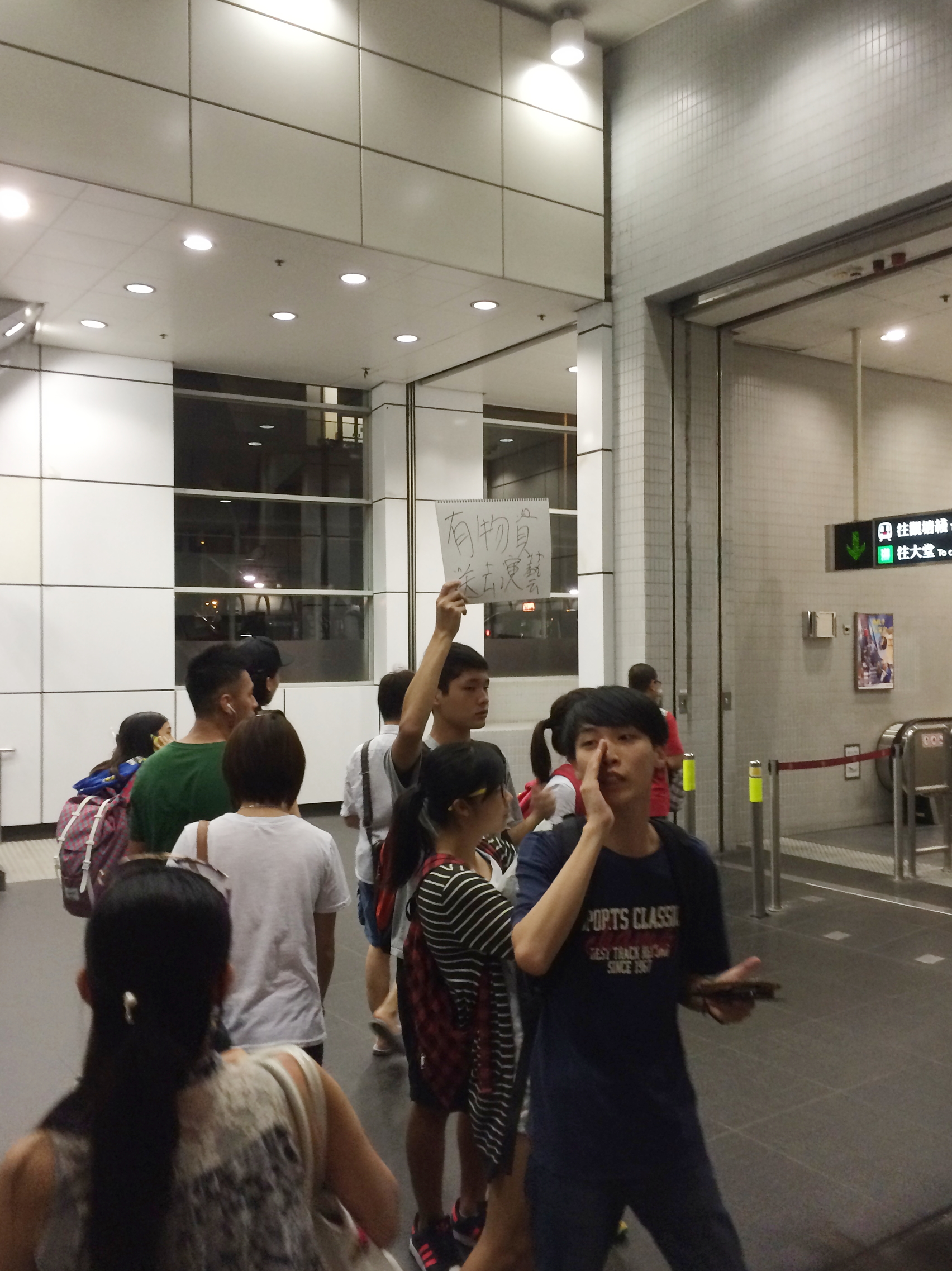
學生在九龍塘站作出呼籲，急需更多物資

結合防暴警察高舉「速離否則開槍」橙旗，並持AR-15自動步槍及雷明登散彈槍指嚇市民、各組織表示警察將會開槍而呼籲市民立即離開金鐘佔領區、醫管局表明急症室將會接收大量傷者、以及紅十字會於金鐘展示大紅十字旗，不少市民都相信警察將會開槍鎮壓，解放軍亦已出動。
晚上10時20分，學聯表示收到消息，警方已經出動橡膠子彈，故呼籲示威者全面撤離，指市民「必須保留實力，擇日再會」；又要求警方不要阻礙示威者撤離，讓他們安全離開。示威者留守與否，是他們的個人決定；若有市民在評量風險後仍願意留守，學聯亦會留守大台至最後一刻。。事實上，並沒有傳媒拍攝到橡膠子彈。梁振英在9月29日凌晨1時否認會派出解放軍、否認警察開槍，並稱完全沒有事實根據，希望市民保持冷靜。警方致力保持道路暢通，且已保持克制，希望市民盡快和平散去。
到了9月29日午夜12時後，警方在夏愨道與干諾道中再發放多枚催淚彈，示威者爭相走避。警方防線推至金鐘和灣仔方向。
《蘋果日報》表示，是次參與行動的警隊部門包括機場特警隊、反恐特勤隊、全數警察機動部隊和首次出動裝甲車「銳武」，動員人數超過7,000人，而且均配備催淚槍、橡膠子彈及AR15步槍等裝備；惟實際上僅動用主要職責為內部保安（人群管理及防暴等）任務的警察機動部隊，亦無出動裝甲車。醫院管理局亦啟動重大事故控制中心，協調救援工作及將傷者分流到不同醫院。醫管局指當日下午4時起至晚上9時45分，共20男6女須送院治療，分別送往瑪麗醫院、律敦治醫院、東區醫院、伊利沙伯醫院和瑪嘉烈醫院。
警務處助理處長張德強事後表示，警方在9月28日於9個不同地點使用了87枚催淚彈。香港大律師公會、香港記者協會、前線醫生聯盟及香港教育專業人員協會（教協）等多個團體譴責警方暴力鎮壓和平示威，使用過度武力。

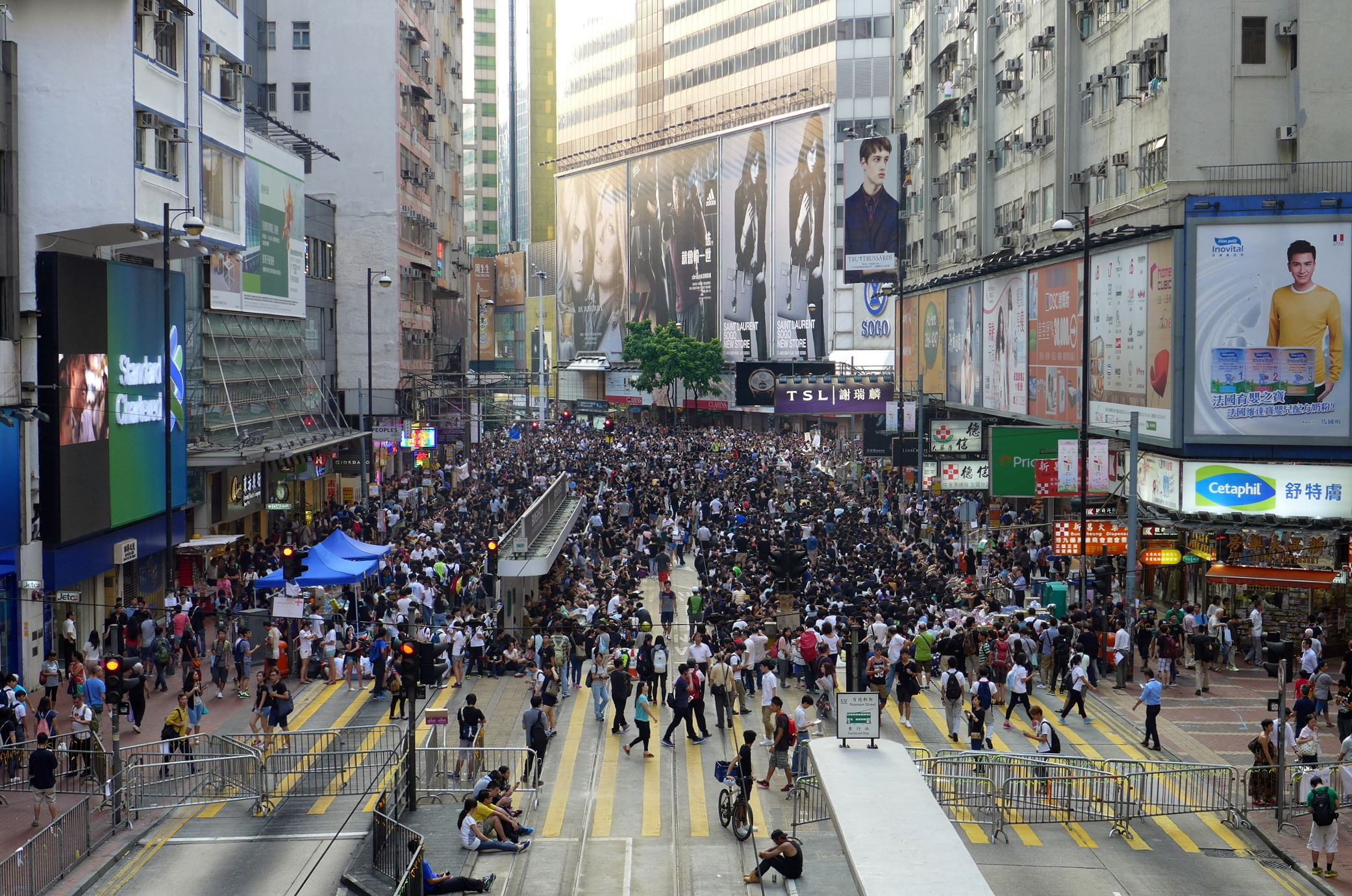
9月29日下午於銅鑼灣的集會

雖然多個組織都因有警方開槍消息而呼籲示威者撤離，但示威者沒有散去，反而大量市民自發佔據港九多條主要街道。行動在凌晨開始有「遍地開花」的趨勢。晚上11時左右，市民先後在旺角和銅鑼灣自發建立新據點，並進駐物資站及醫療站。旺角示威區位於近亞皆老街及旺角道的一段彌敦道，銅鑼灣示威區則位於崇光百貨對出的軒尼詩道及怡和街。當時現場消息稱有過萬名市民。凌晨時份，示威者曾一度追罵途經旺角的警員，及包圍警車。天亮後，多個示威集會地點氣氛大致平靜，秩序良好。大批警員繼續於金鐘干諾道中佈防戒備。

#### 驅散行動後續事件
香港教育局宣佈，位於灣仔區及中西區的中小學當日起停課。政府於上午10時16分發聲明，表示防暴警察已經撤離，呼籲市民繼續保持冷靜，盡快和平散去。

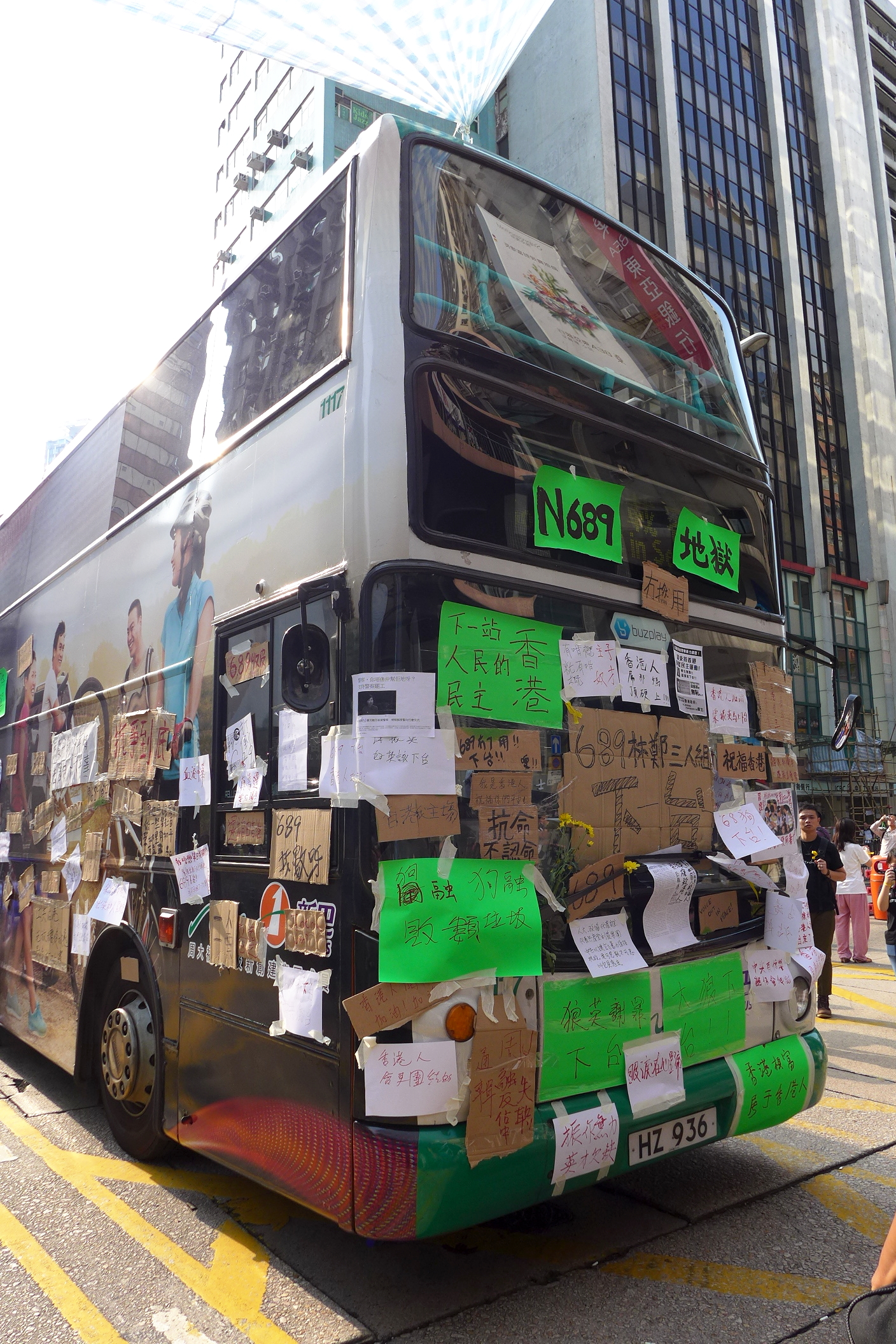
旺角彌敦道的新巴成為集會者表態的「畫板」，貼上大量要求梁振英下台、爭取真普選的標語

在旺角彌敦道與亞皆老道交界全日均有市民在馬路上聚集，氣氛平靜。自發用巨型帆布為參與者遮蔭，拉起「佔領旺角」的橫額。佔領範圍由前晚彌敦道與亞皆老街十字路伸延至旺角道、西洋菜街、砵蘭街等，彌敦道南北行6條行車線全被佔領，路經的巴士線要取消或改道。不少客貨車及私家車也在亞皆老街路中心停泊以堵塞道路。早前被迫停駛的多架巴士，其中一架成為集會者表態的「畫板」，貼上大量要求梁振英下台、爭取真普選的標語。在場警員人數不多，有警員在高處觀察。街上持續有人發言，群眾不時鼓掌和高呼口號。偶然一些反對他們的路人經過，雙方出現輕微口角。有通宵留守的示威者說，雖然疲倦，仍希望堅持到最後，部份人坐在街上休息和睡覺。

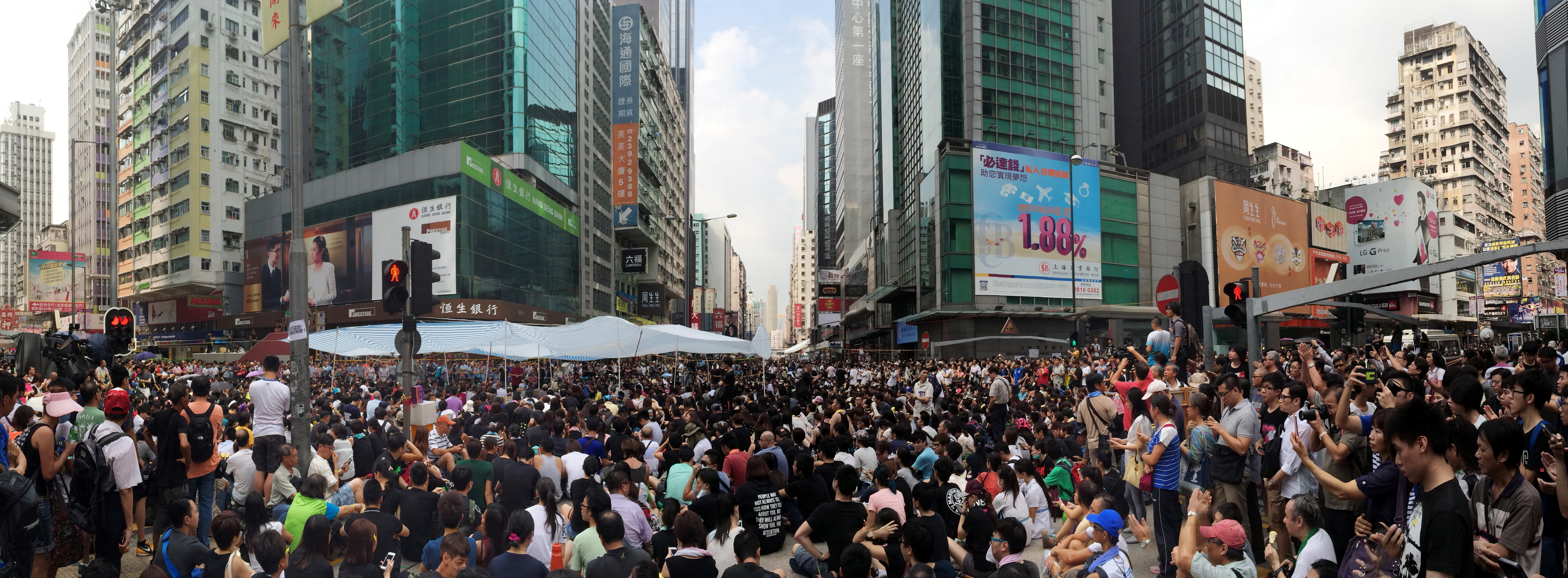
旺角彌敦道示威全景

銅鑼灣全日亦繼續坐滿示威者，當中有大學生，亦有來香港旅遊的台灣人。在場市民在遊客區用多國語言寫下他們的訴求；惟周邊商舖就受到集會影響，崇光百貨更提早晚上6時關店。示威者深夜開始向西擴散至堅拿道西鵝頸橋一帶。銅鑼灣跟其他佔據點一樣，設立了臨時物資中心，全日不斷收到補給物資。

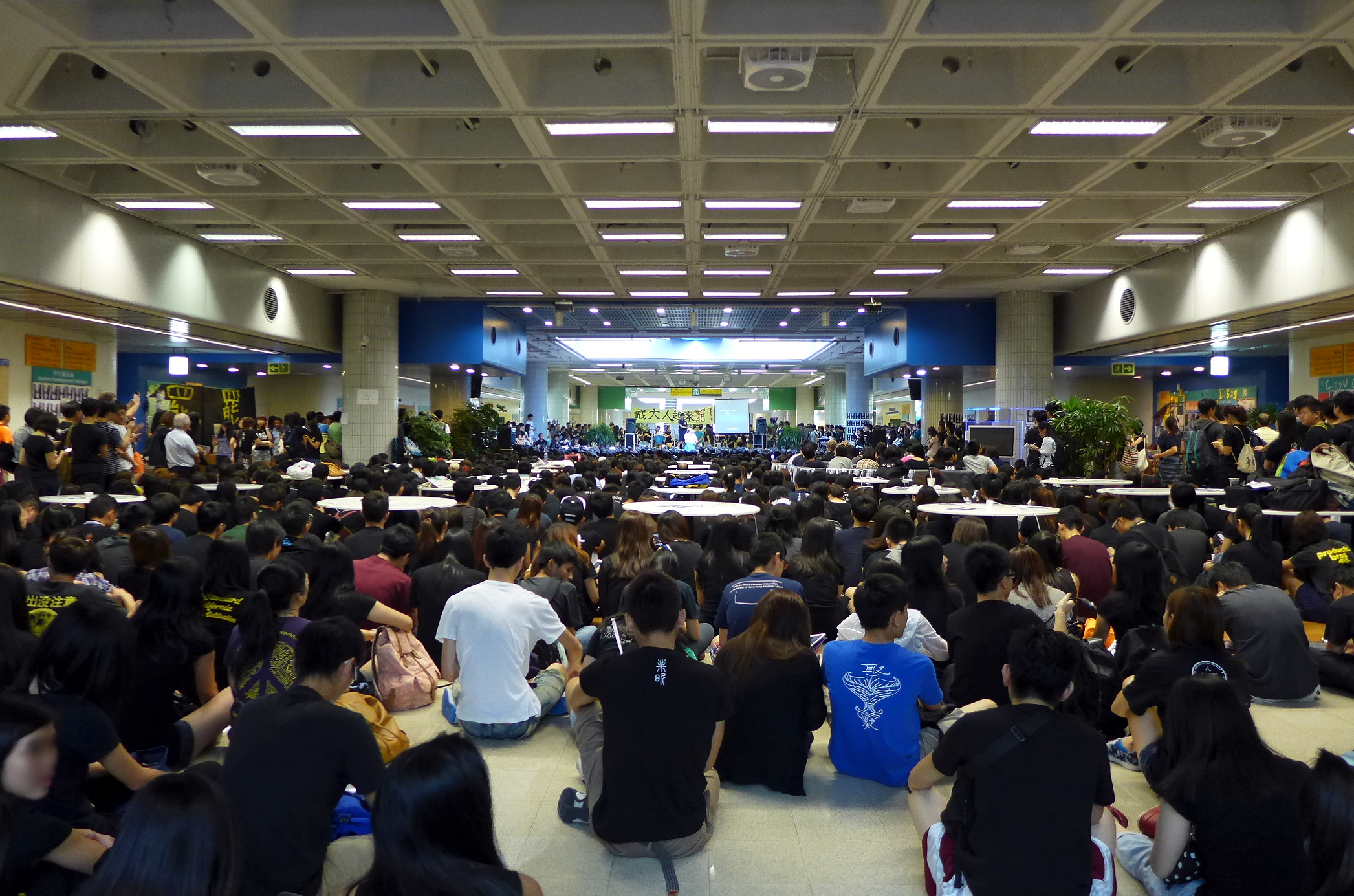
九龍塘香港城市大學有罷課集會

過千名香港中文大學學生深夜在百萬大道開會，決議通過無限期罷課，並提出三點訴求，包括要求（1）行政長官梁振英及政改三人組（林鄭月娥、袁國強和譚志源）下台、（2）公民提名和（3）撤回人大常委的決定。如果沒有獲得回覆，將進行無限期罷課。中大學生會會長張秀賢表示有4,000人參與會議。《中大學生報》派發罷課號外，各個書院亦組織義工隊支援罷課。
學聯指香港八間大專院校都有舉辦罷課集會，合共最少6,000人參加校內集會，其中香港大學、香港理工大學、香港城市大學及香港浸會大學的集會人數都過千人。當日早上，理工大學有200名學生要求約見校長唐偉章，且要求校方回應學生訴求，支援佔中和罷課學生。與此同時，學民思潮亦在當日呼籲全港中學生在校內罷課，獲得多間中學響應。

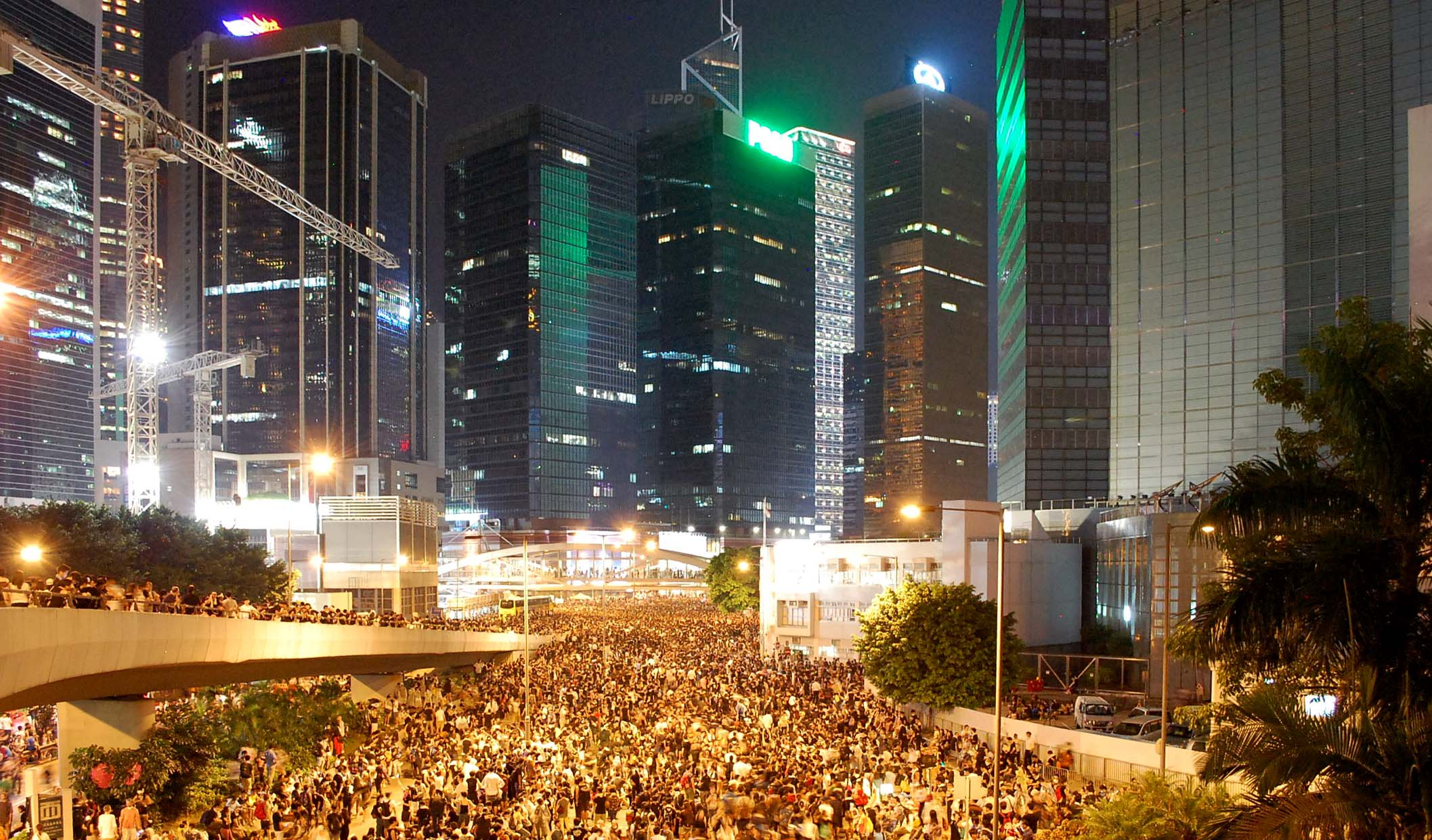
9月29日晚上於金鐘的集會

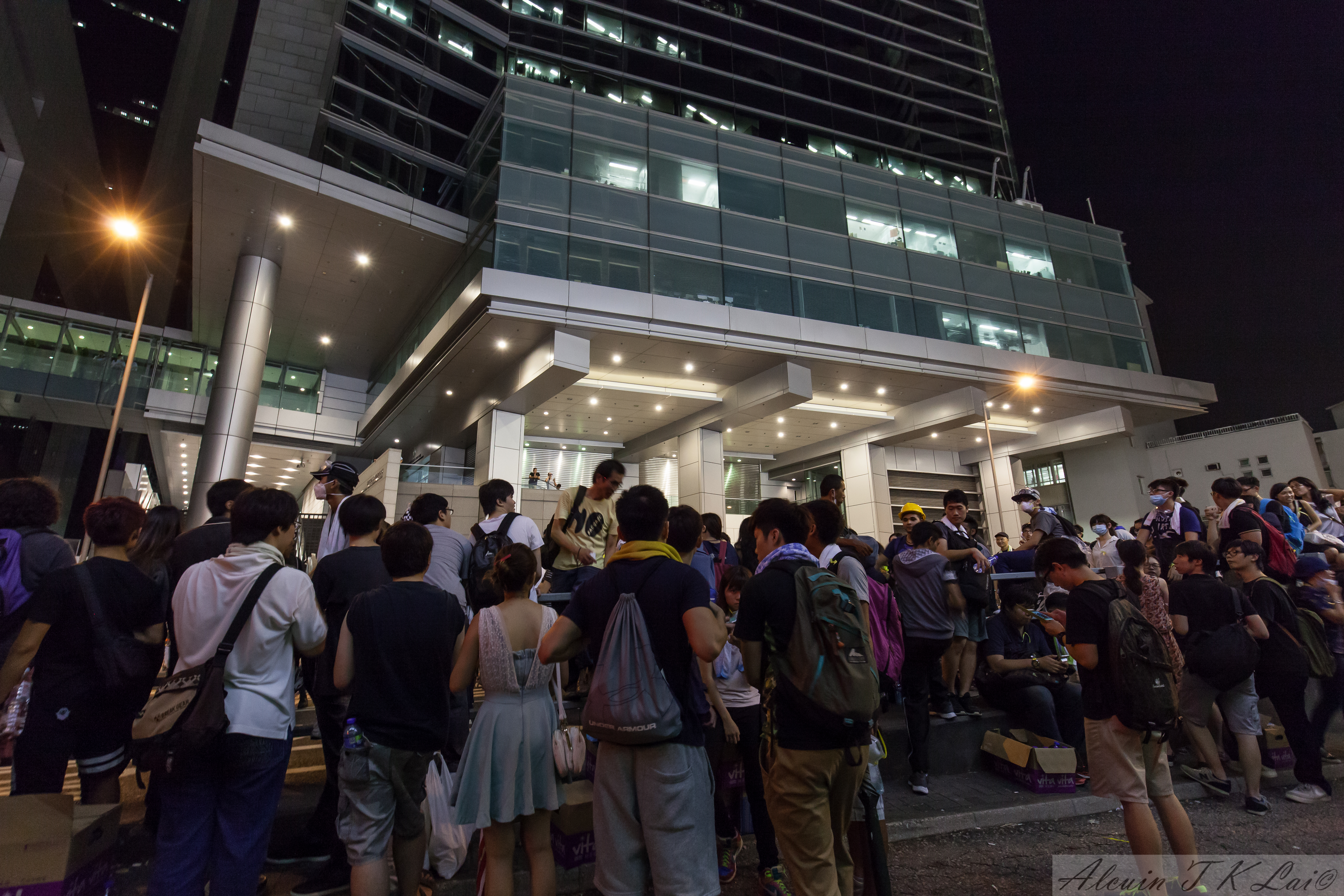
晚上有市民在位于灣仔軍器廠街的香港警察總部抗議。

銅鑼灣夜間示威全景

下午5時後，隨著市民陸續下班而參與佔領，在金鐘、灣仔、銅鑼灣及旺角入夜後人數不斷上升。
市民入夜後情緒高漲，有人手持印有特首梁振英畫像的巨型紙板在人群穿梭，示威者報以噓聲，不斷高叫口號要求「梁振英下台」；海富中心附近的德立街有外籍人士一嘗鬧市燒烤滋味，更準備逾萬元材料供集會人士食用，以表示支持。示威者亦最少3次一同高舉手機，合唱《光輝歲月》。至9月30日凌晨，人群已佔據多條主要幹道，干諾道中（畢打街以東）、紅綿路、金鐘道、告士打道（分域街以西），及銅鑼灣軒尼詩道（波斯富街以東）、怡和街均被逼爆。晚上警員和警車數目明顯減少，再無警員勸喻市民離開。

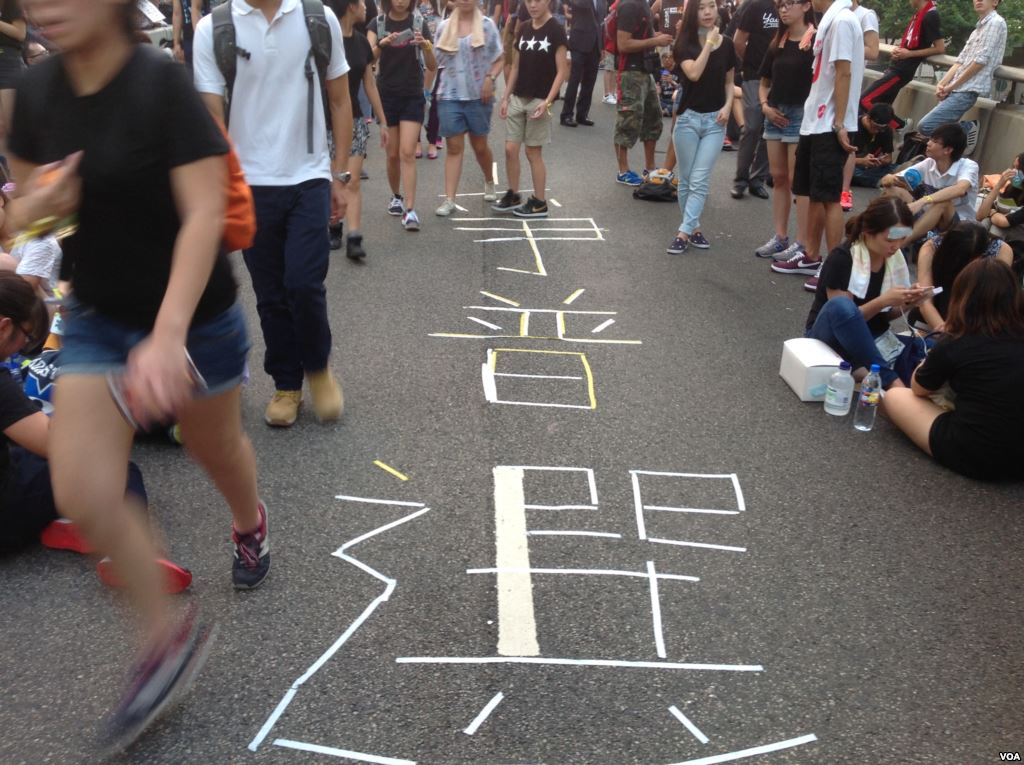
示威人士在馬路寫大字要求「爭普選」

雖然中環、銅鑼灣及旺角等佔領點沒有主台，集會沒有程序，但市民秩序大致良好，情緒冷靜。即使面對反對者挑釁、指罵，現場也有人調停，又請反對者離去。
警方的催淚彈驅散行動導致集會人數倍增，晚上最少20萬人在港島和九龍集會。但有人擔心運動變質成嘉年華，失去抗爭的意義。
另外，在9月30日至10月2日期間香港多處地方亦有響應佔領行動的集會，包括港鐵上水站附近（9月30日）、深水埗、葵盛東、大圍、屯門、柴灣、觀塘等地。

### 銅鑼灣旺角同遭反佔中「私了」

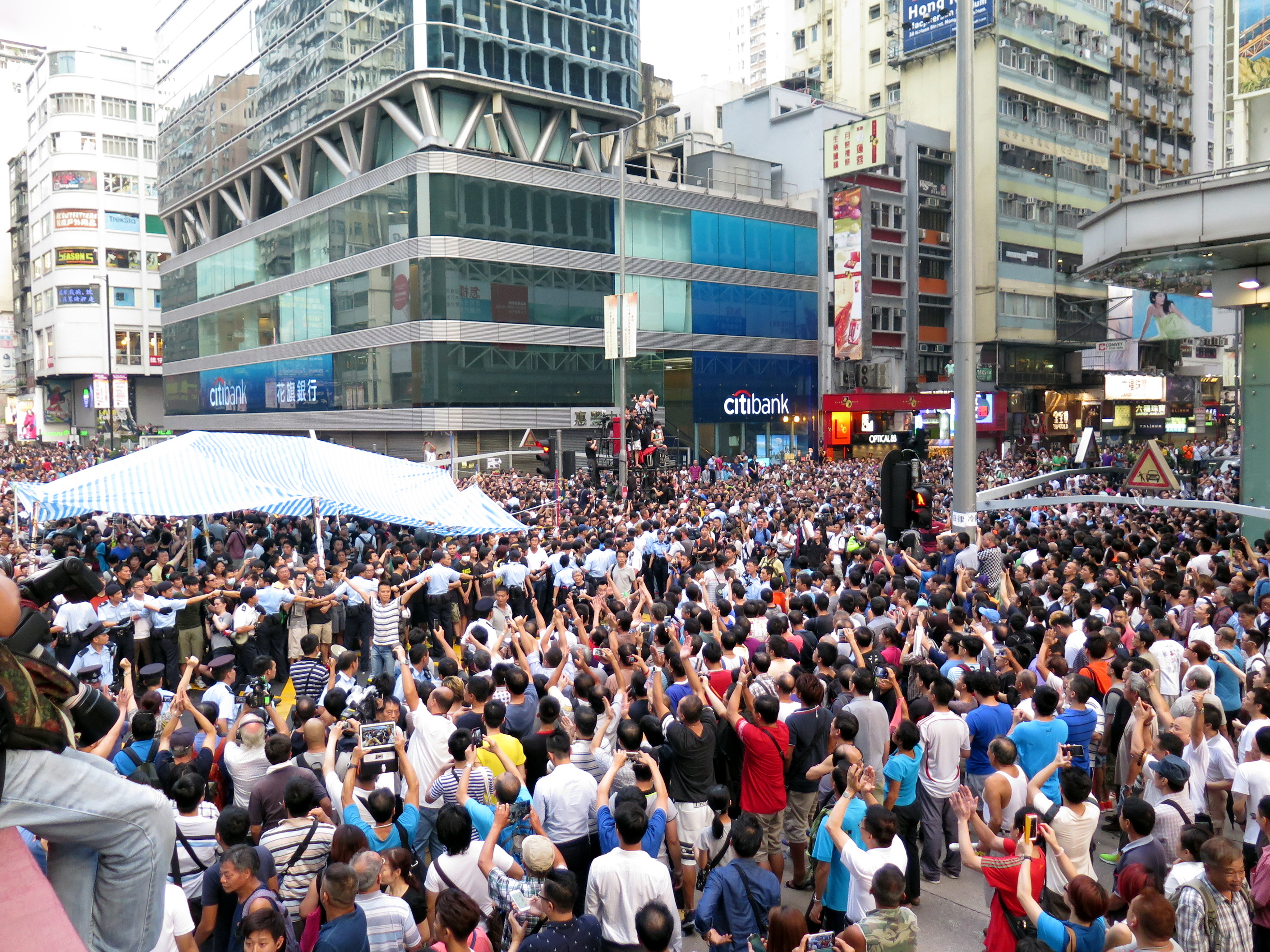
反佔中示威者到旺角包圍佔中示威者，並在佔中示威者前拍照留念

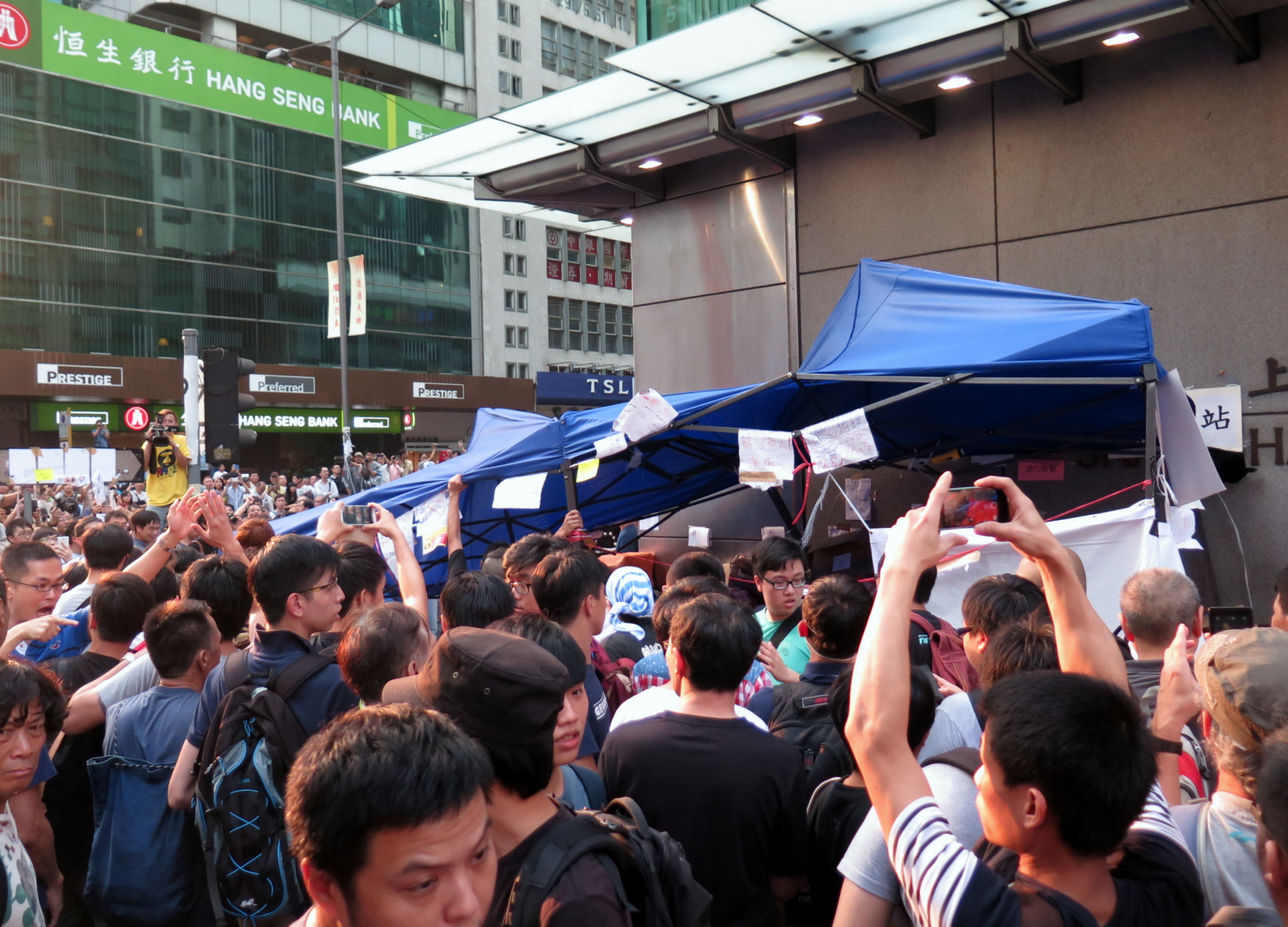
反佔中示威者拆毁佔領者的帳篷

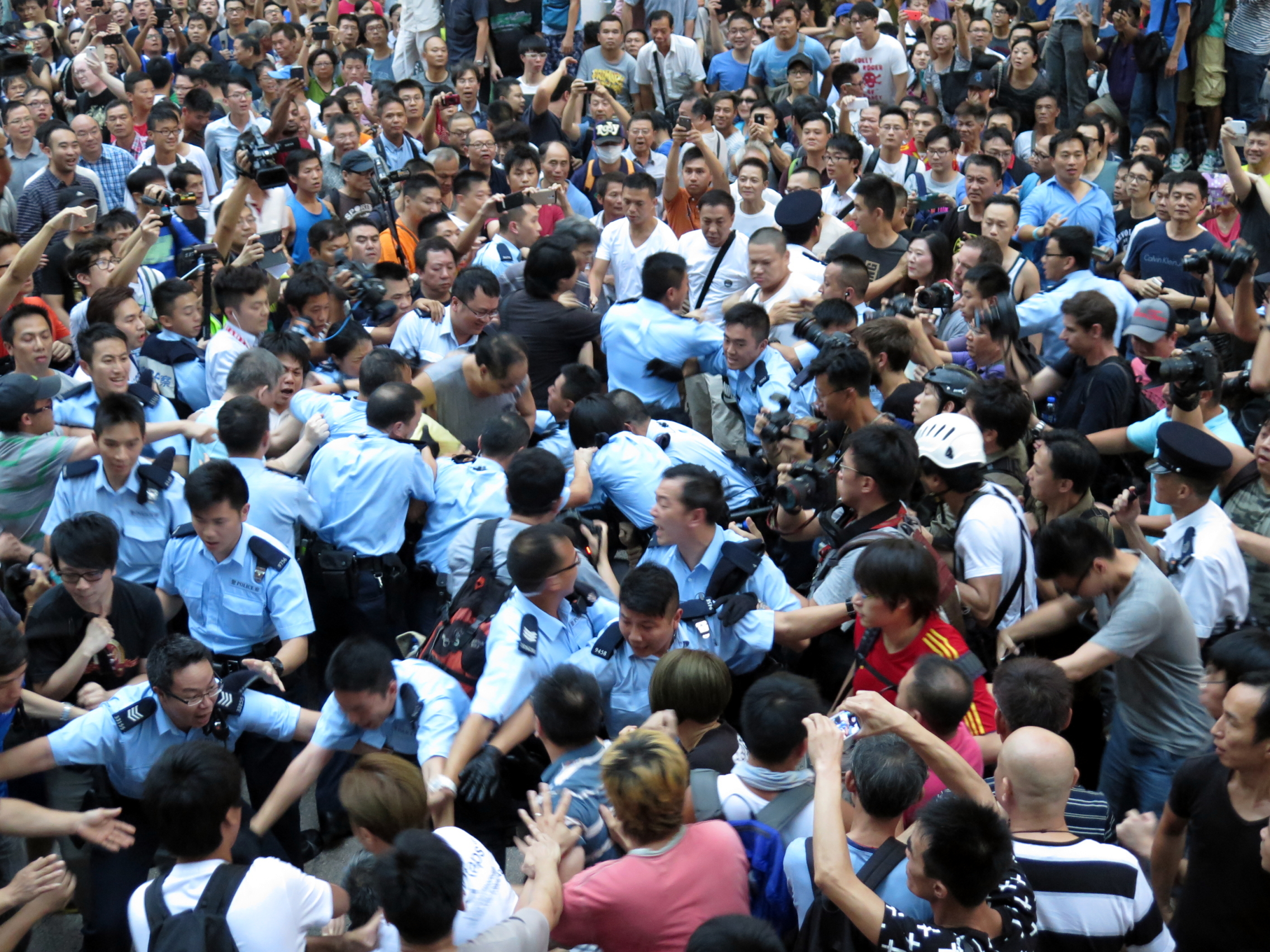
警員開路協助反佔中示威者離開，期間多次有佔中示威者被在場的反佔中示威者追打及挑釁指罵，現場十分混亂，警員隨即加派人員控制場面

10月3日，在旺角彌敦道及亞皆老街的集會地點，約在下午二時開始，有大批反佔中示威者到達旺角，人數是示威者的數倍。反佔中示威者四出挑釁指罵和推撞，不斷拆毁在場的帳篷及路障，並追打集會人士。他們不時向集會人士和在場記者投擲雜物。集會人士批評警方並未有效地阻止反佔中人士的襲擊。有市民得知警方未有阻止反佔中人士的暴行，在下班後趕到現場，希望保護和支持現場學生。另一方面，愛港之聲召集人陳淨心在Facebook專頁留言，指「情況危急，緊急召集熱血之仕」，呼籲民眾晚上6點在旺角雅蘭商場集合，到旺角清除鐵馬，並將行動命名為「光復香港」。
到傍晚，反佔中人士不斷增多。警員在安全考慮下，將停留在彌敦道多日的巴士由司機駛出，並開路協助集會人士離開。期間有集會人士被在場的反佔中示威者追打及挑釁指罵，警員隨即加派人員控制場面，集會者斥警方並無有效阻止反佔中暴徒的行為。由於現時大批反佔中人士繼續包圍集會人士，現場不時有打鬥事件。混亂中至少兩名男子頭部受傷。其中一名男子被人打至頭破血流，由警員扶到港鐵站出口。被打傷至頭部流血的男子稱，他在十字路口被反佔中人士襲擊，過程約十秒。他表示，自己支持學生，到場保護學生，期間被十多人包圍，頭部再被腳踢。他批評警方完全不執法，漠視市民安全，指警方助長暴力，揚言一定會追究。而佩戴藍絲帶的示威者情緒激動，大喊：「清場！清場！」、「打死他！」香港記者協會指，有女記者在旺角採訪反佔中與佔中示威者衝突時，遭一名男子用硬物敲打手臂。
多宗外國傳媒的報道均以「暴徒」形容該些反佔中示威者。而佔中示威者亦稱，若警方不阻止反佔中人士的暴力行為，就會終止與政府的對話。和平佔中和學聯宣布棄守旺角，往金鐘集會現場，但無人理會。佔中發起人之一戴耀廷呼籲旺角集會人士離開，到金鐘互相守護。學聯副秘書長岑敖暉表示「不想（集會人士）流任何一滴血同有任何傷害」，呼籲於旺角集會人士遇傷害時要立即撤離。學民思潮發言人周庭亦呼籲佔中支持者盡快離開旺角。有佔中示威者不滿警方沒有及時制止反佔中人士發起的「自發清場」暴力行動 ，有網民隨即在Facebook開設一個「反佔中暴徒認人組」，收集圖片、影片，希望能找出施暴者，然後交警方處理。
晚上10時16分，特首梁振英突然發出廣播視頻，緊急呼籲在旺角、銅鑼灣現場市民盡快和平散去，學生立即離開示威現場。他亦呼籲無論對「佔中」持什麼態度，都要保持冷靜，任何情況都不應使用暴力或破壞社會秩序。
凌晨2時後，有警員在旺角朗豪坊對開登上一輛警車準備交更，但被大批佔中示威者包圍，佔中示威者指責警方包庇黑社會和暴力份子，導致旺角發生流血衝突。他們要求警方向民眾交代，否則不會讓警車離開。而大批示威者凌晨在旺角多處包圍警方，在花園街逼退警方防線，逼令警方高舉紅旗警告。警方又在銀行中心附近，在無警告下施放胡椒噴霧。
警察公共關係科高級警司郭柏聰深夜會見記者回應旺角事件。他表示，因為現場面積廣大，人數極多，警方執法有一定難度。到凌晨4時半，警方宣布於旺角的反佔中衝突中，共拘捕20名男子。他們分別涉嫌在公眾場所打架、非法集結及毆打。事件中共12人受傷，另6名警員受傷，警方正深入調查，不排除更多人被捕。警方同時透露，其中8名非法集結疑犯有黑社會背景，而成報報導警方聲稱所拘捕的黑社會人物中，既有反佔中，也有佔中人士。對於有人指警方昨晚很久才到達旺角，他解釋其中一個原因是部分警員由金鐘到旺角，因道路阻塞不能使用警車，需要改為乘坐港鐵，因此用了1小時。唯據港鐵官網顯示，由金鐘乘港鐵往旺角，預計乘車時間僅為10分鐘。

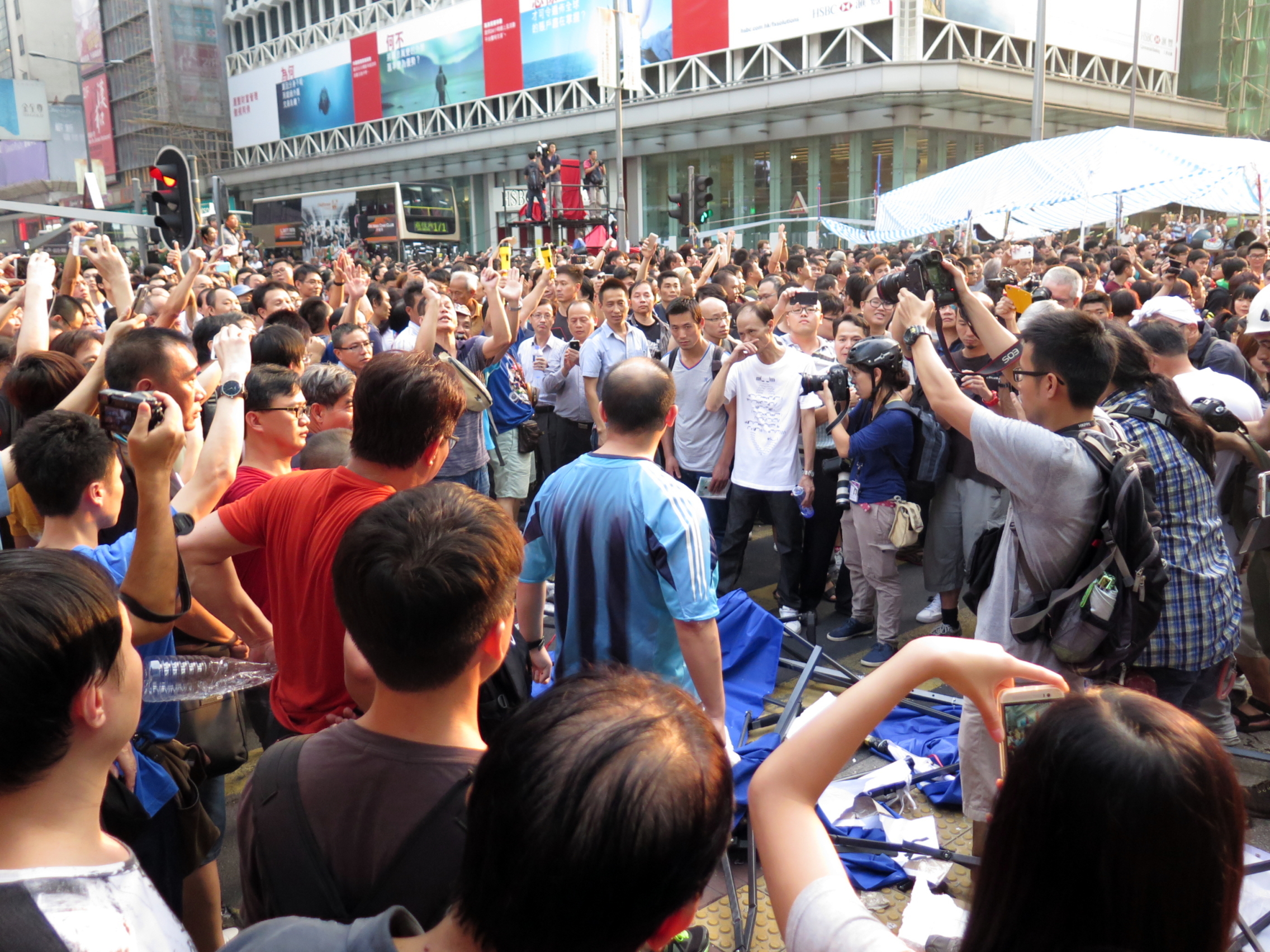
反佔中人士在旺角拆毁帳篷後熱烈鼓掌
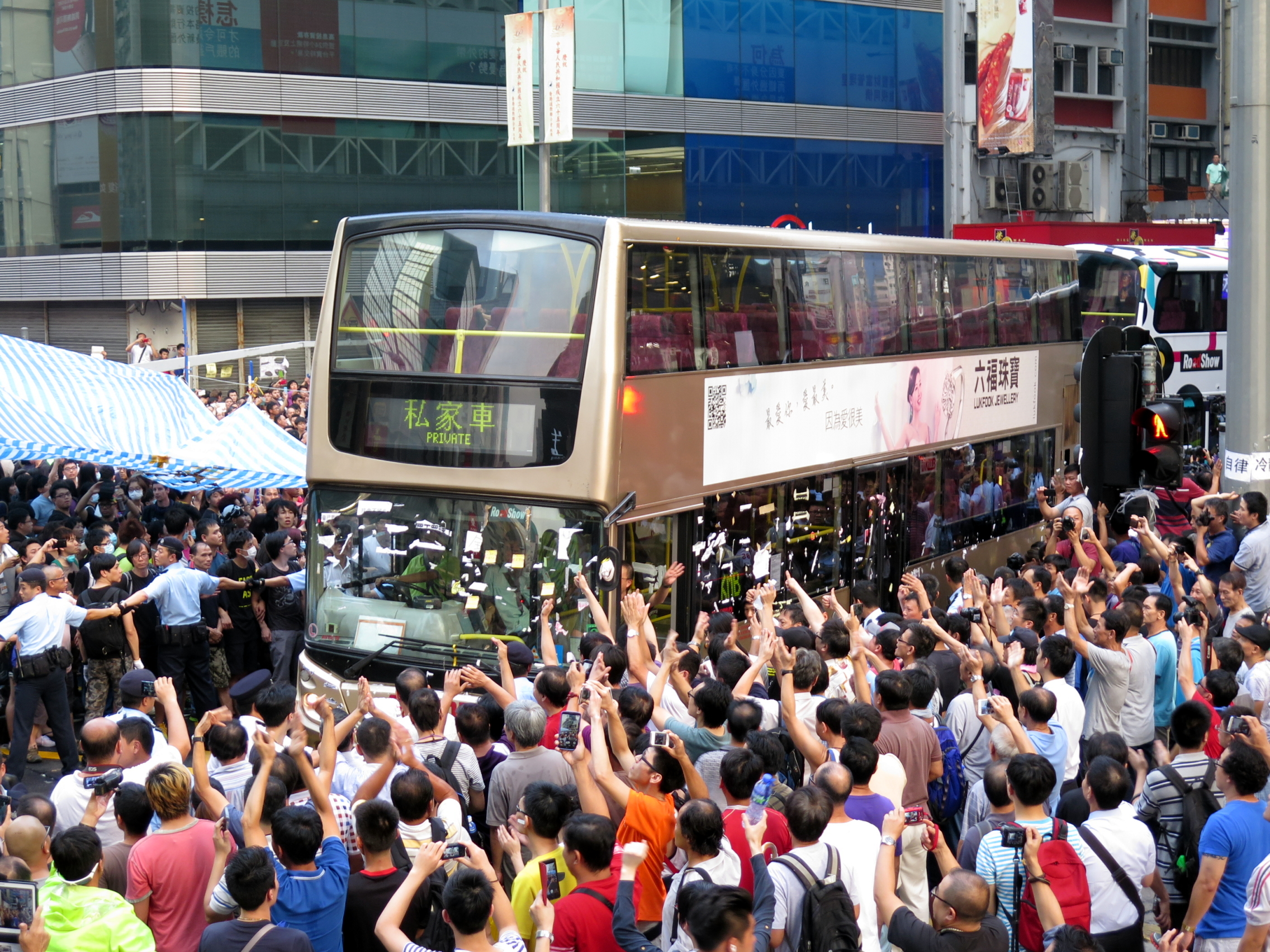
警員在安全考慮下，將停留在彌敦道多日的巴士由司機駛出
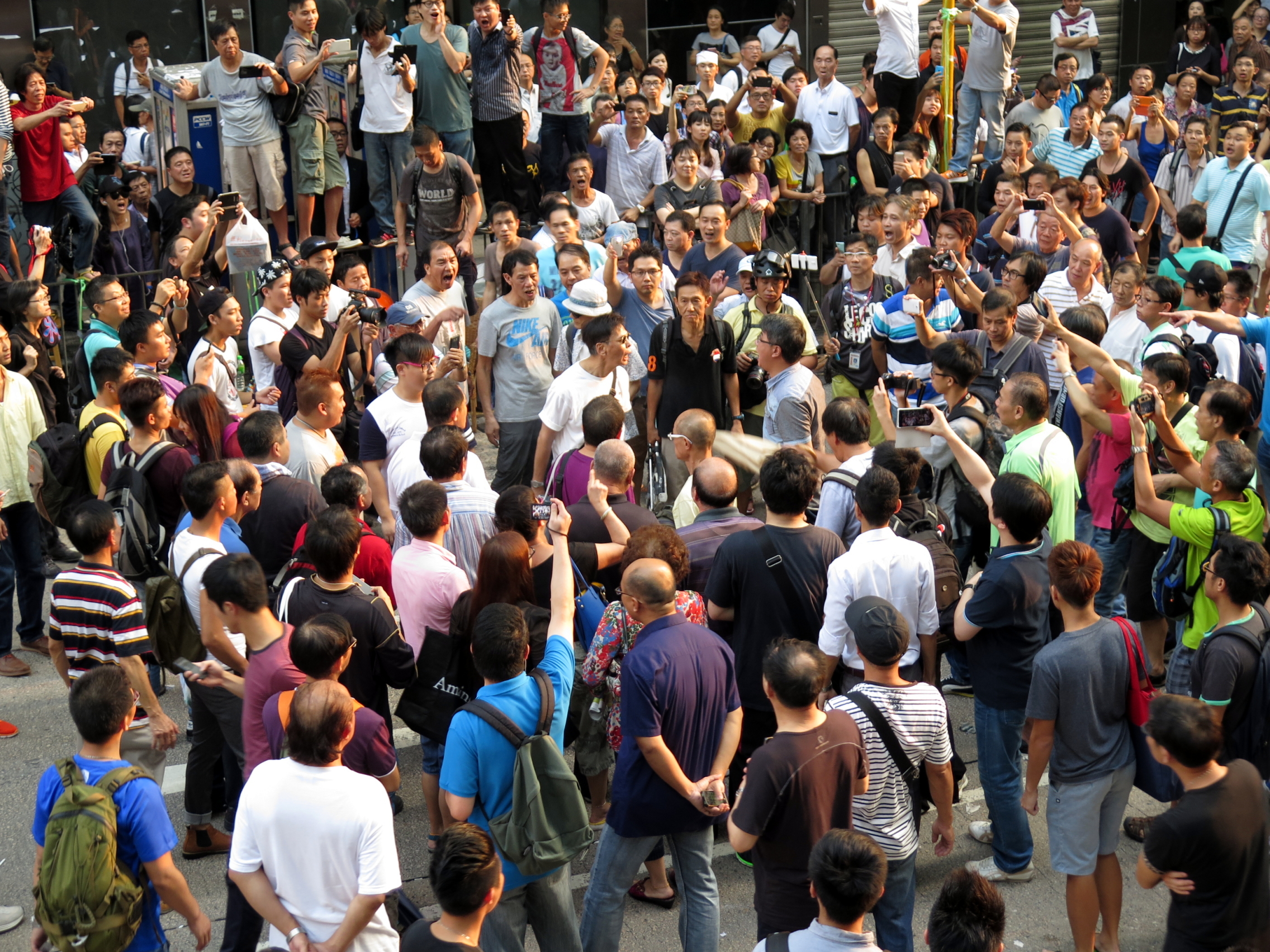
反佔中人士挑釁指罵集會人士
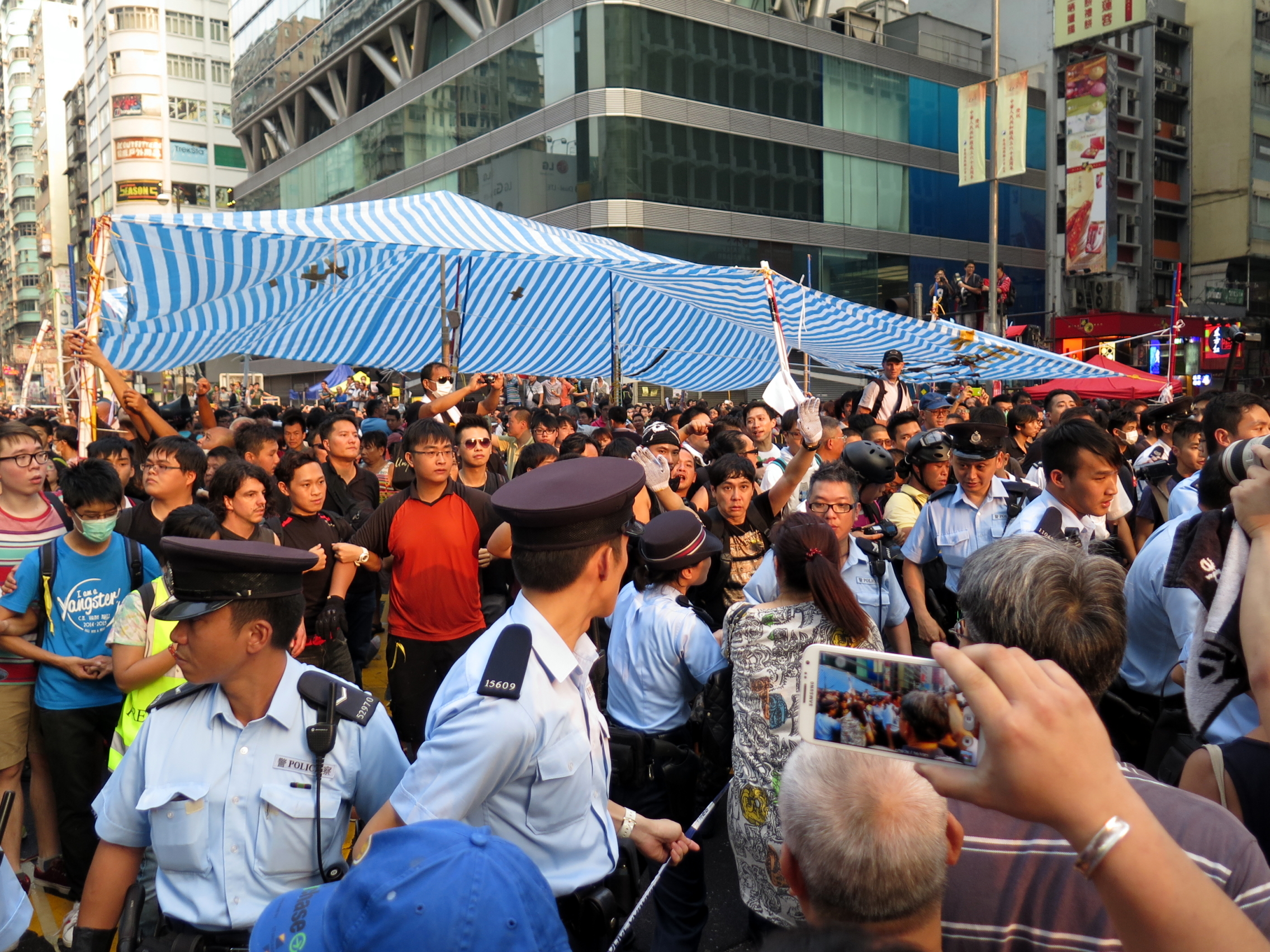
警員包圍集會人士，防止反佔中人士衝擊

### 七警案

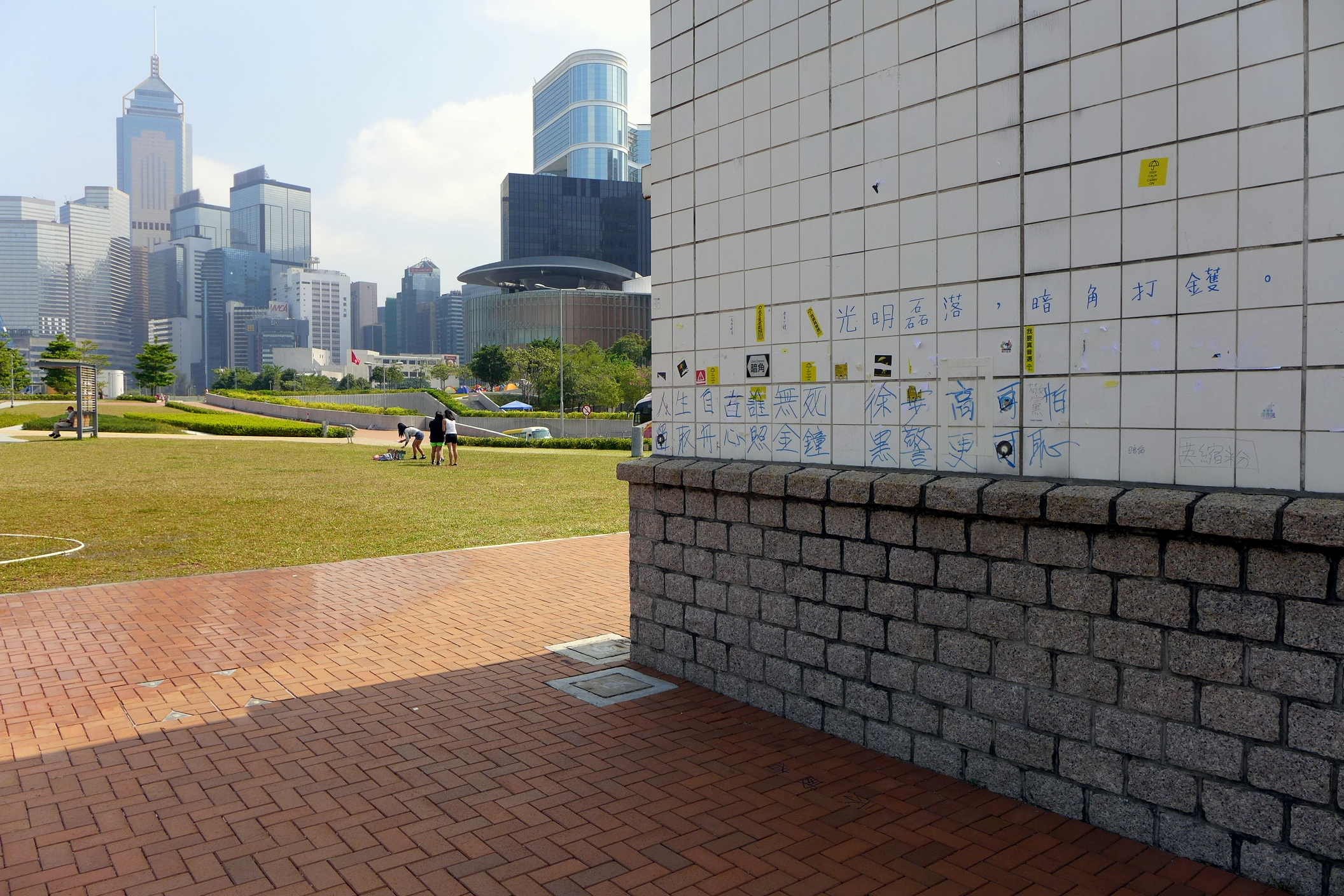
7名警務人員將公民黨成員曾健超抬到圖中的陰暗處對他拳打、腳踢，其後有佔領人士在案發現場留下記號，把該處命名為「光明磊落的暗角」。

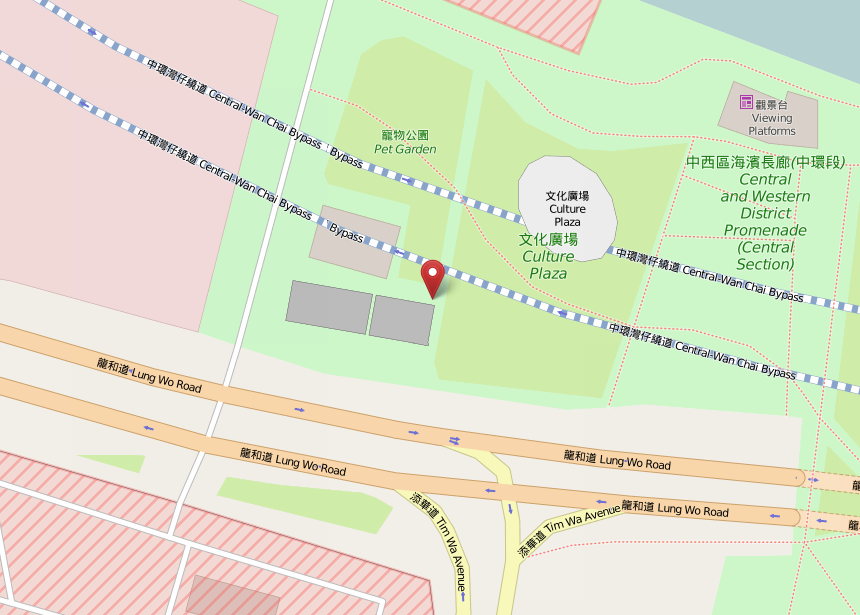
「光明磊落的暗角」位置圖（圖標示）

10月15日凌晨，7名警務人員將公民黨成員曾健超抬到龍和道暗角毆打。無綫電視新聞畫面顯示，註冊社工、選委會選委兼公民黨成員曾健超被制服後，遭2名督察級警察及5名初級警務人員，以膠索帶反綁雙手，再抬到龍和道近中環海濱長廊的一陰暗處（北緯：22.28285° 東經：114.16471°（页面存档备份，存于）），對他拳打腳踢，又反覆踩向曾健超。有部份警員則在旁把風，以防被記者近距離拍到過程。之後有2名參與圍毆的警員離開，其餘警察則繼續圍毆曾健超。整個毆打過程歷時4分鐘，曾健超飽受拳腳後，被扯起帶走。事後曾健超到醫院驗傷，期間所拍的照片可見他的左眼下方有明顯瘀傷，身體亦有多處受傷。警方因而被指責濫用私刑，示威者繼10月3日後，更進一步地使用「黑警」來形容被指選擇性執法、濫權及濫用私刑的警察；而圍毆曾健超事件則被稱為「光明磊落，暗角打鑊」，案發現場亦被示威者命名為「光明磊落的暗角」，諷刺警察公共關係科總警司許鎮德於前一日稱警察執法「光明磊落」後，不足半日便發生圍毆案。
而《南華早報》片段顯示，在示威者沒有反抗的情況下，有警員拉下示威者眼罩，直接向其眼部使用胡椒噴霧，並迫使示威者撤退到添馬公園附近。
警方在當日早上6時半的記者會表示，事件中未收到示威者受傷報告。监警会成员黄碧云表示，从电视片段中，看见警员对示威者施袭，她认为警方已经违反了警察守则，并可能涉及刑事罪行 。學聯秘書長周永康表示衝擊龍和道行動是由網民發起。其後在警方和消防的下午4時的記者會中，警察公共關係科總警司許鎮德稱，警方非常重視今次事件，但由於仍未能錄取到涉事人員口供，故未掌握到資料詳情。他強調，警方會按既定程序，公平公正處理有關投訴。記者多次問到警隊是否「樹大有枯枝」，許鎮德沒有回應。
在龍和道被警員毆打的示威者曾健超，晚上約10時在警察總部外，在律師陪同下見記者，他表示，會以法律途徑追究警方及涉事警員的責任。他在發言時稱，感謝大家的關心，包括朋友、親戚，並特別感謝新聞記者和傳媒，緊守崗位，拍下他遇襲的報道，並見到他本人，在沒有反抗能力下被打。
下午5時，香港社會工作者總工會發動於灣仔駱克道遊樂場集會，譴責警察無理毆打本身為註冊社工兼社福界選委的曾健超，估計參與社工逾500人。示威者晚上沿駱克道步行至軍器廠街灣仔警察總部集會，表示要為曾健超被打事件報警。警方一度舉起黃旗警告在場者正參與非法集會，雙方一度僵持下，警察分批安排示威者入內報警。
在七警案一周年之日，警方才正式落案檢控7名警務人員「有意圖而導致他人身體受嚴重傷害」。唯與此同時，曾健超則收到警方預約拘捕，被控5罪，包括一項涉嫌向11名警員淋潑液體的襲警罪，以及4項拒捕罪。曾健超稱被起訴荒謬及屬「政治打壓」。袁國強說，兩案在短時間內發生，屬同一系列不同階段的事件，諮詢海外資深大律師和刑事檢控專員後，為公平起見，決定將兩案一併考慮，並讓兩案涉案者同日提堂和陳辭。香港大學法律學院首席講師張達明表示，這種「交叉檢控」的情况會令審訊變得更複雜，「程序上會麻煩啲」，屬無可避免。
國際特赦組織香港分會發表聲明，指曾健超2014年11月已獲無條件釋放，但警方突然重新拘捕他，令人費解，要求警方解釋。

### 旺角清場及驅散行動

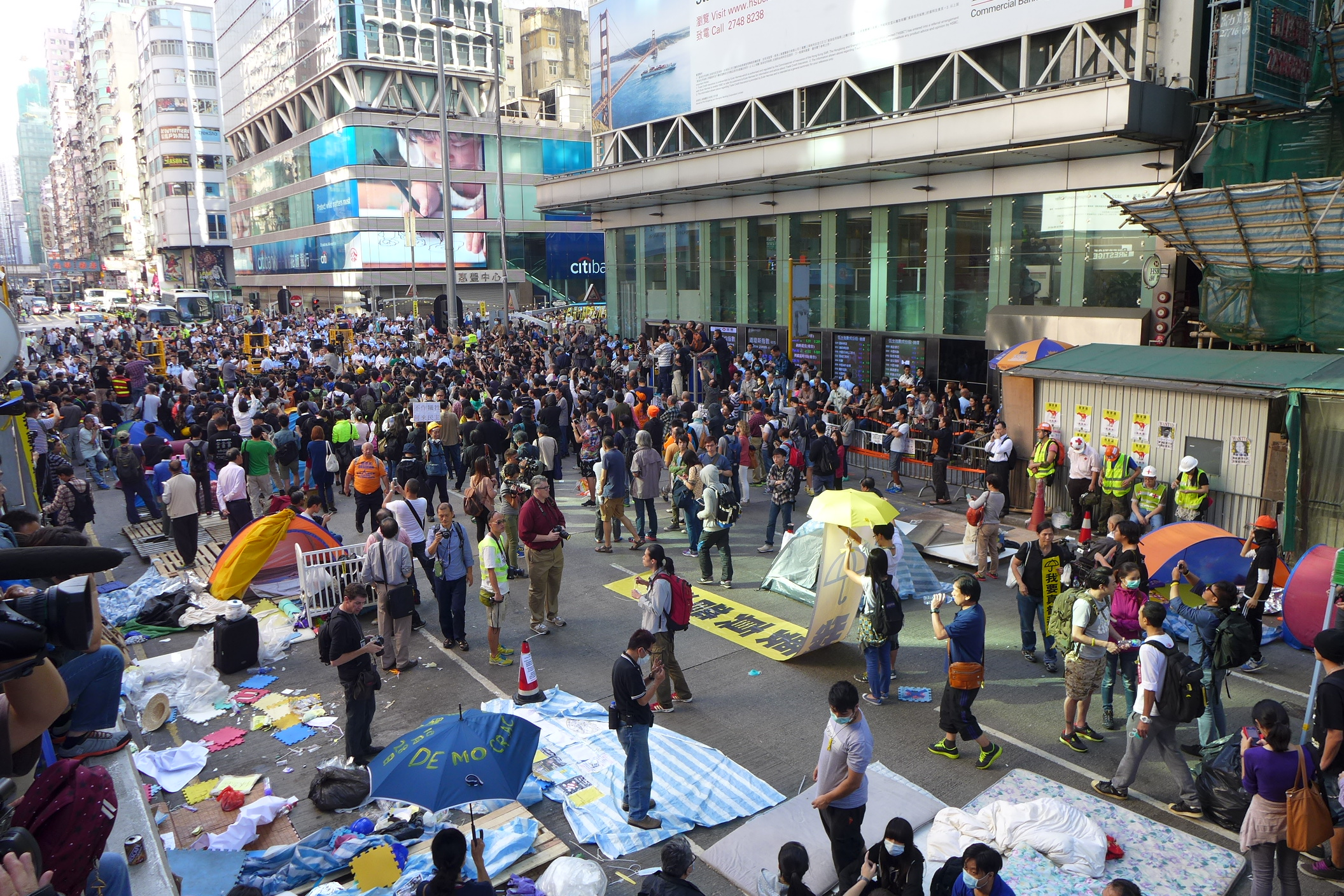
11月25日，在執達主任執行禁制令，不少示威者及傳媒聚集在亞皆老街

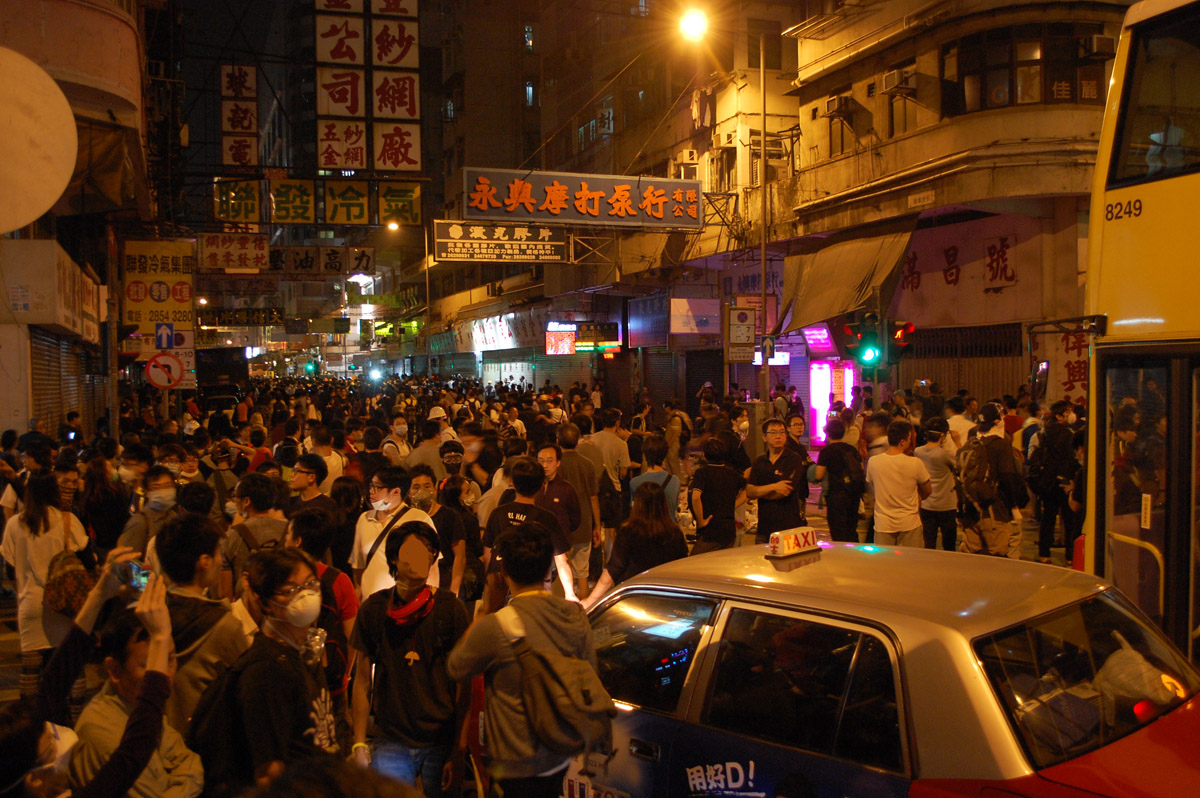
晚上，示威者在砵蘭街被迫退，後再多次發生衝突

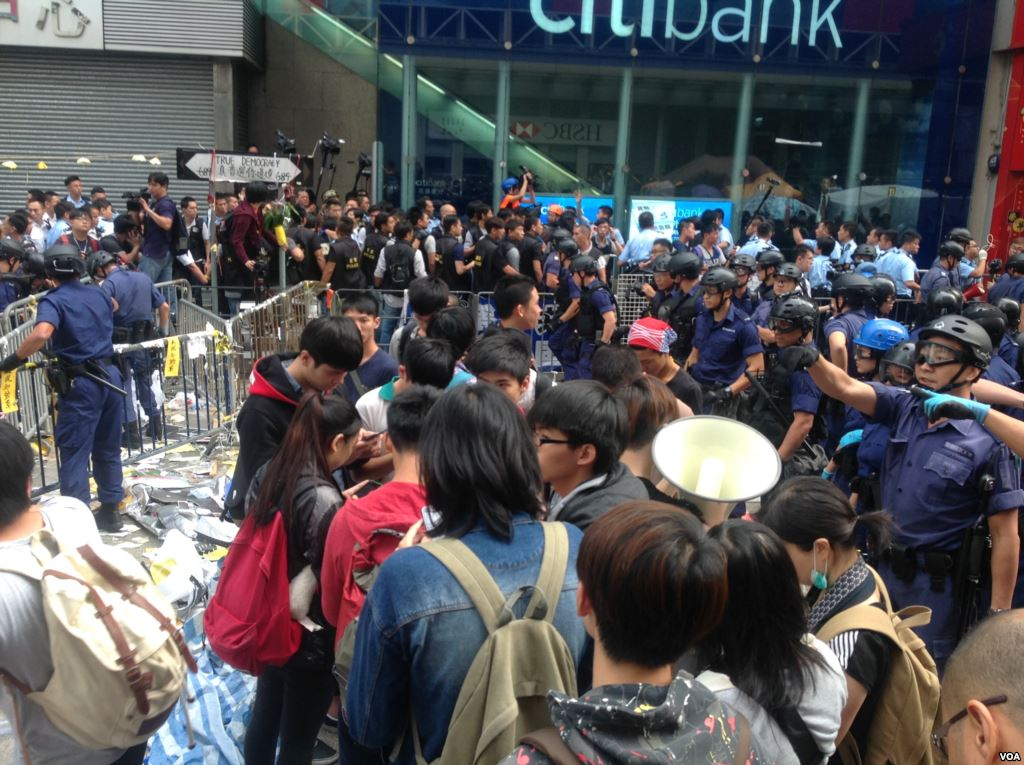
11月26日，黄之锋等学生领袖聚集在彌敦道

11月24日下午約2時半，的士業團體的代表律師及兩名執達主任到旺角佔領區，在現場超過10個位置、張貼超過20張法庭的臨時禁制令通告與及幾份中文版及放大版的通告。律師代表並向傳媒派發一份中文版的禁制令通告，及律師樓發出的告示，列明要求佔領人士在告示發出的24小時內，清除亞皆老街及登打士街之間彌敦道的物品，否則會視為垃圾或失物，交給政府相關部門處置。而任何阻礙執行禁制令的人士，可能被控藐視法庭，如果被警告後仍不停止，可能被警方逮捕。
次日上午9時許，執達主任到達旺角亞皆老街，宣讀禁制令；同時警方派出3,000警力支援執達主任，包括反黑組探員及專責處理佔領示威的「特別戰術小隊」。10時35分，執達主任正式執行禁制令，開始清除亞皆老街障礙物。清理卡板路障後，執達主任向東面推進至近砵蘭街，現場佔領人士開始不滿。港大學生會會長梁麗幗，以及立法會議員陳偉業、梁國雄、毛孟靜，質疑禁制令細節，並要求執達主任及潮聯小巴代表律師陳曼琪清楚交代，亞皆老街需要清除的障礙物。
下午2時20分，執達吏要求記者退開，並要求佔領者立即讓路、停止擾攘或阻礙清理障礙物，否則會要求警方介入。由於佔領人士仍然留守，下午2時40分，警方「特別戰術小隊」介入清場，開始驅趕示威者，更於下午3時開始採取拘捕行動，包括梁國雄在內，有超過20人被捕。警方隨即全面進駐亞皆老街，並把示威者逼退至砵蘭街，期間一度展示「警察封鎖線，不得越過」黃旗。
亞皆老街在下午3時50分重新通車，但只有中線開放，其餘行車線被警方佔據。隨後警察於下午4時開始，向位處砵蘭街近朗豪坊的示威者及在場採訪的記者步步進逼，把記者趕上行人路，並對示威者展示「停止衝擊，否則使用武力」紅旗，後更向示威者施放胡椒噴霧。
11月26日早上8時20分，大批警員集結亞皆老街路口。9時許，的士團體代表律師鄺家賢聯同執達吏讀出禁制令內容後宣佈給予半小時，讓留守人士收拾離開。上午9時55分，約200名頭戴紅帽人士的人士使用剪鉗及鋸清走近亞皆老街交界路障，他們佩帶「陸路交通運輸大聯盟」的識別證件，但未獲得法庭批准，亦有成員自稱並非運輸業人士，更有報道指他們收受一天1000元的酬金協助清除路障，因此被佔領人士質疑身份，雙方指罵。
到11時半，警方防線推進至彌敦道近登打士街交界。彌敦道佔領區的路障全被清除，有吊車運走雜物，亦有大量食環署清潔工人將佔領區的裝飾及單張清除。下午1時半，警方亦拆走不屬禁制範圍的山東街及西洋菜南街交界一堆路障。。下午3時半，彌敦道已被全面清場，並再次通車，下午5時許巴士亦恢復行駛。連續2日的清場行動導致佔領人士被逼棄守旺角佔領區內所有主幹道，退守內街。通車之後，彌敦道除少數店舖外，馬路兩旁商戶大部份繼續照常營業。
當日傍晚警方稱兩日行動共拘捕148人，當中55人涉嫌刑事藐視法庭及妨礙公職人員執行職務，餘下93人則於11月25日在砵蘭街及旺角多個路段集結而被捕。至晚上再有11人被捕。

### 日峰行動
日峰行動（香港傳媒稱之為「光明頂行動」；）是香港警務處為應對於2014年下半年發生的佔領中環以至演變為後來的雨傘革命而部署的行動，有關行動於2014年年初部署，至同年12月16日解散。有關行動的「特別調查組」隸屬於刑事總部轄下，由有組織罪案及三合會調查科及各區刑事偵緝人員近兩百名人員所組成。

### 包圍政府總部行動
11月30日，學聯及學民思潮早前呼籲市民帶齊裝備到金鐘，但事前拒絕透露行動內容。學聯常委羅冠聰於晚上9時集會宣布「對準政權，包圍政總」，兵分幾路包圍政總各出入口，近千名集會者戴上頭盔和眼罩等裝備響應，瞬間湧到添馬公園近特首辦一帶。示威者直逼特首辦，不過到添馬公園近特首辦樓梯時，遇到戴上防暴頭盔的「機動部隊」警察以一排鐵馬阻塞。晚上9時20分後，防暴警察開始噴灑胡椒噴霧，但未能趕走佔領人士。
晚上約9時半，警方「特別戰術小隊」搶上前，推開鐵馬並動用伸縮警棍向示威者進攻，把示威者推上由特首辦往添馬公園的樓梯，並制服多名示威者，把他們反綁雙手抬走。數十名示威者受傷，在添馬公園內由救護義工急救。

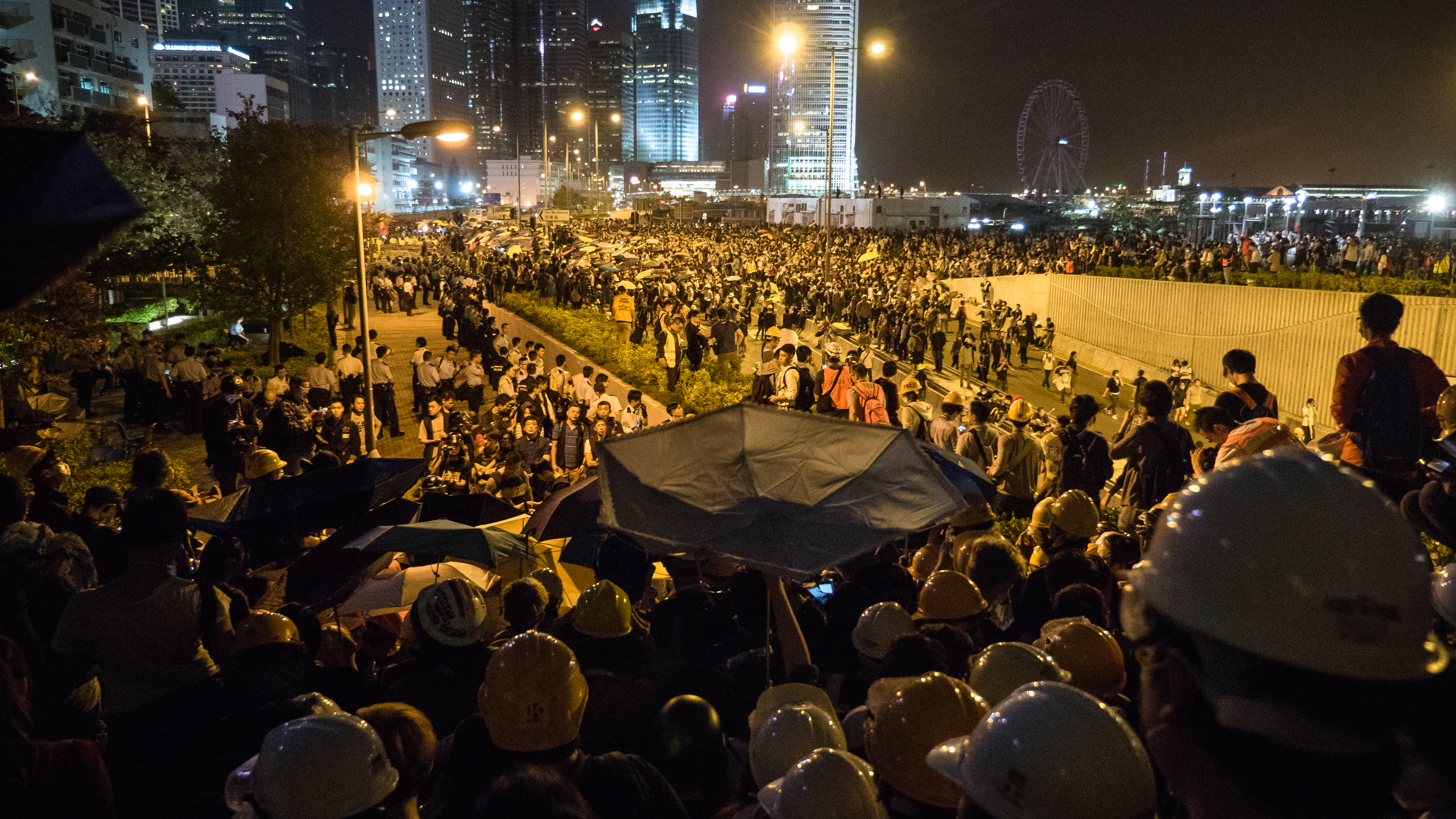
晚上10時，大批示威者趁龍和道東行線警力不足即衝出龍和道馬路，在5分鐘內已佔據東西行全線

晚上10時，大批示威者聚集在近海濱長廊一帶，趁龍和道東行線警力不足，即衝出龍和道馬路，在5分鐘內已佔據東西行全線。警員一度嘗試驅趕，與示威者爆發多次推撞，有手持自製盾牌的示威者推撞鐵馬，亦有人拋水樽、頭盔等雜物，又向警員用強光照射，有人向警員怒吼「出嚟隻揪吖！」，也有人罵警員「黑警」。警員則用警棍拍打示威者，又多次施放胡椒噴霧，其間有警員用手上的胡椒噴霧鐵罐猛力「鑿」向一名戴有頭盔的示威者面部。另一批示威者於龍和道立法會行人路，及龍和道的車路兵分兩路上下攻擊，示威者亦一度向警員噴射滅火劑。當行人路上的示威者築起數排的盾牌陣，企圖向東行推進時，穿上防暴裝備，手持盾牌及警棍警察立即驅趕，將多名示威者打傷，其中有自稱港大的學生，在衝突期間遭擊中頭部，血流披面，部份示威者被警察制服。坐在路邊雙手放在頭上被警方帶走。到10時50分，龍和道隧道已完全由示威者堵塞，佔據東西4條行車線，並在隧道內架起鐵馬，與警方多次在隧道內對峙，防止警方攻破防線。
警方深夜拘捕18男2女，包括社民連副主席吳文遠及香港大學化學系副教授蔡顯輝，並強烈譴責示威者非法佔據和堵塞道路，呼籲市民停止極不負責任及危險的行為。

### 金鐘清場行動
在清場前，夏慤道天橋有人早在橋面上用帆布等物件，砌出巨型We'll Be Back字句；又有人在天橋上，向正在添華道靜坐等候警方清場的泛民議員拋下印有雨傘圖案和寫有「We'll Be Back」字樣的紙條，以示支持。

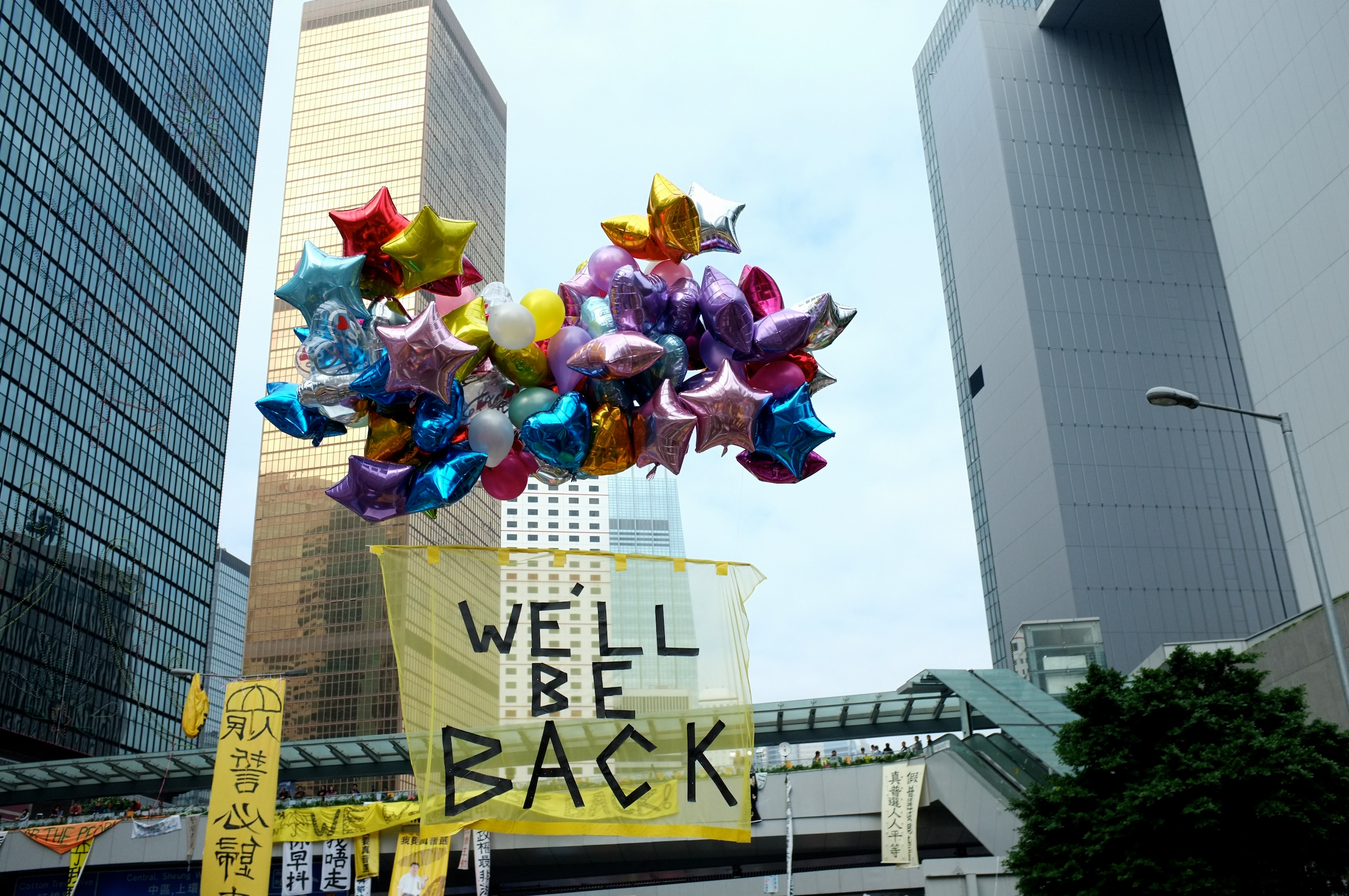
在清場前，有市民買來數十個氣球，再綁上寫上「We'll Be Back」的布條升上半空，帶出大家一定會再回來的信息

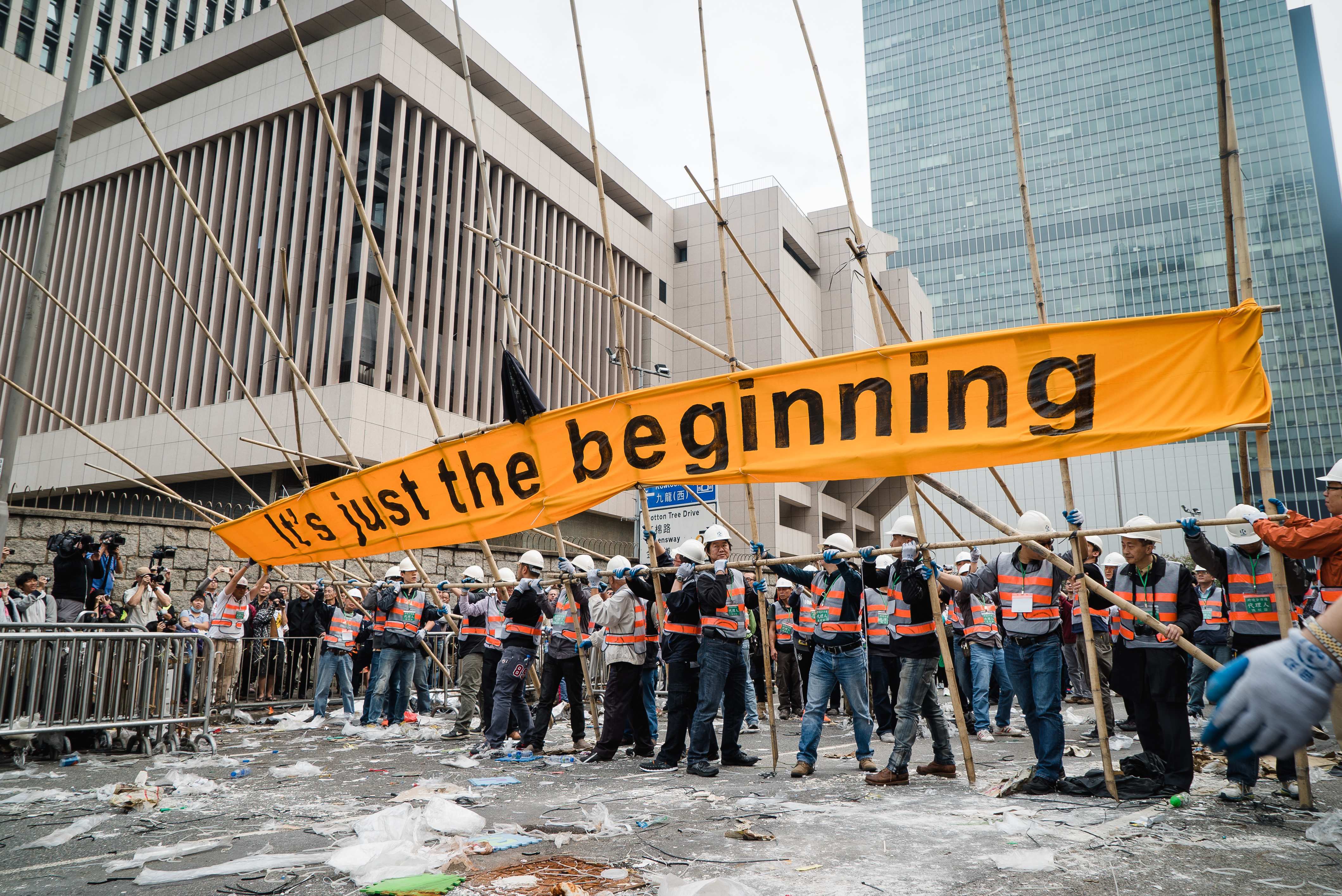
冠忠旗下跨境全日通的代理人清除由示威者制成的路障

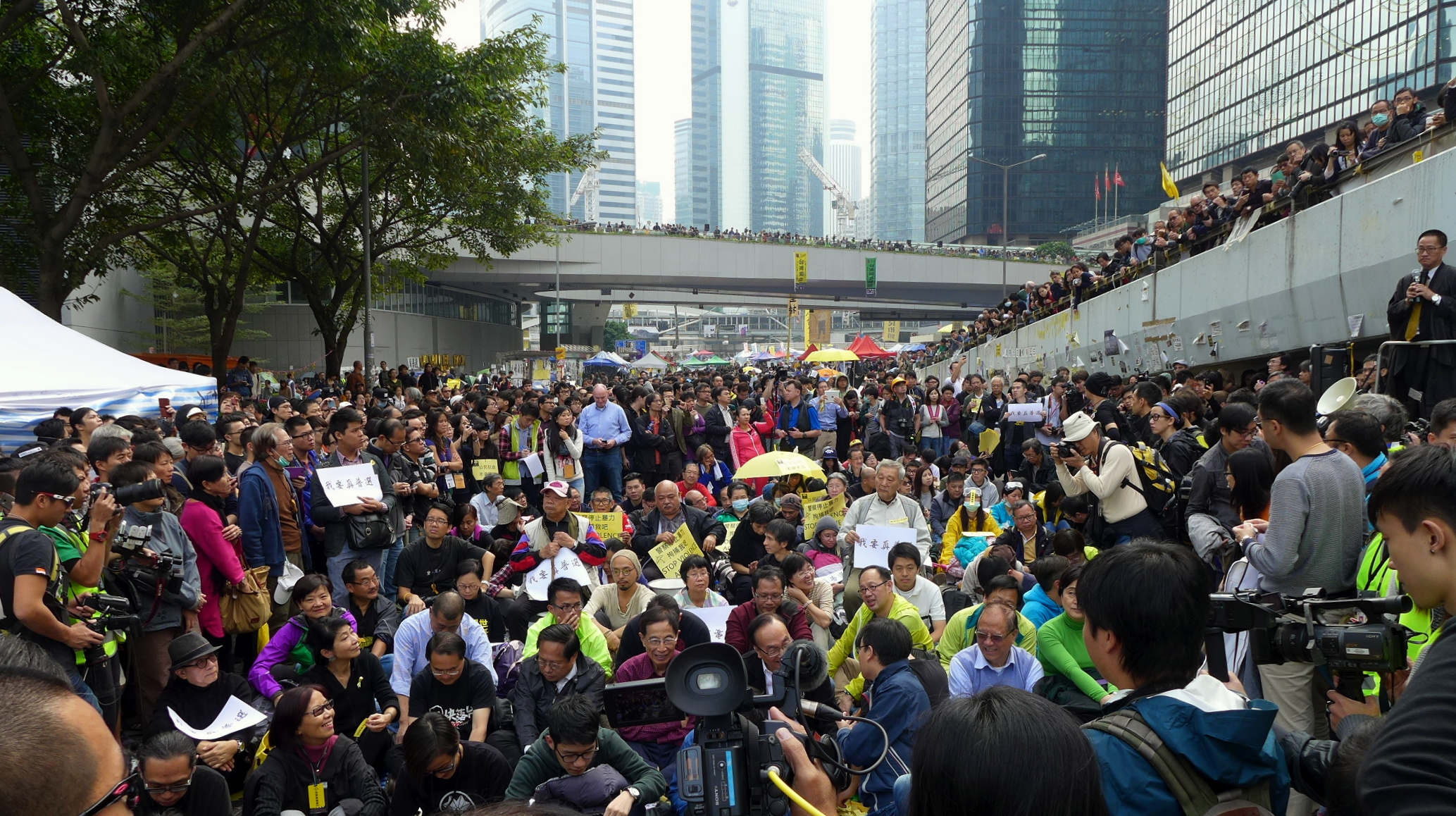
多名泛民人士聯同247名示威者留守自願被捕

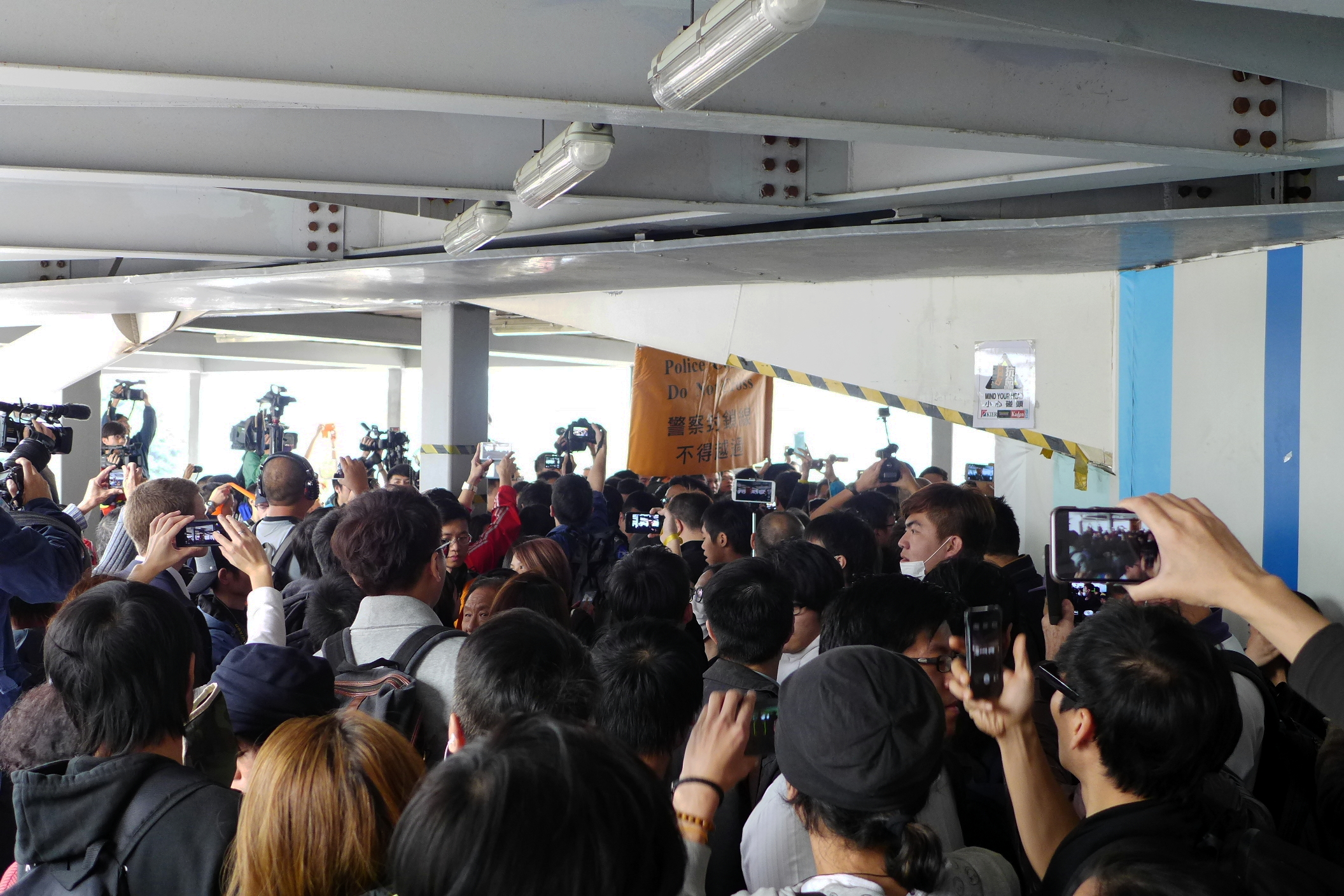
警方將海富天橋及中信天橋列為行動區，只限傳媒方可逗留，其他在天橋觀察警方清場的市民亦被驅散離開。有市民對警方的行動感到不滿，結果警方一度舉起黃旗

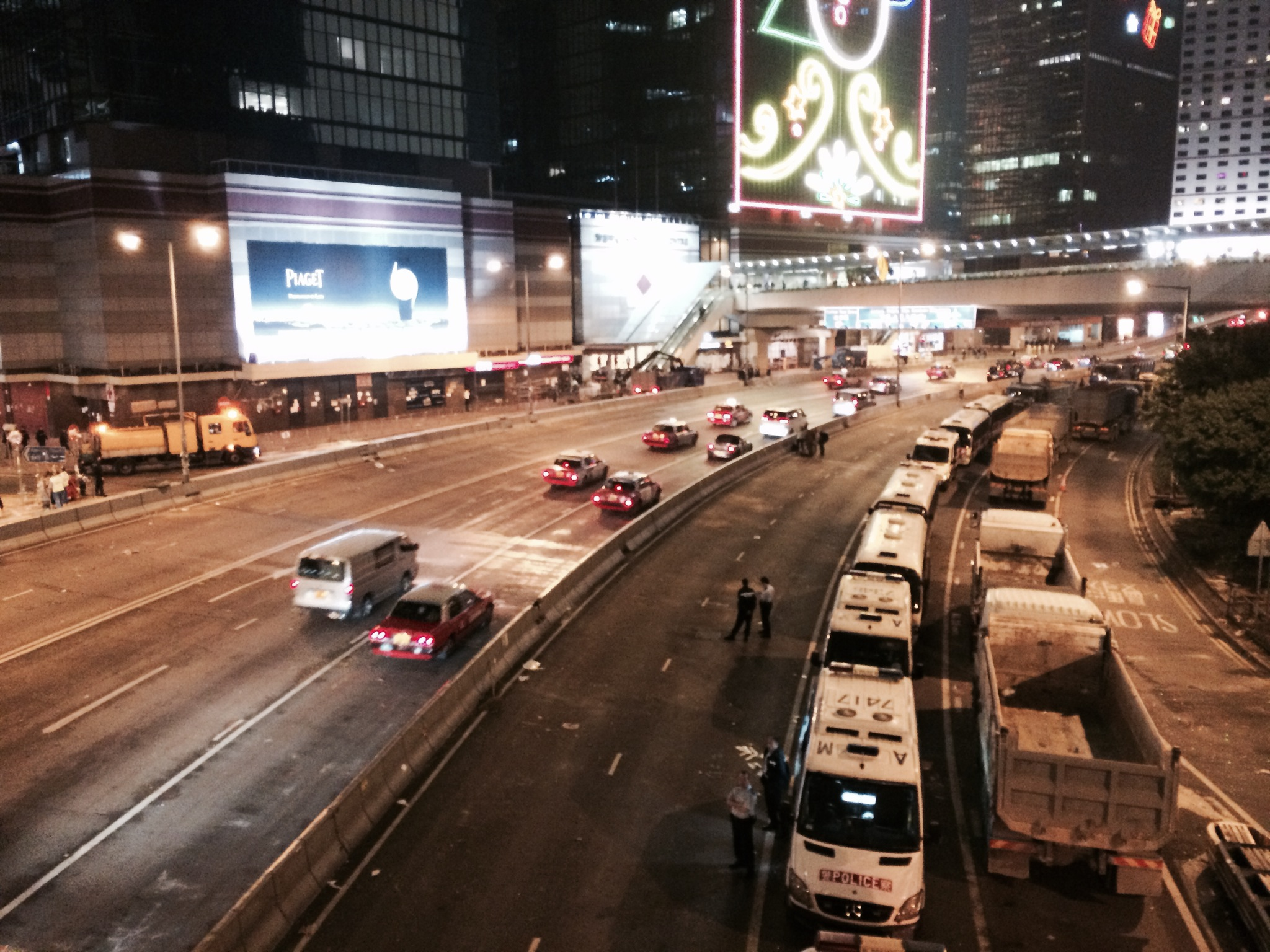
清場行動展開12個小時後，夏慤道西行線晚上9時許通車

12月11日，早上9時許，先由冠忠旗下跨境全日通的代理人及執達主任執行禁制令範圍內的清場工作，包括干諾道中東行、夏愨道東行至紅棉道的一段及紅棉道南行的4個路障，所需時間雖然比預期遲兩個半小時，延至下午1時前完成，但過程十分順利，一直在場戒備的警方並未有介入。而10時許，約200名示威者在清場期間留守解放軍軍營外的夏愨道，以手蹺手形式靜坐，等待被捕。
下午1時30分，警方於海富天橋以揚聲器向示威者發出最後通牒，給予30分鐘最後機會，讓佔領區內的人士離開，惟仍有近千人毋懼被捕風險，未有理會警告憤然向橋上高呼「警察可恥」。警方於下午2時設置封鎖區後，市民不容許進入範圍，示威者只可從龍匯道離開，任何人士離開需經警方登記市民身分證，不排除作日後追究之用，部分無意被捕者趕忙離開。
到下午2時30分，清場行動正式開始，大批警員在各路口組成人鏈封鎖佔區，然後兵分三路，由東、西、北同時向佔區推進。而佔領區大部分範圍已「人去營空」，警方沒遇阻撓。與此同時，警方將海富天橋及中信天橋列為行動區，只限傳媒方可逗留，其他在天橋觀察警方清場的市民亦被驅散離開。有市民對警方的行動感到不滿，結果警方一度舉起黃旗，最終市民只能在遠東金融中心的大快活快餐店以近距離目擊清場進度。
行人天橋一帶列為行動區後，警方隨即全面進行金鐘佔領區清場行動，警員及特別戰術小隊逐一將物資站、自修室、象徵佔領運動的巨型黃傘，以及市民留言「連儂牆」等拆下及鋸走。路政署出動十多架大型車輛，包括九架夾斗車，清走警員拆毀的雜物，其後派食環署職員清掃街頭。清場行動展開12個小時後，夏慤道西行線晚上9時許通車，約晚上10時45分干諾道中東西行全線通行，但部份塗在路上的標語未及清理，整個清場行動歷時13小時。

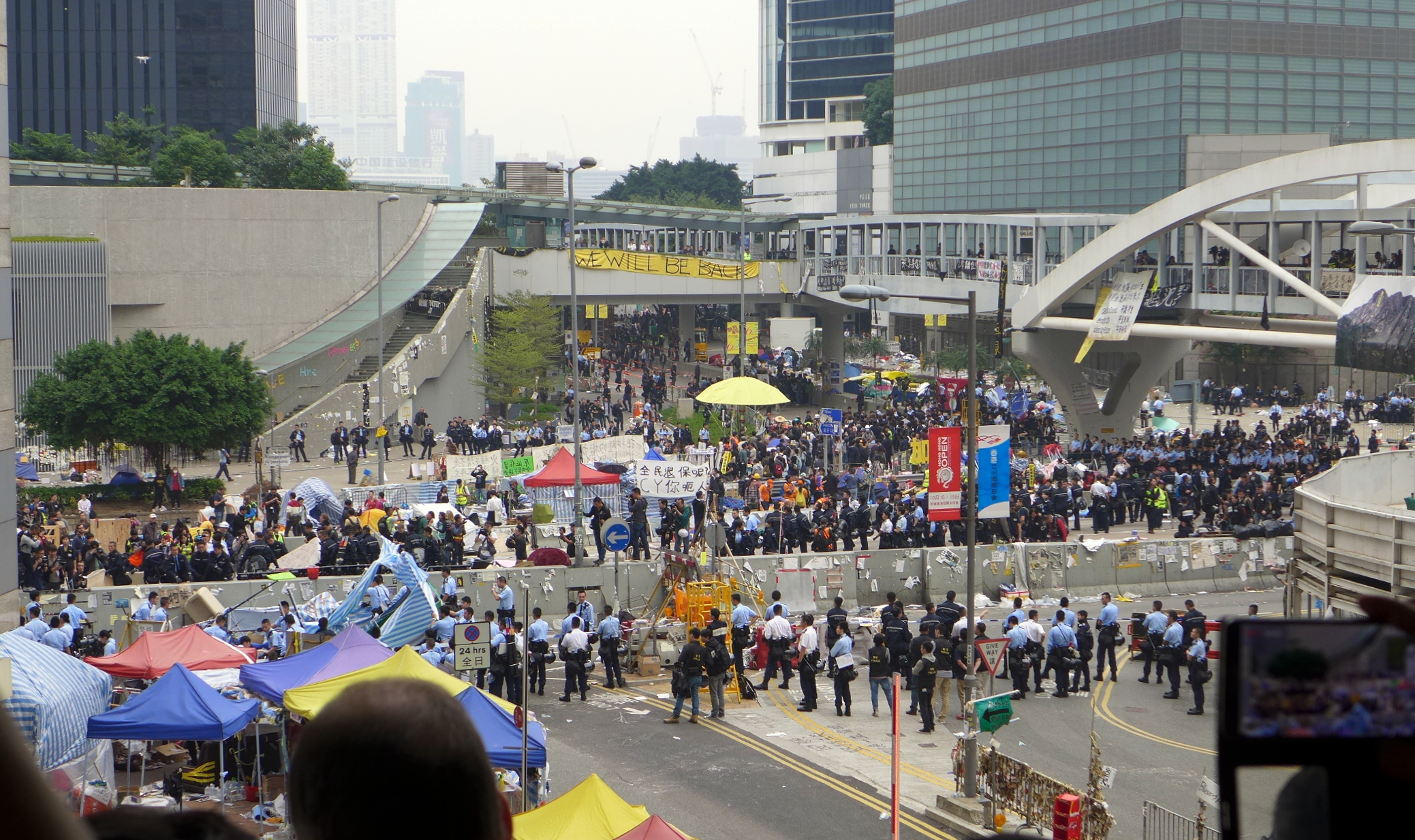
大批警員在各路口組成人鏈封鎖佔區
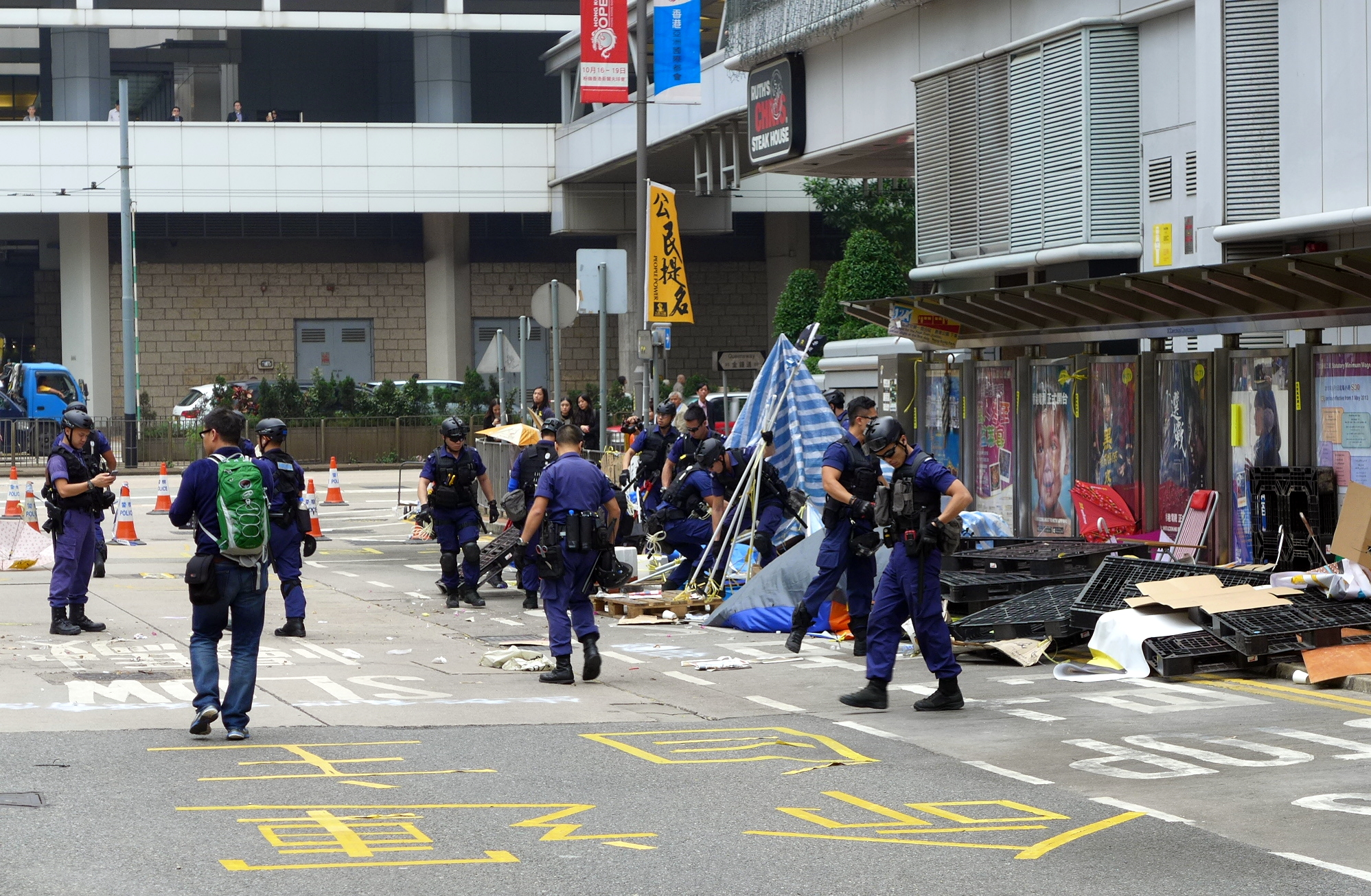
較複雜的路障由特別戰術小隊處理
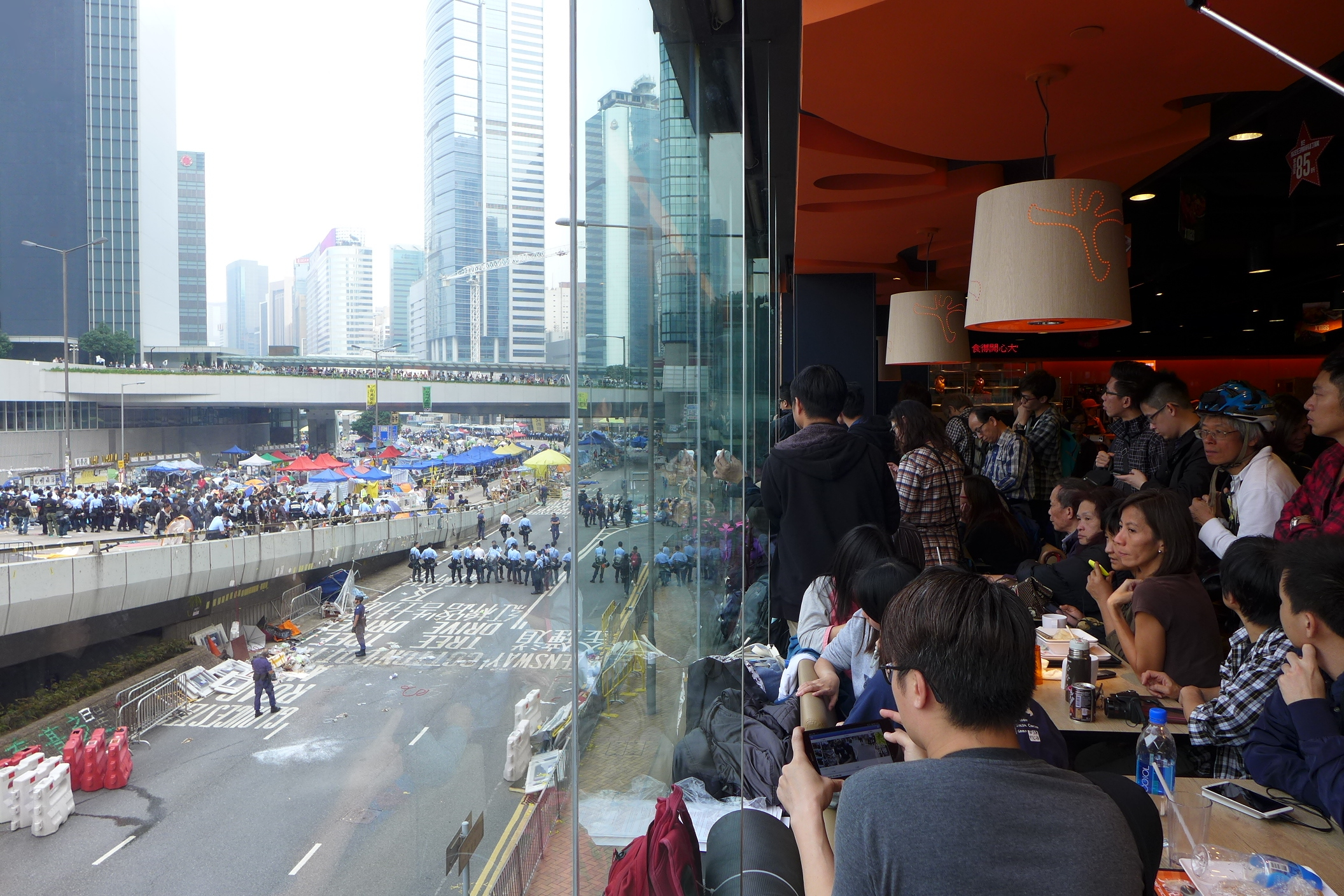
市民只能在遠東金融中心的大快活快餐店以近距離目擊清場進度
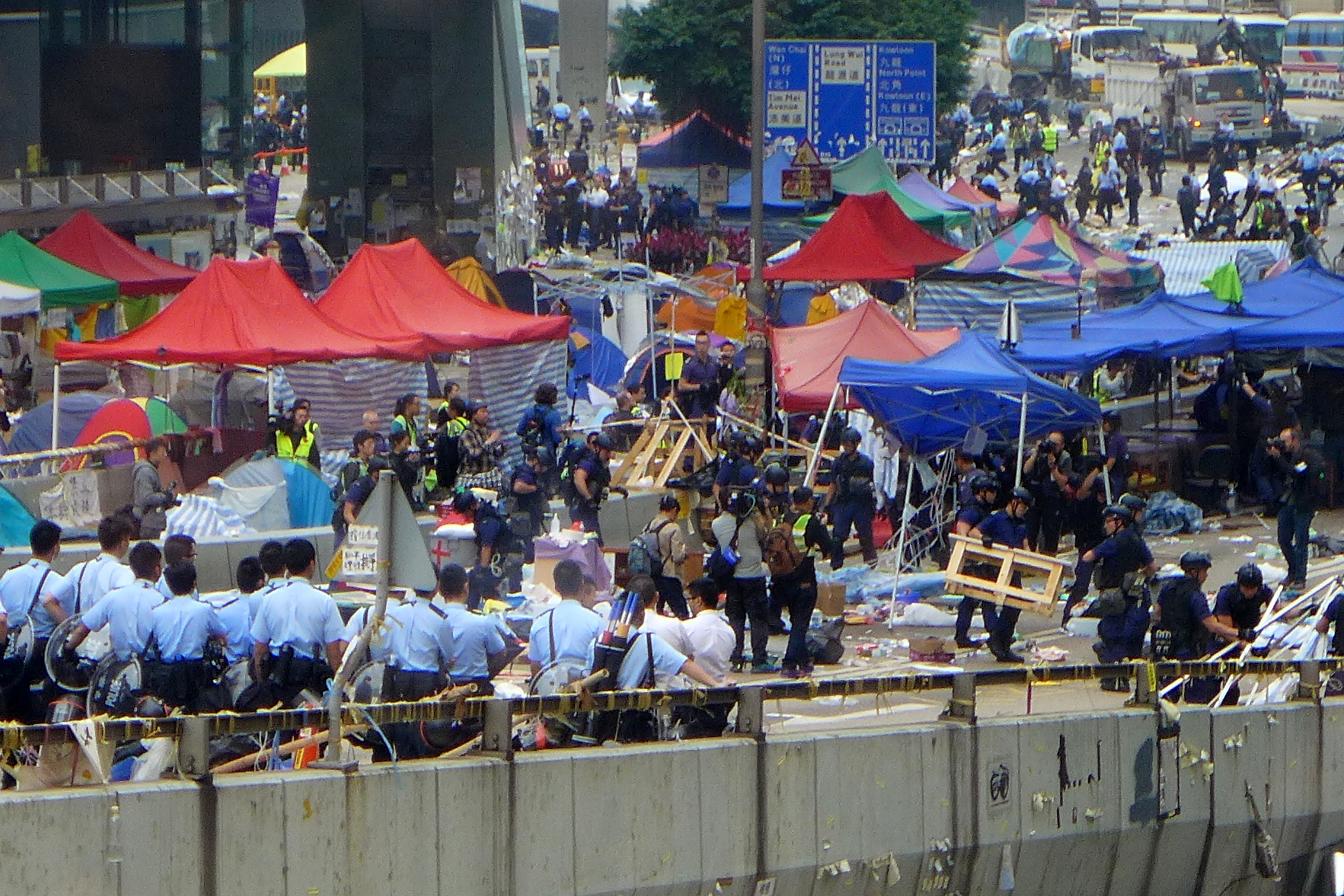
佔領區的遮打自修室於三分鐘內遭電鋸瓦解
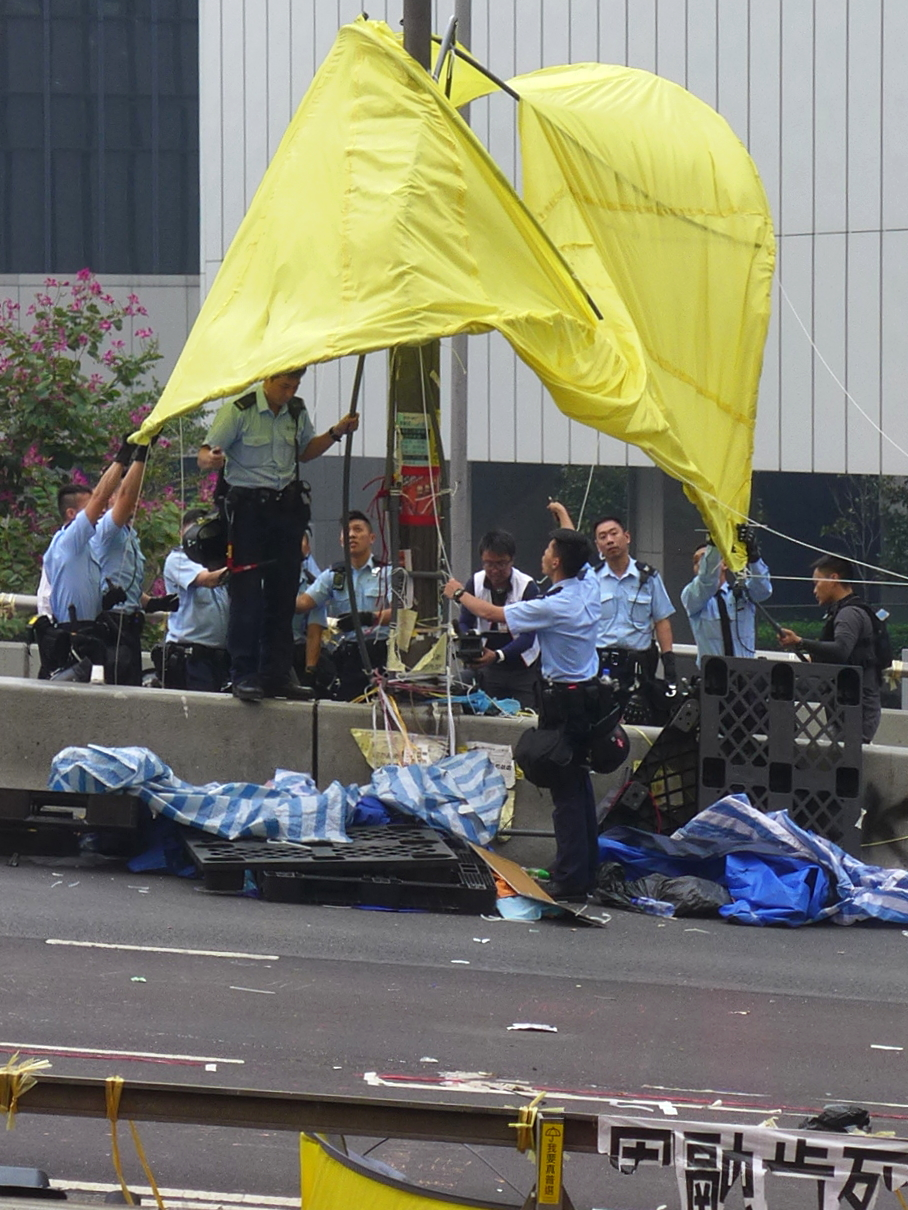
多把依燈柱而建的大黃傘，在警員合力下被拉扯破壞

正當大批警員在金鐘夏愨道進行清場期間，有逾百名集會人士，在海富中心對開的德立街及添馬街大叫「開路、開路」，警員築起人鏈阻擋，並呼籲他們盡快離開，否則驅散。
在下午4時半，警方開始處理由早上一直靜坐在解放軍軍營附近添華道的示威者。他們坐在地上組成人鏈，高呼「我要真普選」、「無畏無懼」等口號互相打氣。警員採取拘捕行動時，先上前向示威者講解原因及要求示威者合作站起，在兩名警員陪同下離開；若不合作，則由4名警員抬走，登上旅遊巴送往各區警署。

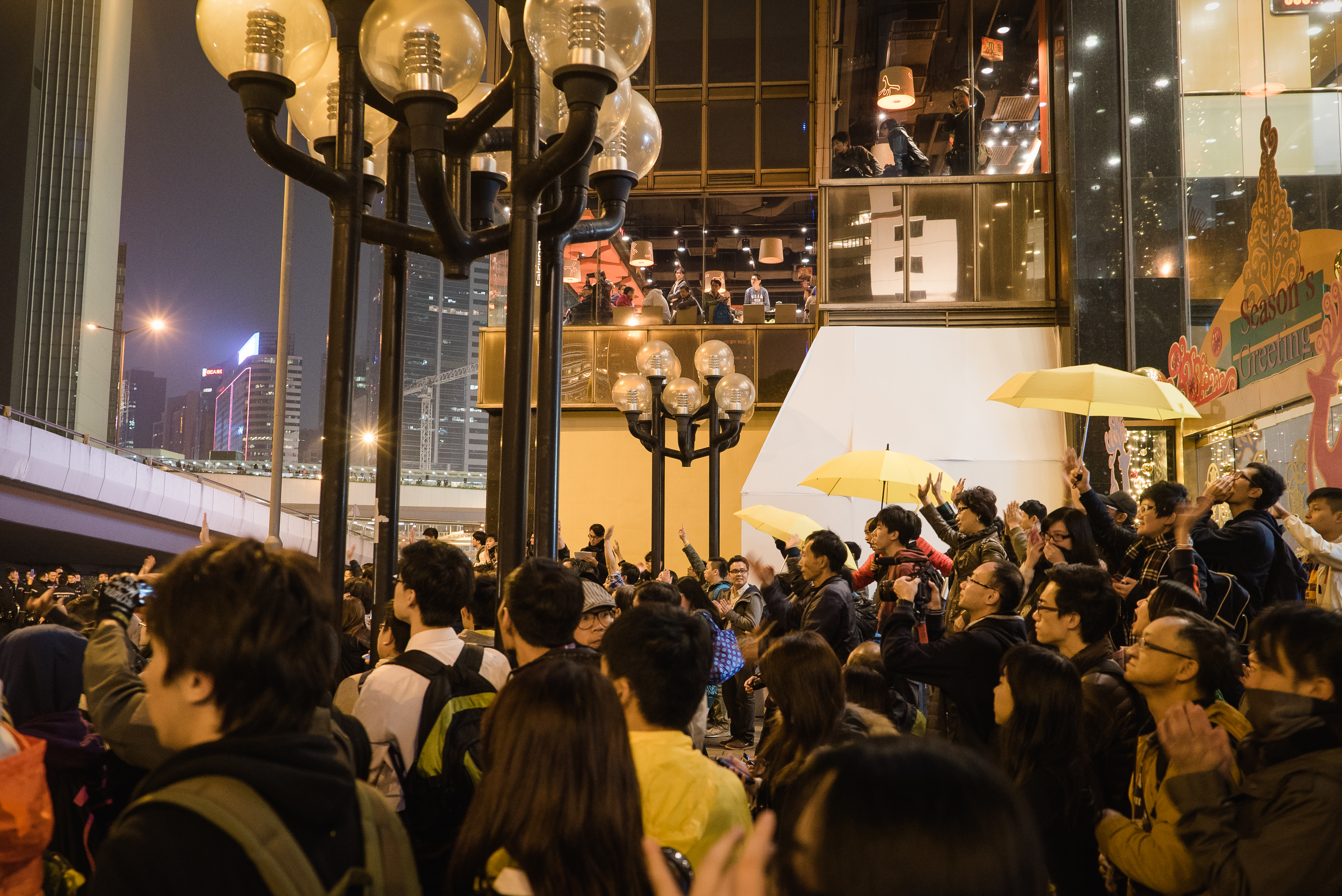
數十名市民晚上在夏愨道遠東金融中心一帶行人路舉行黃傘，向被捕者大呼「加油」

到晚上，數十名市民在夏愨道遠東金融中心一帶行人路舉行黃傘，向被捕者大呼「加油」，警方派出近百人戒備，防止衝出馬路重新佔領。
警務處助理處長張德強晚上宣佈，共有909名市民在封鎖佔領區時登記身份證後獲准離開，稍後或被追究刑責；247人行動中被捕，包括學聯秘書長周永康及15名泛民立法會議員，他們被控非法集會、阻差辦公等。在葵涌警署的50多人，清晨4時後全部離開警署，當中至少有20人自簽擔保離開，包括8名學聯成員，包括常委羅冠聰和常務秘書鍾耀華，及學民思潮成員吳文謙等3人。被送到屯門警署有30多人，經通宵扣查後於早上8時左右，全部離開警署。
以下為被捕主要人士名單 （當中大部分因拒絕保釋被釋放）：
- 香港專上學生聯會：祕書長周永康、常務祕書鍾耀華；常委羅冠聰、石姵妍
- 學民思潮：鍾禮謙、周可愛、吳文謙
- 民主黨：李柱銘、劉慧卿、何俊仁、單仲偕、許智峯、尹兆堅、林卓廷、楊森、李永達
- 工黨：李卓人、何秀蘭、張超雄、郭永健、譚駿賢、鄭司律
- 公民黨：主席余若薇、副主席陳淑莊；梁家傑、毛孟靜、陳家洛
- 社民連：梁國雄、曾健成、黃永志
- 人民力量：主席袁彌明、陳偉業、陳志全
- 教協：葉建源、韓連山
- 學者：周保松（中大副教授）、許寶強（嶺大副教授）、陳允中（嶺大副教授）
- 文化監暴：召集人何韻詩、成員何芝君、周博賢
- 民間人權陣線：召集人陳倩瑩、前召集人楊政賢、孔令瑜
- 其他：壹傳媒集團創辦人黎智英、土地正義聯盟朱凱迪

而晚上7時許，一名本身有不適仍堅持上班參與清場行動的49歲警署警長暈倒送往律敦治醫院，於深切治療部急救，情況危殆，警務處處長曾偉雄晚上到醫院探望。

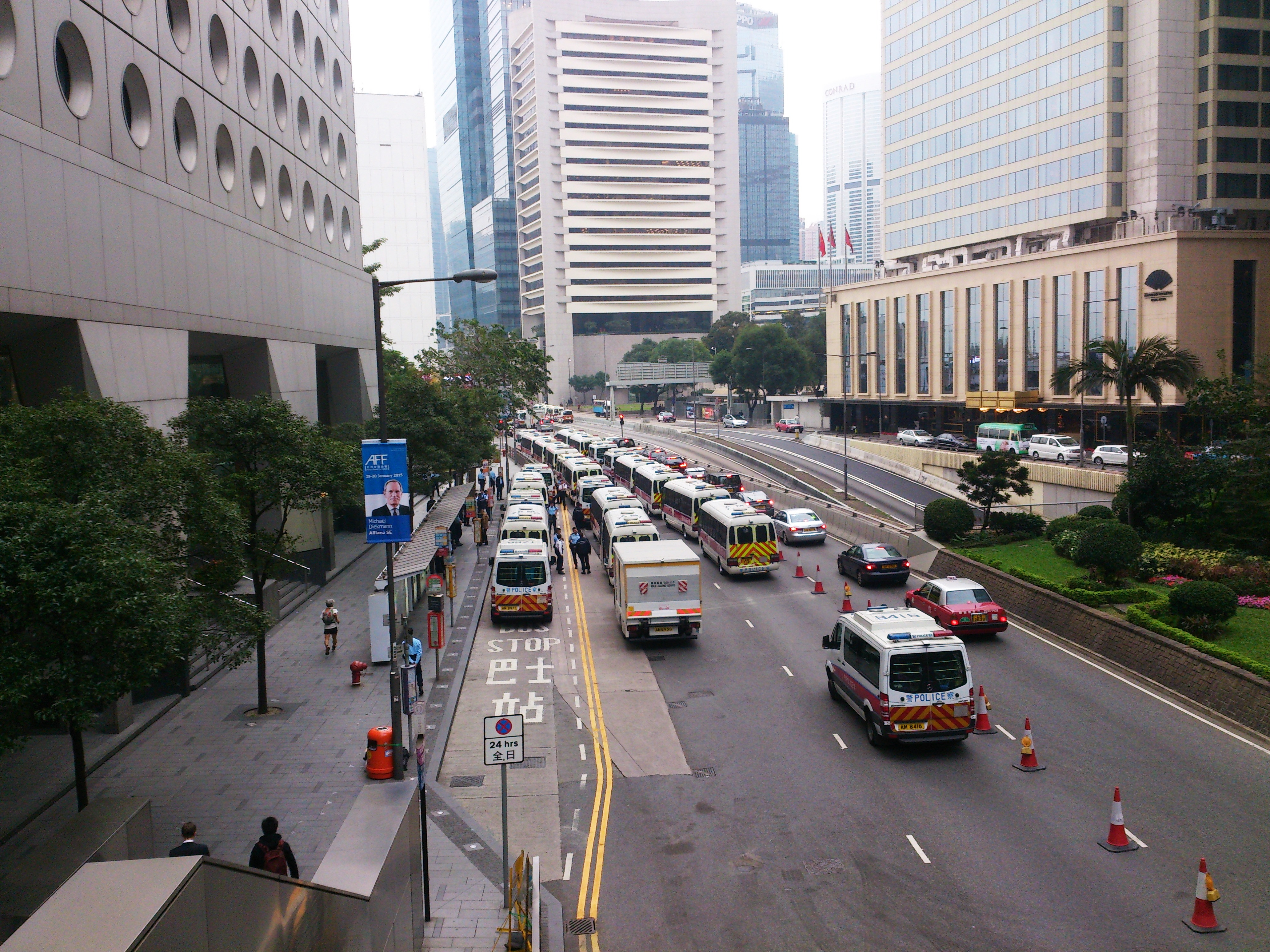
大量警車在中環一帶候命
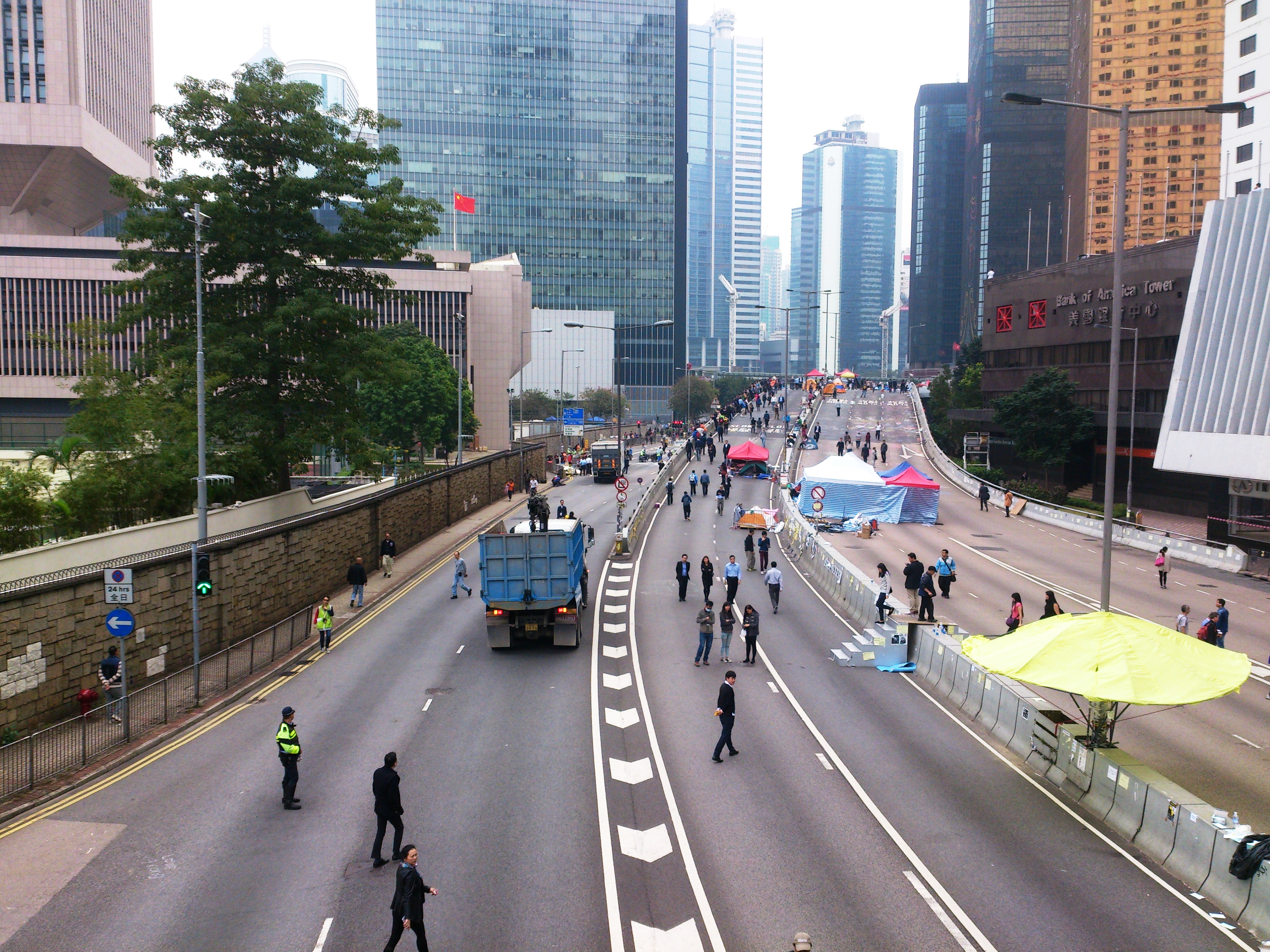
剛完成禁制令範圍清場的干諾道中近和記大廈
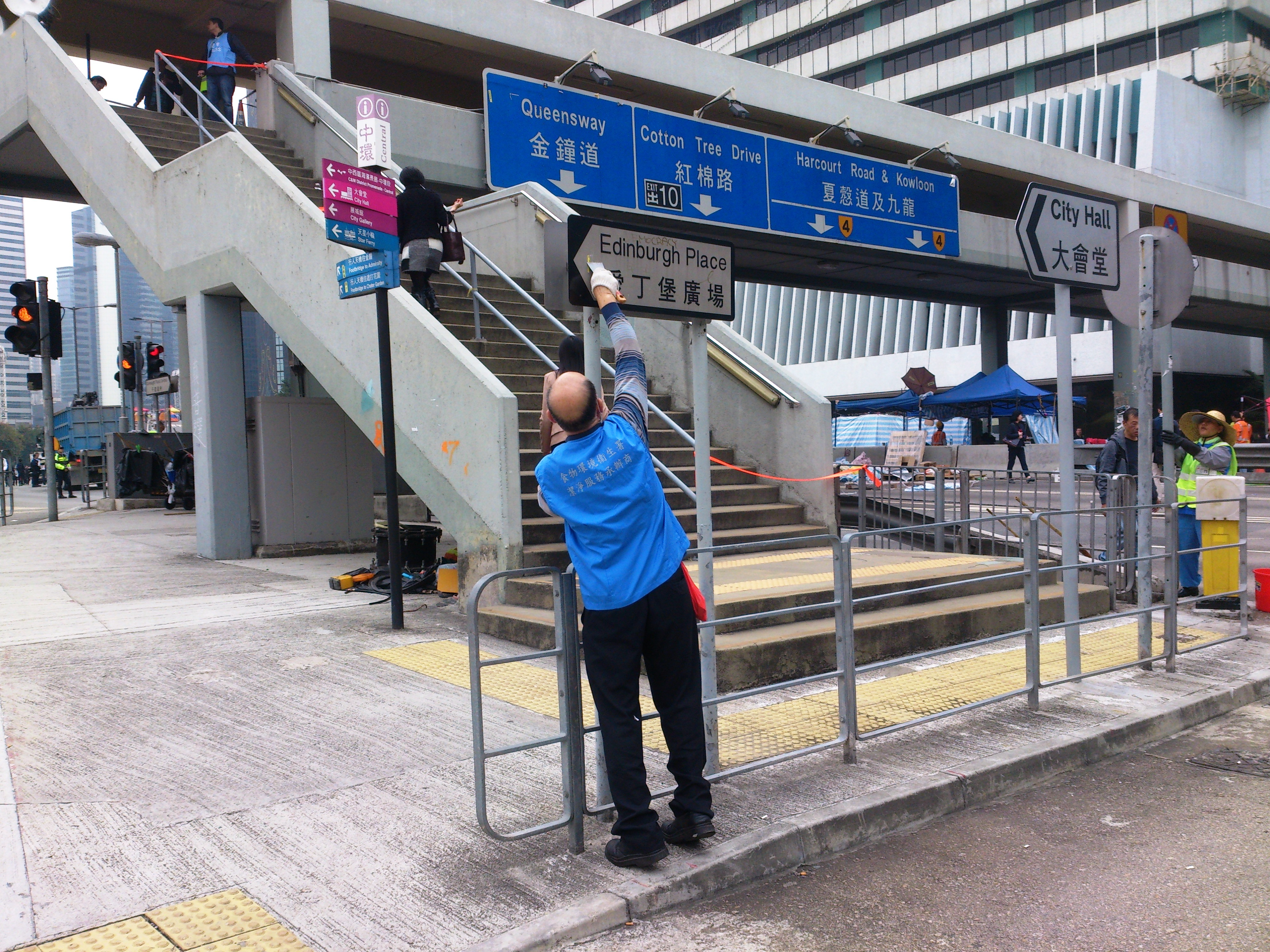
食環署清潔工人清理路牌上的標語貼紙
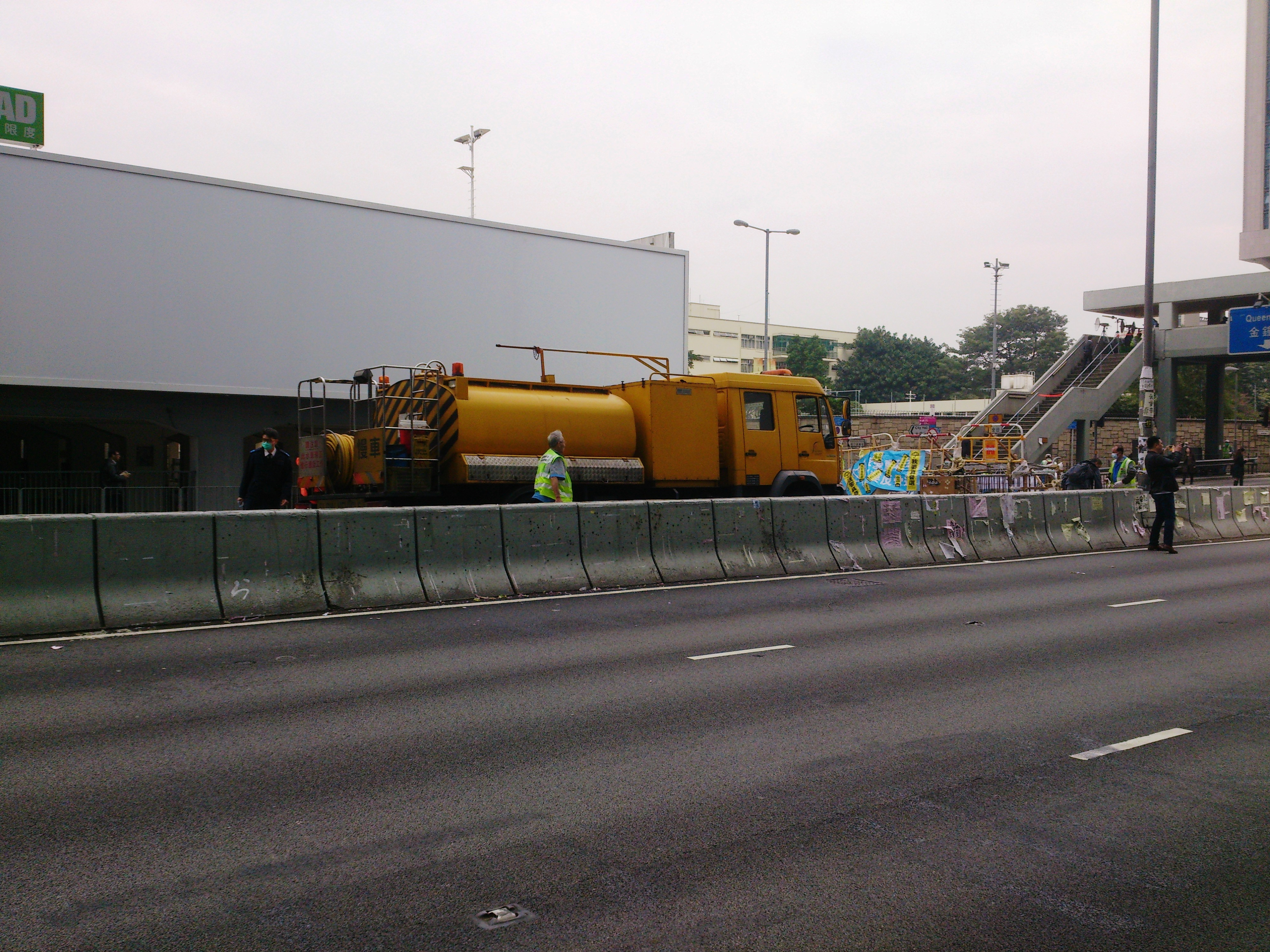
食環署洗街車負責沖洗路面

逾千警力花7小時清場後，路政署出動多架大型車輛，包括9架夾斗車，將有關拆毀的帳篷、黃色巨傘及欄杆等物件，運往中環填海區地盤內，雜物堆得如一個個小山丘，面積大如一個七人足球場。位置毗鄰香港摩天輪及快將開幕的AIA中環歐陸嘉年華，喧鬧的場景與現場的一片孤寂，形成強烈的對比。

### 銅鑼灣清場行動

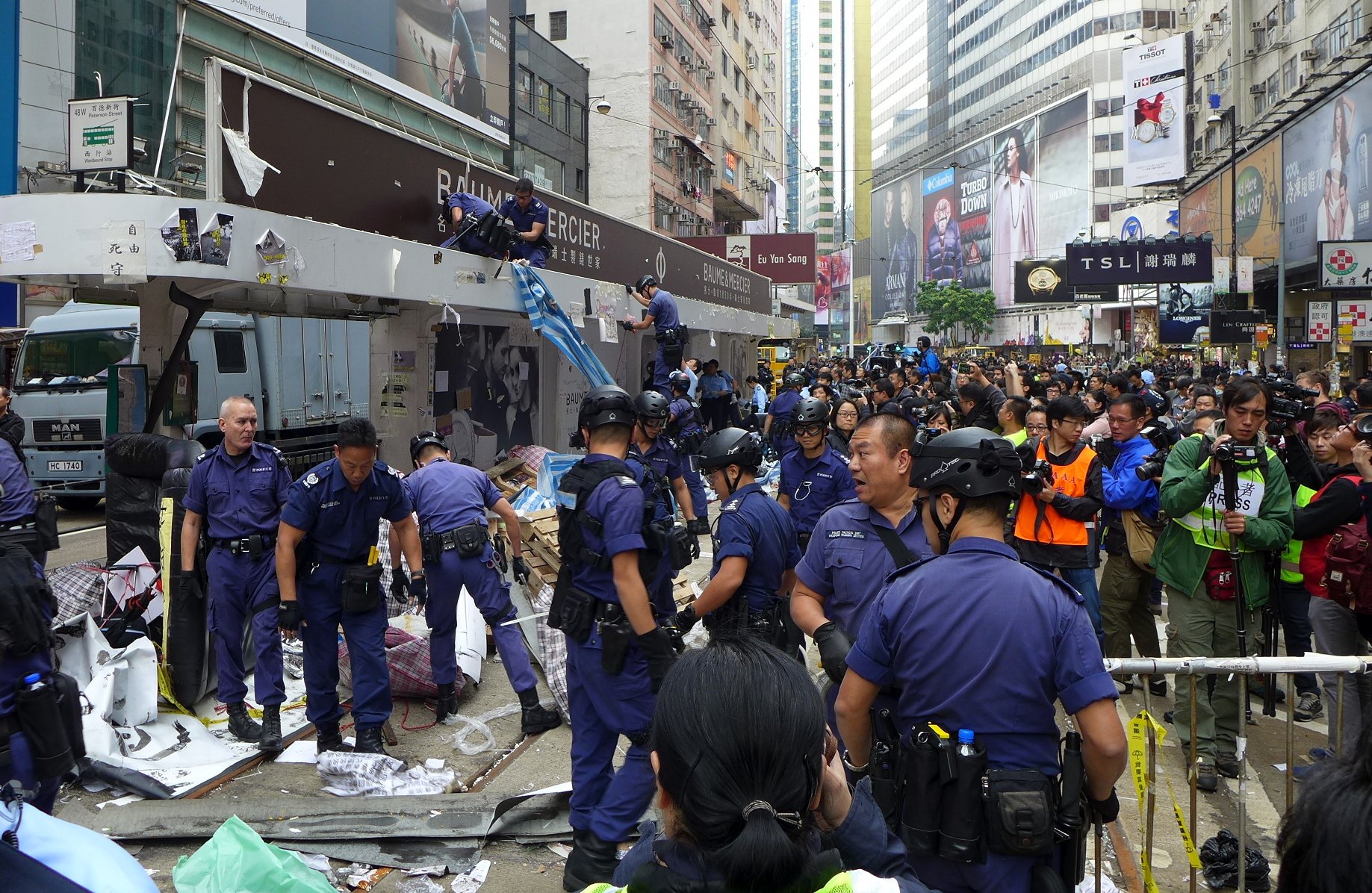
特別戰術小隊迅速清除銅鑼灣佔領區

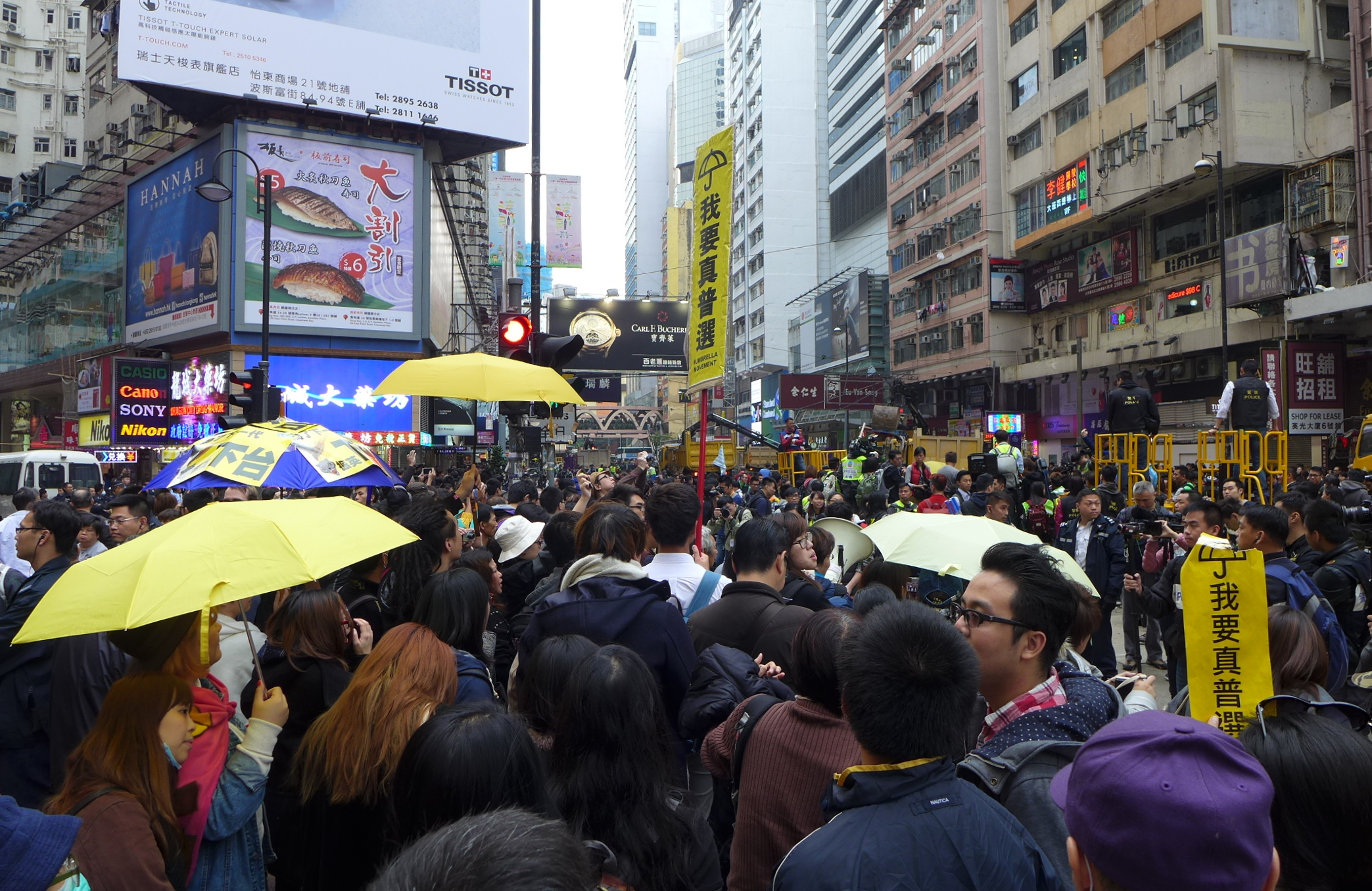
清場後，不少市民在封鎖區外撐起黃傘聲援

12月15日，約800名警員在早上9時抵達銅鑼灣佔領區，呼籲留守者立即離開，之後將由糖街至波斯富街一段怡和街及軒尼詩道將全綫封閉。到10時20分實施封鎖區後，留守者仍可選擇自行離開，但要登記個人資料。其後由特別戰術小隊展開清場，利用工具將怡和街一段東行綫的路障清除，夾斗車迅速到場移走障礙物，經過約兩個小時清場行動後，於下午1時05分重開道路。
警方於12點半前展開拘捕在場留守的最後17名佔領人士，包括早前曾被拘捕、年約90歲的黃伯及78歲的吳伯、公民黨立法會議員陳家洛及樹仁學生會成員陳珏軒等。各人並無作出反抗，自行登上警方安排的旅遊巴。而不少市民在封鎖區外撐起黃傘聲援。

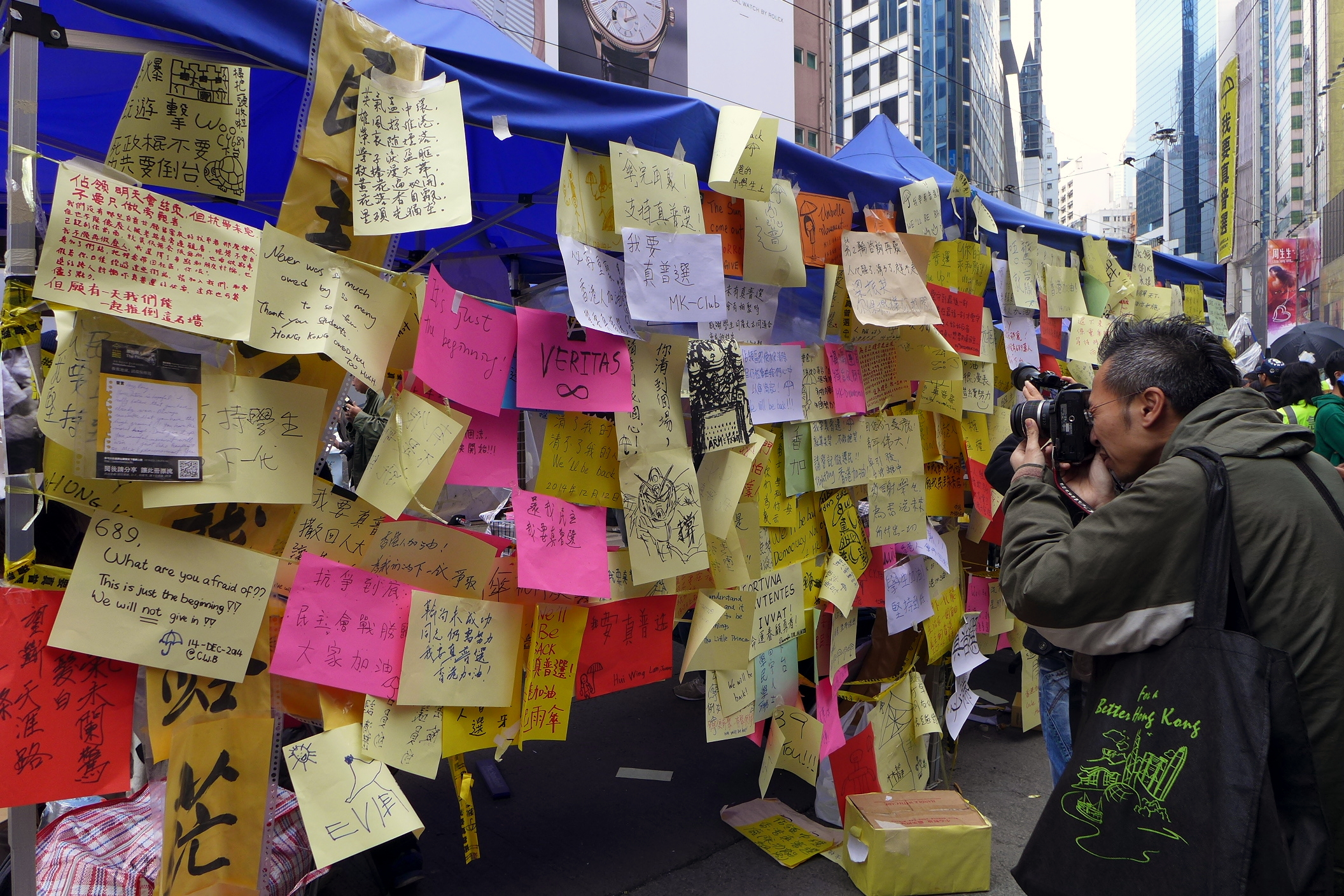
市民趁最後機會在佔領區留影
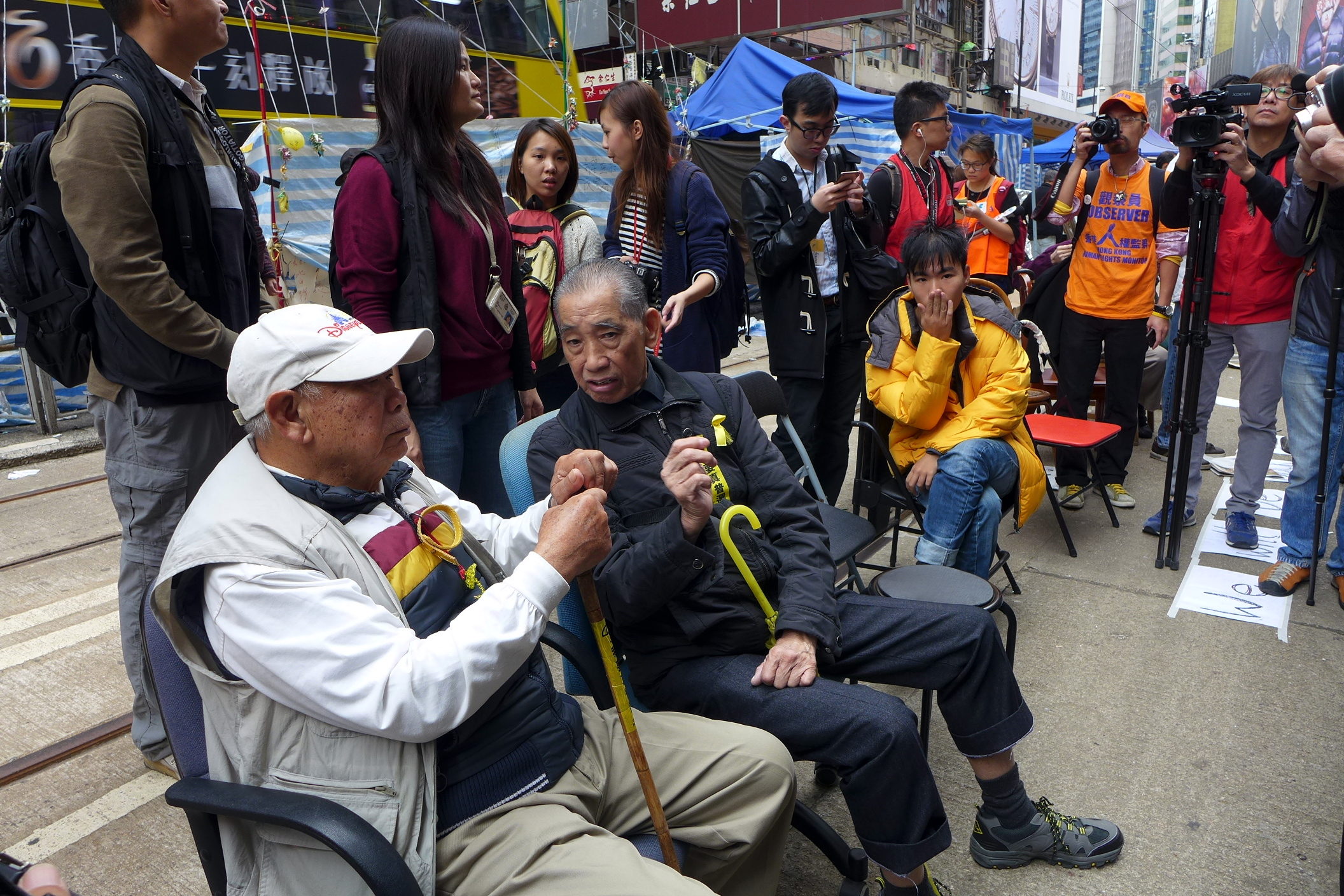
早前曾被拘捕、年約90歲的黃伯及78歲的吳伯在場留守
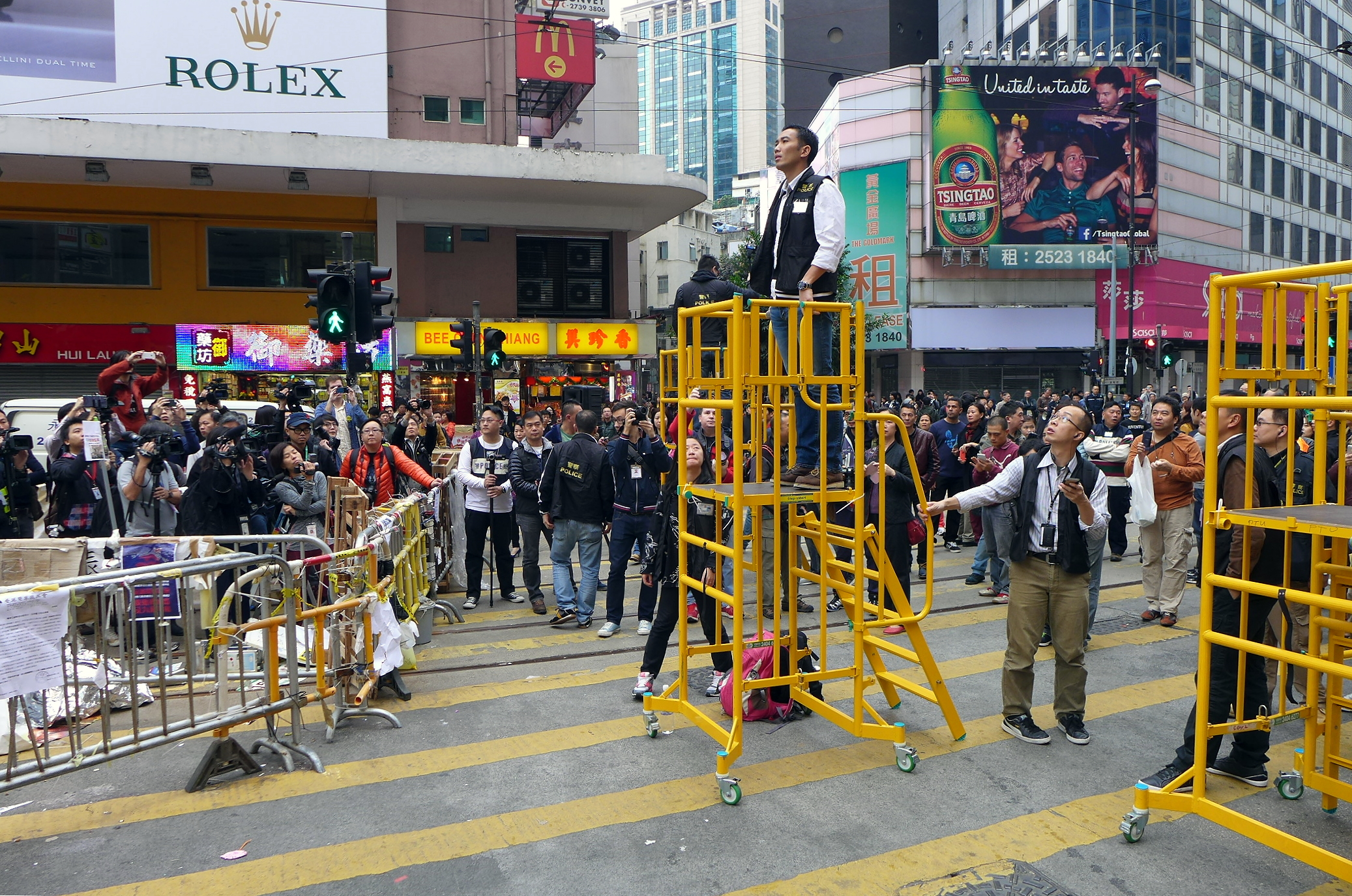
警方站上警方用作廣播的高台，呼籲留守者立即離開
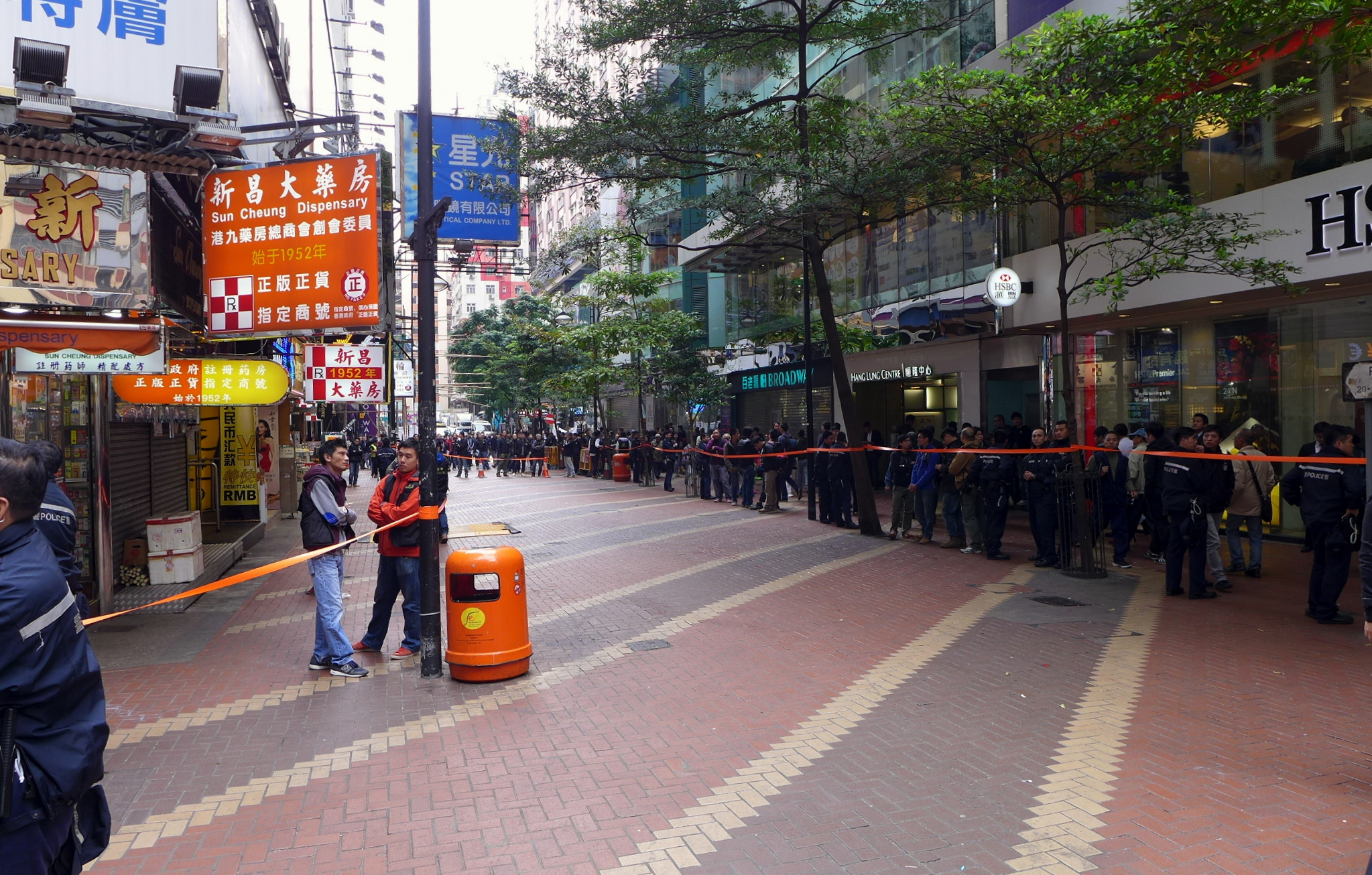
到10時20分實施封鎖區後，留守者需經百德新街登記個人資料才可離開
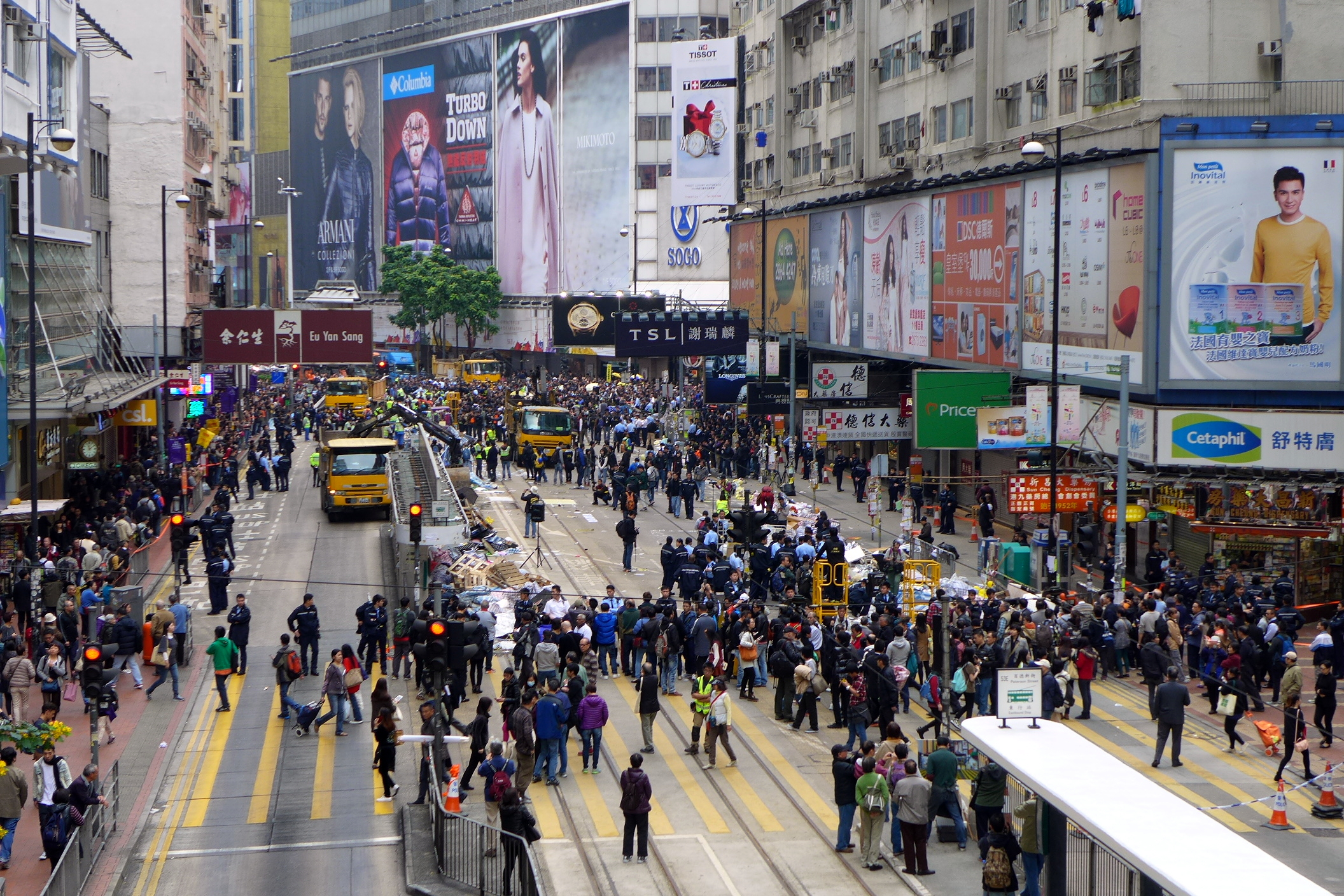
夾斗車迅速到場移走障礙物

縱使香港政府、各大香港傳媒以12月15日銅鑼灣及立法會外示威區被清場作結，在添美道行人路及英國駐港總領事館外行人路仍然有示威者繼續留守。至2015年5月，仍有約140-150個帳篷駐扎在添美道一帶的行人路上。
2015年6月23日，地政總署清拆添美道行人路的添美新村，過百名警員在附近戒備。由佔領中環至雨傘革命而引發的佔領行動終告一段落。

## 影響

### 短期影響

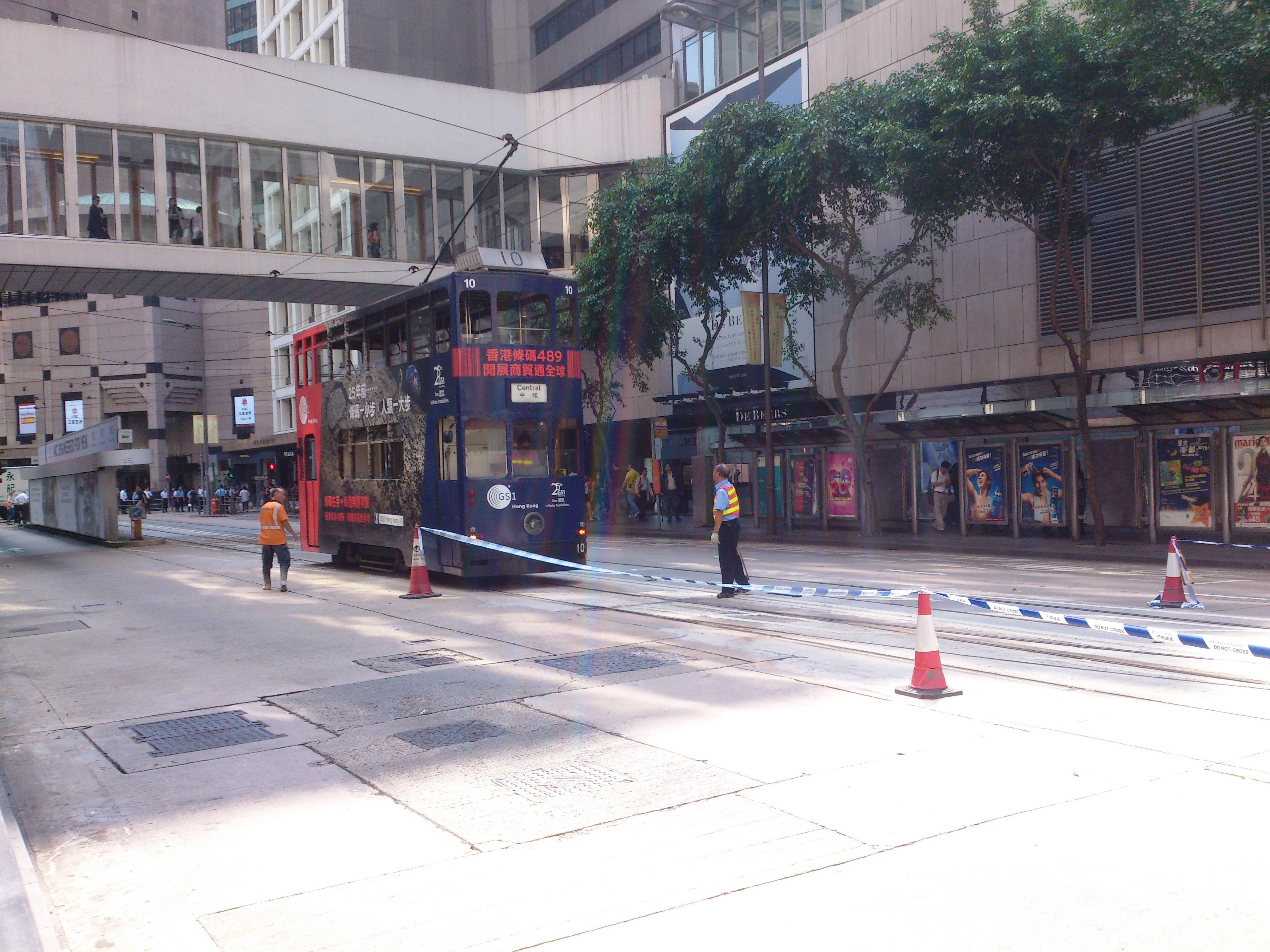
由西區開出的電車於本來被安排於西港城電車總站掉頭，而於10月13至14日上午曾延長至中環近雪廠街的掉頭處。

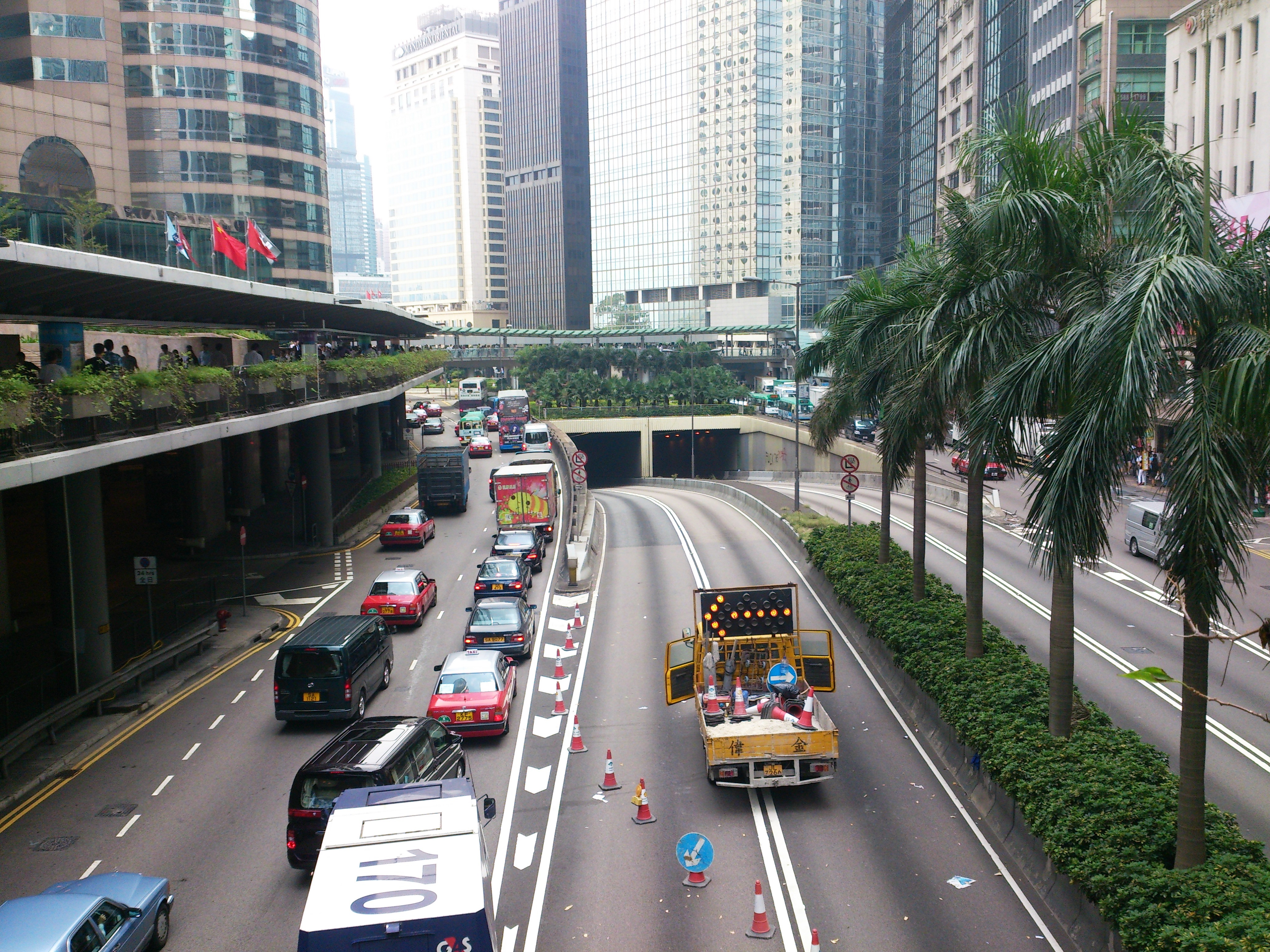
由於畢打街隧道以東一段干諾道中被封閉，車輛需改道而行。

港府、中環和金鐘的金融企業，已準備有需要時，即啟動應變方案。金融管理局公布已啟動應變方案，以維持銀行體系核心功能正常運作。截至29日早上7時，有17間銀行及29個營業網點暫停服務。
零售方面，會德豐旗下的金鐘廊，自9月28日晚上起至9月29日早上多個入口關閉，造成上班族上班混亂，不少上班人士向統一中心的保安查詢。銅鑼灣崇光百貨提早晚上6時關店。希慎廣場的管理公司亦將軒尼詩道的入口用鐵馬陣封閉。彌敦道旺角段逾20間大小珠寶金飾店停業，其中連鎖零售金行周大福全港有三分之一分店關門，僅旺角彌敦道一帶，受影響分店已達10間。而附近的多間連鎖電子產品店亦延至中午才陸續開店，有藥房的生意下跌近半，有連鎖餐廳及麵包店亦指生意額因商戶停工停業而減少。不過，有報販則指，示威活動反而令報紙銷量增加，帶旺生意。
教育局亦分別在9月29日、30日及10月2日宣佈灣仔區及中西區所有幼稚園、中小學及特殊學校停課。10月5日，教育局宣佈區內所有中學於10月6日復課，小學亦於10月7日復課。
交通方面，270條路線巴士路線受影響，佔整體路線的47%，每日受影響乘客逾150萬人次，佔整體巴士乘客40%。另外，25條專線小巴受阻，九巴有43條路線暫停服務，另有多線巴士改道。新巴及城巴亦有41條途經中區路線停駛，其餘路線亦要改道或更改終站。然而，城巴85線（杏花村至小西灣段）及新巴82M線全線加強服務或延長服務時間。電車服務介乎在銅鑼灣服務暫停，服務一分為二。所有公共交通已於12月15日下午恢復正常。
康文署宣布，原訂10月1日晚上國慶煙花匯演取消。
中國國家旅遊局9月29日向全國旅行社發緊急通知，9月30日起嚴禁新增香港團，已獲審批者及自由行不受影響，暫為期7天。有資深旅遊業界人士預料黃金周訪港陸客將較去年跌最少三成。最終，在黃金周訪港的旅客達109萬，按年升超過6%。

### 政治影響

#### 中央態度
2015年6月，基本法委員會主任李飛強調「8.31」是全國人大常委會決定，具有最高法律效力，不存在還未實施便改變的可能。他並明言，「8.31」決定不止限於一次選舉，而是長期有效，2017年後的普選都要按照「8.31」決定，惟實施後可能就實際問題作出修改。

#### 中央勢收緊對港管治
雨傘革命導致中央計畫進一步收緊對香港的管治。基本法委員會委員饒戈平於去年四月佔領行動如箭在弦前，率先提出特區政府未就二十三條立法前，可在香港試用內地國家安全法，避免國家權益受到損害，及至佔領行動於去年九月底爆發，加上港大學生會刊物《學苑》及《香港民族論》發表多篇被指主張港獨之嫌的文章，要求設法維護國家主權、安全等呼聲於親中陣營愈來愈多。另一名港區全國人大代表、香港工聯會理事長吳秋北建議，《中華人民共和國國家安全法》可在香港選擇性執行，如本港未就《基本法》二十三條立法，《國安法》隨時在港適用。另一經常提倡《基本法》二十三條立法的港區全國人大代表王敏剛亦贊成有關做法，直言香港應該一早為《基本法》二十三條立法。
悉多名港區全國人大代表計劃2015年三月北京「兩會」期間提建議，要求全國人大常委會透過修改《香港特別行政區基本法》附件三，將加入《中華人民共和國國家安全法》並適用於香港，另有人大代表聽聞另一可能方案是直接由全國人大常委會釋法，表明《國安法》條文適用於香港特區，換言之香港無需就基本法二十三條立法，港人可能都受《國安法》規管。

#### 加強对青少年的思想教育
2015年1月8日，全國港澳研究會在北京舉行青年教育研討會，會長陳佐洱聲稱佔領運動令香港青年被洗腦，過於理想天真化，出現「種瓜得瓜，種豆得豆」的展現。在國家意識、人生目標、歷史文化等方面存在缺失，目前燃眉之急，是要深刻反思，又叫香港教育局好好利用手上資源，替青年「補腦」。
教育界立法會議員葉建源認為，陳佐洱不尊重《基本法》對高度自治規定，對於陳佐洱以「毒豆」形容青少年，葉建源無法接受這說法，認為是對本港青年極不尊重。
2015年1月19日，香港成立「香港青少年軍總會」，由當時香港行政長官梁振英的夫人梁唐青儀擔任該會的總司令。團體着重培養青少年自信心、責任感、自律性和團隊精神。價值觀方面，該會是本港唯一以中式軍事步操為訓練基礎的自願性制服團體，首階段設立三個縱隊，包括教導、菁英及地區縱隊，以大學生軍事生活體驗營、青少年軍事夏令營，及德育訓練營為基礎，邀請大、中、小學生參加，鼓勵青少年認識作為中國公民的責任與義務。衣著方面，青少年軍衣著是淺綠色的上衣及深綠色的褲步操，與解放軍制服相似。主要成員方面，行政長官梁振英、中聯辦主任張曉明及解放軍駐港部隊司令員譚本宏，則是榮譽贊助人。全國政協副主席、前行政長官董建華是首席榮譽會長、特首夫人梁唐青儀擔任總司令。評價方面，有網民直指該總會是一「洗腦軍團」，亦有家長指，除非加入該團體會有津貼或對入讀名校有幫助，否則「正常家長」不會主動叫子女加入「共青團」。新民黨主席葉劉淑儀指出，解放軍於回歸十多年後才成立青年團，是一個姍姍來遲的決定，又指外界認為如青少年參加這些訓練營會「被洗腦」，是一「過份敏感」的想法。

#### 催生傘後組織及本土派

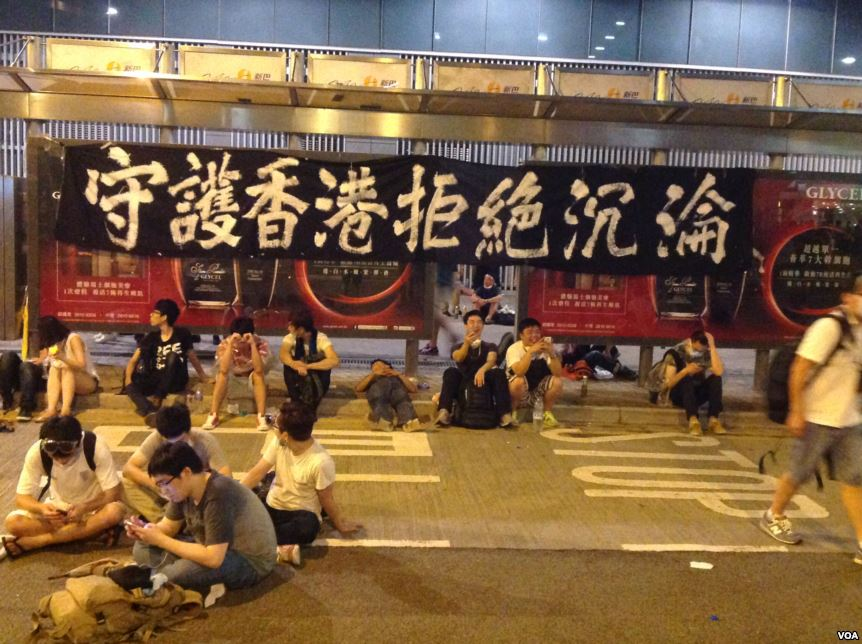
雨傘革命示威人士貼出「守護香港拒絕沉淪」橫額

雨傘運動催生年輕人參政，不同過往，這些年輕人不再依付及支持傳統的泛民主派政黨，自組政黨參選，提早揭開2015年香港區議會選舉選戰序幕。
一群雨傘族短短一個月召集近百名高學歷年輕人成立新組織青年新政，靠網絡力量吸納「首投族」。他們計劃狙擊建制派，最有可能挑戰民建聯葉國謙、李慧琼及經民聯梁美芬。新組織由雨傘運動支持者在清場後構思，約一個月就在不同雨傘圈子吸納近一百人。他們絕大部份二十六至三十歲，大學畢業，有醫生、護士、律師、會計師及工程師等專業人士。目前他們確定派出八至九人出戰區選，目標出戰十五至二十區，最終視乎與泛民協調結果。他們主打「本土」議題，強調不會狙擊泛民，以免兩敗俱傷。組織只接受小額捐款，暫定每人上限五萬元，避免遭金主操控。
同時，雨傘革命後亦吸引大量年輕人，積極參與往後香港社會運動，例如光復屯門、捍衛沙田、光復元朗、遊覽完上水去屯門。因雨傘革命受中國打壓、中港矛盾、自由行及水貨客問題，香港人被內地人批評、打壓及辱罵等，運動加深反中情緒。此外，光復行動促成本土派及主張香港獨立的勢力崛起，對泛民主派的組織動員能力構成影響，他們脫離泛民主派，採取激進抗爭的行動「以武抗暴」，包括魚蛋革命等，對香港政治逐漸增加影響，在新界東的補選取得15%的選票。在2016年香港立法會選舉中，投票人數達約220萬人，投票率是58.26%，打破歷屆紀錄。傘後組織如香港眾志、小麗民主教室、青年新政亦有候選人成功當選。
其後於2015年香港區議會選舉中，投票率達47.01%，是歷年新高，原因之一是雨傘革命後有更多年輕人參與投票。建制派在選舉布局上針對性地全面打擊泛民主派區議員及候選人，最終建制派雖然維持18區的控制權，但議席總體上減少（不計算已取消的委任議席）。泛民主派雖然未能奪得任何一個區議會的控制權，但議席總體上增加，增加二十多個議席。

### 對警隊的影響

#### 警隊形象跌至新低
雨傘革命導致民眾對警隊呈負面評價及印象。曾偉雄對運動處理的強硬態度受到梁振英領導的香港特區政府的支持，但也受到不少市民的批評。
佔領運動期間警方被指「警黑合作」，又有警員涉濫用私刑，警務處於2014年12月13日舉行冬季招募日，全日收到1,500份申請，較佔領運動發生前的夏季招募日大跌21%。再者，港大民調顯示，市民對警隊的評分在2014年由12月起62.3分，至6月下跌1.3分至61分，滿意率持平於56%，不滿比率上升8個百分點至27%，對警隊的滿意率淨值亦只有29分，以滿意率淨值計創1997年7月以來新低。
除了負面評價及印象外，雨傘革命亦使公眾成立更多組織監察香港警察，監警會職責大增。兩個多月來的佔領行動，警察被指多次濫權及使用過份武力對付示威者。公共專業聯盟及香港獨立媒體成立「雨傘警暴資料庫」，希望在網上全面、客觀和嚴謹地收集警察濫權或暴力證據，協助受害人追究，並公開讓公眾查閱。身為文化監暴成員的藝人何韻詩鼓勵市民提供資料，「畀啲勇氣向荒謬體制控訴，放心將個案交畀我哋」。公專盟召集人黎廣德表示，受害人可提交自身和第三者證供、相片等，他們會安排專業社工或心理治療師與當事人面談，確保其資料真確，又會提供心理輔導或法律支援，而資料庫則會按受害人意願才公開姓名。獨媒創辦人葉蔭聰指過去獨媒曾應付不少網絡攻擊，有信心可保障受害者傳送至伺服器的資料安全。
民陣警權組、文化監暴行動組及民權觀察者則會利用資料撰寫報告，監察警察濫權情況，避免情況重演及惡化，並向立法會及聯合國提出申訴。民權警權組召集人陳樹暉批評警務署署長曾偉雄拒絕就警察的違規及違法行為道歉，「佢先係濫暴嘅來源」；民權觀察者成員王浩賢認為警察應交代為何濫用警棍扑頭，不能以「示威者會郁」來推塘，又指警察口中的「最低武力」實為「致命武力」，執法不專業及錯誤。

#### 警隊擴張及升級裝備
雨傘革命後，警方為加強前線行動的能力及支援處理重大保安及群眾管理活動，於2015年4月計劃新增442個職位，包括370個機動部隊和32個後勤支援職位。
因不少人質疑警方濫用催淚彈，警隊研究英國、比利時、新加坡、韓國及澳門等地區處理大型公眾集會經驗後，決定斥資2,700萬元購入3輛「人羣管理的特別用途車」（即水炮車），以驅散使用暴力衝擊的示威者。警方稱為更有效處理大型及持續的公眾集結可能出現的違法行為，該3輛水炮車除配置大型顯示屏幕及話音廣播系統，向示威者發出警方勸喻及警告外，車輛亦可噴出顏料，用於識別相關違法者，以便跟進調查追捕。警方並無進一步闡述有關顏料所含的成份及會否對人體有害，亦無提及甚麼情況下會使用顏料，或會否以胡椒水噴射集會者。理大機械工程學系工程師盧覺強指出，水炮車的最大作用是阻人前進，以一款奧地利製的水炮車WAWE10為例，每秒可射出20公升水，即大約44磅力；內地製的渦噴防暴車每秒射出40公升水，相等於88磅力。他稱，發射水炮對人體的傷害要視乎水炮與人的距離、射中人體的水量、人體承受壓力等因素。但他指如水炮近距離射中臉部，或會傷及眼睛，嚴重者或會致盲。

### 經濟方面

#### 部份零售業銷售額下跌
個別媒體，例如親建制的亞視新聞指雨傘革命導致部份零售業銷售額下跌。酒店業方面，香港酒店業主聯會執行總幹事李漢城指，行動期間收到不少旅客查詢香港是否安全，又指每晚至少有一千間酒店房間需要取消，而訂房率亦都下跌，十月中至十一月提前訂房率由正常情況時的六至七成下跌至四至五成。珠寶鐘錶業方面，周生生主席周永成表示集團旗下最多5至6間位於銅鑼灣及旺角分店在佔中期間曾需要停業，假期生意額下跌6%至8%。周大福更稱一度有30間分店停業，但現已重開。服裝零售股包浩斯指，佔中的頭十日令旺角銅鑼灣分店銷售額下跌10%至30%。化粧品零售方面，兩大化粧品零售龍頭莎莎國際及卓悅控股亦受影響，莎莎指黃金周港澳銷售按年跌1%，但受佔領地區的店舖跌幅則達20%至30%。卓悅則表示黃金周期間港澳區零售銷售同比跌8%，同店銷售下跌16%。

#### 政府支援受影響行業
時任財政司司長曾俊華表示，長期政治爭拗削弱投資者對香港的信心，造成難以彌補的「內傷」，而雨傘革命對經濟的真正影響難以計算，但更重要是影響營商情緒及消費表現，政府同時亦注意環球經濟波動，如何維持本港競爭力。又舉例，零售業生意額在佔領運動發生前、即2014年9月，有4.8%升幅，至12月下跌3.9%；食肆生意額在2014年第三季有0.4%的增長，但至第四季下跌2.8%；而非內地旅客的數字，在2014年第三季有2.4%增長，至第四季則下跌5.2%。2015年財政預算案建議，豁免旅行社半年的牌照費，涉款約600萬元；豁免酒店及旅館半年的牌照費，涉款約500萬元；豁免食肆和小販，及受限制食物售賣許可證半年的牌照費，涉款約5,700萬元；以及豁免的士、小巴、專營和非專營巴士、貨車和特別用途車輛，一年內因續牌所需車輛檢驗費用1次，涉款約1.12億元。政府消息表示，政府並非首次豁免旅行社牌照費，而今次佔領運動令旅行社經營受影響，特別是東南亞旅客減少，故再推相關措施，半年牌照費約為2,910元。至於豁免車輛檢驗費用涉及修例，需經立法會審議，料最快2015年第三季推出，屆時的士車主可節省3,100元，小巴車主則可節省8,400元。
同時，為重建旅客信心，提升本港國際形象，政府將額外向旅發局撥款8,000萬元及增撥2,600萬元予新聞處，加強對外宣傳推廣活動。政府消息指，旅發局將主力在東南亞市場進行宣傳，包括在當地電子媒介推廣香港旅遊，2015年亦會舉辦兩次購物節活動及提供優惠吸引海外旅客。他又指，旅發局在4至6月及7至11月舉辦兩輪大型推廣，針對暑期旅客及冬季市場。

### 社會方面

#### 灣仔居民斥佔中擾民
佔領中環行動爆發逾一星期，港島區交通幾乎癱瘓，多處的集會也對鄰近居民的生活帶來滋擾，逾四十名灣仔和銅鑼灣居民代表昨約見灣仔區議會主席孫啟昌，不滿集會人士連日霸佔區內主要通路，嚴重影響居民日常生活；有家長不滿因示威活動引致幼稚園連日停課，白交高昂學費之餘，更需連請四日假陪伴子女，嚴重影響生計，促請區議會向港府反映事件，並與示威團體代表對話，盡早結束示威活動。

#### 社會階層的分裂
雨傘革命導致社會階層的分裂。佔領運動期間，香港社會產生了兩大主要的陣營（即使之前十多年已有），分別為「黃絲帶」（泛民/本土派）與「藍絲帶」（建制派），兩派陣營持續對峙，由社交網絡上的互相指罵，演變成街頭上的肢體衝突，導致社會嚴重撕裂。
建制派新民黨及公民力量於2014年11月23日就「佔領運動的影響」進行民意調查發現，於18歲以下及18-29歲的組群中，有較多人表示因佔領運動而與家人或朋友發生爭執（42%及43%）。調查顯示，較年輕的市民傾向支持佔領，而較年長的受訪者則明顯傾向反對佔領行動。而且，在18歲以下的受訪組群中，只有32%的人表示反對佔領，而76%的60歲以上受訪者表示反對佔領。同時，不同年齡的受訪者，對法治精神的演繹亦有一定差異。在18歲以下及18至29歲的組群中，分別有38%及32%的人不認同違反法庭禁制令將會對本港的法治基礎帶來衝擊。在60歲或以上的組群中，卻有高達90%認為違反法庭禁制令會衝擊法治基礎。報告擔心價值觀上的分歧，將會加劇社會的矛盾和摩擦，無助團結社會。。

#### 認同中國人的比率減少
港大民意研究計劃在雨傘革命後進行調查顯示，市民加強認同香港人身份，認同指數近80分。這較2014年6月、即雨傘革命前，同一調查的近78分上升。市民對中華人民共和國國民身份認同指數，較對香港人的認同指數低25分。民研計劃總監鍾庭耀形容，兩者的落差情況前所未有。調查亦顯示，整體及18至29歲年輕受訪者對中國人的身份認同感跌至1997年以來新低。受訪市民選擇自己認同的身份時，選擇香港人和中國人的比率分別有42%和18%，差距較同一調查對上一次的結果拉闊，該次調查中選擇香港人和中國人的分別為40%和20%。即目前受訪者更認同自己是香港人，更少認同自己是中國人。其餘受訪者則認為自己是混合身份，如中國的香港人等。民研計劃總監鍾庭耀表示，民研計劃的港人身份認同調查有預警作用，政治打壓無降低其參考價值。時事評論員劉銳紹認為，民研結果反映港人對北京的治港政策極反感，尤其政改事件上，中央採取「不理你亦不理『理』」態度，意圖扭曲港人對一國兩制的思維，「（市民）會想穩守香港人嘅身份，（對國民身份）自然更疏離」。港人的國民身份認同下降，昨則有報道指全國港澳研究會會長陳佐洱指，香港有責任及義務完成23條立法，並認為佔中與香港沒有國家安全法有關。

#### 新聞自由下跌
有報導認為，雨傘革命期間接連發生反佔中份子毆打記者，亦有指警察無理拘捕記者、阻撓採訪的事件，因而導致香港新聞自由下降，傳媒在運動期間政治審查亦是政治因素。《星島日報》等親政府媒體亦替政府護航攻擊佔領人士。
國際關注資訊自由組織「無國界記者」公佈2015年世界新聞自由指數報告，在180個國家及地區中，香港的排名由去年第61位再跌至第70位，是歷來最低，比2002年指數面世時全球排第18位，13年來下降52位，情況比台灣及日本更差。無國界記者關注本港去年發生的《明報》前總編輯劉進圖及《香港晨報》高層遇襲、壹傳媒電腦系統被黑客攻擊、《主場新聞》突然結束及佔領運動等事件。而報告分析指全球不少地方記者在採訪示威遇到阻礙，當中點名指摘香港警方在佔領運動中行為不當，多次暴力襲擊及干擾記者採訪，更涉嫌與黑幫合作對付記者。報告又不具名提及《蘋果》大樓被反佔領者包圍事件，作為傳媒遇襲例子。
國際記者聯會亞太區分會項目經理胡麗雲認為，在佔領運動之中，平日聲稱尊重新聞自由的警方“原形畢露”，而香港政府高層及中方亦有干預傳媒如何報道佔領新聞。但另一方面，佔領運動亦令前線記者及市民“醒覺”，更關注新聞自由受打壓問題。

#### 對部份青年造成抑鬱
香港教育學院心理學系於2015年2月委託中大傳播與民意調查中心，調查訪問1208名市民，結果發現，佔領完結兩個月後，仍有近半數受訪者稱感焦慮，有一成半人抑鬱，其中以年輕人比例最高。心理學家表示，負面情緒屬短期現象，若至今仍因佔領而失眠或影響日常生活，應尋求專業協助。

### 對學界的影響

#### 退聯風波
由於香港專上學生聯會在雨傘革命中領導失當，以及在「對準政權，誓爭民主」包圍政府總部行動中，被評為出賣參與者，使各大學都發動退聯公投。目前只有香港嶺南大學經投票後否決退聯，以及香港中文大學因聯署不足而無法啟動公投；香港大學、香港理工大學、香港浸會大學、香港城市大學經投票後已退出學聯，使學聯成員學生會只餘下4間。

#### 更多香港學生海外留學
雨傘革命導致香港學生到海外留學數目增加以及有年輕化趨勢。雨傘革命開始後，不少中產父母提早10月就查詢升學資料，有兩成查詢坦言因覺得香港政治氣氛變差，決定安排子女海外升學。學生年齡亦有下降趨勢，由高中生下降至初中生，也有小學生的父母着手搜集海外留學資料。有升學家長表示，雨傘革命曝露港府赤化管治，加上京官發表「一國兩制再啟蒙」，擔心子女被洗腦，決定提早安排子女往有民主成分的英國和美國等西方國家接受教育。雨傘革命催化中產父母豪花3至4百萬元安排子女赴海外讀中學及大學，升學機構就捉緊商機擴充分店。琥珀教育在中港有7間分店，行政總裁李植寧決定多開一間分店，近幾年集團生意額平均增幅達3至4成。而雨傘革命動發生後，留學查詢更比去年同期多兩成。他說香港中產父母看到政治滲入教育，學生走上街頭抗爭，擔心子女參與政治運動，安排他們出國。其中不乏精英名校生，今年透過其集團入讀英國排名頭十大的頂級大學的精英學生比去年多一倍。創智教育國際升學中心資深顧問古潔雯說，父母憂慮香港政局，近兩年多了初中生赴英、澳升學，約兩至三成來自傳統第一派位組別中學。

#### 更少內地學生來港升學
《北京青年報》報道，申請來港升讀大專的內地生(「港漂」)持續減少，歸結出3大「港校熱」降溫原因，分別是語言、教育方式不適應；學費貴及中港民間情緒讓家長擔憂子女人身安全。文章引述學生家長指去年香港發生佔領事件令社會不穩，「怕孩子在那裏（香港）有心理壓力」。《北青報》以「申請學生少『港校熱』再降溫」為題，引述香港大學中國事務總監黃依倩指，近3年該校的申請數量在1萬至1.2萬之間：「今年的學生數量會再少一些。」報道指，港大2013年接獲申請12,540份，到2014年則降至僅逾萬人申請；浸大的申請在2012年為5,000多份，2013年為4,800多份，2014年降至約3,800份，持續減少。

#### 臺灣選舉
2014年11月29日，台灣的九合一選舉結果出爐，美國《紐約時報》以無黨籍贏得臺北市長選舉 臺灣執政黨搖搖欲墜 （页面存档备份，存于）為題報導，傾向親中立場的執政黨（中國國民黨）在地方選舉大敗，行政院長江宜樺因此請辭下台，選舉結果顯示，國民黨將難以保住2016年中華民國總統選舉的大位。而國民黨的敗選也意味，臺灣選民可能反對國民黨試圖與中國大陸創造更緊密關係。當北京強制嚴格控制香港選舉改革，引發佔中運動之際，臺灣的選民表達他們對中國大陸的不安之感已經升高。中研院學者徐斯儉認為，臺灣選民透過選票，同時向國共兩黨清楚表態，「佔中運動後，北京與香港的關係，讓臺灣選民心生警覺。」

### 國際方面

#### 全球宜居城市排行榜下降
經濟學人智庫（The EIU）公佈「2015年全球宜居城市排名」，香港排名由前一年的全球第31位大跌至第46位。調查機構認為，香港宜居程度下跌，主要受去年雨傘暴动及警民衝突影響，行動加深了人們對社會穩定憂慮。香港在最新排名大跌15位，成為排名第46位的全球宜居城市。經濟學人智庫表示，香港得分下跌3.2%，雖仍比同一地區競爭對手、排名第49位的新加坡高三位，但兩地相距微乎其微，得分只相差0.1分。負責今次調查的編輯喬恩‧科普斯泰克（Jon Copestake）表示，香港宜居程度下降，是過去一年受到雨傘暴动及警民衝突影響，當時香港部分地區連月陷入停頓，加深人們對社會穩定憂慮。

## 爭議

### 「真普選」口號
曾任政制事務局局長的孫明揚個人認為，港人嚮往民主的理念，但認識卻不全面，指「我要真普選」是好聽的口號，世界上並沒有真普選。

### 人道爭議
在各大社交平台（包括Facebook、Instagram、WhatsApp等），流傳了不少指控香港警方涉嫌過份或不合理使用武力的照片及影片，其中包括：
在金鐘佔領區一帶的衝突中，一位見習督察疑似以胡椒噴霧蓄意襲擊一位完全沒有衝擊或襲警意圖的長者，該名長者被噴中雙眼，距離亦少於安全標準的3米。其後，這件事紛紛被各Facebook用戶強烈譴責，更有人發起尋人行動希望將有關人士繩之於法。最後更有美國媒體希望購買此影片版權。
而在10月3日在銅鑼灣一帶的衝突中，為數約30名戴上口罩不以真面目示人的男子，強行拆走鐵馬。他們更在警員前拳打腳踢未有反抗的示威人士，甚至踢胸口。惟警員視若無睹，甚至護送一眾暴徒離開。現場有退休警察說：「𠵱家警察同我70年代當差時一樣，軍裝同黑社會合作出嚟做台戲。我真係睇唔過眼，警黑合作，香港玩完。（现在警察和70年代我当警察的时候一样，军警和黑社会合作演戏，我真是看不过眼了，警黑合作，香港完蛋）」。
- 10月3日中午時分，兩名攝影愛好者在中環碼頭巴士總站拍攝警車，結果被機動部隊包圍。其中一名攝影愛好者更遭警員以襲警罪名逮捕。被捕者的朋友為此感到不值[232]。

10月3日旺角被佔領的區域連日來發生推撞及暴力襲擊事件，反佔中人士被指以暴力對待佔中示威者。其間有示威者被打至頭破血流送院，亦有學生受傷流血。暴力事件發生後，前晚有網民在社交網站facebook成立「反佔中暴徒認人組」專頁。該專頁在一日內已獲逾6萬人讚好，且有大量網民上載相片及影片，展示涉嫌使用暴力者的樣貌及行為，有網民則「起底」提供相中人資料。然而，該專頁至5日凌晨突然被刪除，網民已無法分享或進入瀏覽。

### 警方處理手法爭議

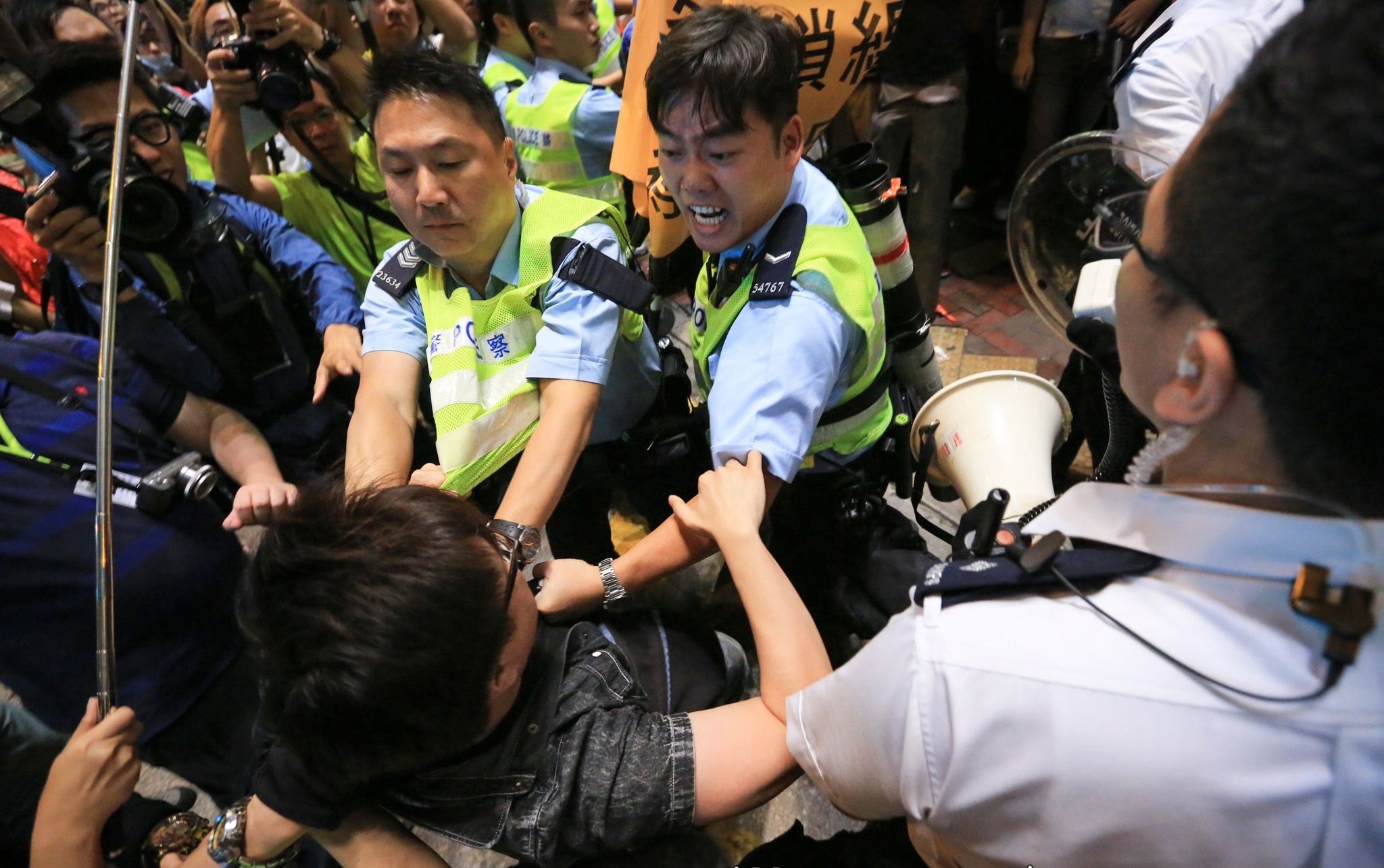
警方處理示威者手法，受到不少爭議，圖為旺角情況

部分媒體及團體均不約而同指責警方在處理佔領運動時手法暴力並且惹來批評。包括在9月28日使用大量胡椒噴霧及多達87枚催淚彈並且曾多次舉起「速離否則開槍」標語（其後警方以警隊資源不足而無法將開槍標語與催淚彈標語分離）以及有防暴警察曾向堵塞馬路、衝擊警方防線的示威者舉槍、10月3日涉嫌縱容反佔領人士和黑社會成員暴力襲擊佔領人士、選擇性執法，又在其後以語言偽術意圖欺暪公眾，指清路障不是清場。更於10月15日、16日於龍和道及17日、18日在旺角清場時多名警員使用警棍重擊示威者頭部。於10月15日更有7警涉嫌把示威者拖到暗角圍毆事件。時任警務處處長曾偉雄被指責採取逃避態度，不肯承擔責任，更從未現身立法會接受問責。有媒體指出警方高層及保安局不斷稱是示威者引發衝突和造成影響和民怨，然而對警方爭議性的處理手法卻隻字不提。種種事件令警隊聲譽嚴重受損，公信力下降及被質疑淪為為政府高官服務的政治工具。至10月30日，警察投訴課一共收到1767宗關於雨傘革命的投訴。
香港大學大學堂時事輔助委員會於2014年11月30日將警方在佔領行動處理手法剪輯為短片，包括毆打示威者、拘捕記者、濫用職權、胡亂檢控等行為。而在11月28日清場期間，警方指示威者蓄以刑事毀壞一輛警察電單車，後被發現為誣衊示威者，電單車是警方清場期間混亂中被推跌，而非被刑毀。傳媒人區家麟指，警方連日來不斷誣衊示威者，目的是把示威者描繪為暴民，製造輿論壓力。
截至2015年3月5日，監警會指有2064人投訴警察，作出2427項指控，須匯報投訴（即涉事人親自投訴）159宗，當中66宗涉及投訴被警員歐打，全部交監警會嚴重投訴委員會跟進，警方須每月向委員會匯報調查進度，並於半年內提交全面報告。雖然投訴數字達歷來新高，但是監警會主席郭琳廣不認同警民關係撕裂，質疑佔中參加者「佔香港多少人」，不過他承認社會上有不滿情緒。

#### 警黑勾結說
10月3日，有黑社會背景人士暴力襲擊佔領人士，多人頭破血流。警方在場卻未有即時制止，事後又放走施襲暴徒，更護送其乘的士離開。

#### 警掛藍絲帶被指違政治中立
香港警方多次強調其政治中立原則，但在10月中和11月尾旺角清場行動期間，分別有警員被拍到佩戴藍絲帶執行職務。網上亦有流傳一名雜項調查科分隊隊長，在辦公室門外掛上11條藍絲帶，有違政治中立原則。警察公共關係科總警司許鎮德回應時指警員享有基本法賦予的言論自由。然而，較早前一名女學警在Instagram上載一幅掛有黃絲帶的便服相片後，被紀律處分，該名學員最終被辭退。警察公共關係科高級警司江敏強回應時指該學員違反「社交網站使用守則」，有違政治中立。

#### 選擇性執法說
9月29日，警隊對示威學生、市民發射催淚彈、胡椒噴霧；其後反佔中人士搗亂集會場地、破壞物資、暴力對待學生，警方卻站在一旁不管，事後學聯、教協及多份報章指警方縱容黑社會襲擊集會人士。國際特赦組織特地發表聲明，嚴厲批評香港警察沒有作為；而人權觀察發表公開信給特首梁振英，指香港警察似乎不想保護和平示威者。
10月14日，多名戴口罩人士，部分染有金色頭髮和紋身，強行清除金鐘佔領區路障、毀壞帳蓬等私人財物，亦有佔領者受傷，警方未有執法。
10月15日，7名警員涉嫌在龍和道清場期間把曾健超抬到暗角，對其拳打腳踢。警方收到報案後卻遲遲未把涉事警員逮捕，直至事件發生後一個半月，才終於拘捕涉案警察。警方辯稱時指要根據程序處理。然而在2008年的旺角警署強姦案中，警方在接報後翌日即將涉案警員拘捕，兩案的處理程序有很大的落差。而警方在拘捕7警時選擇控以刑責較輕的《侵害人身罪條例》的「襲擊造成身體實際傷害」來檢控，而非《刑事罪行（酷刑）條例》來檢控，有警方包庇涉案者之嫌。
反佔中團體潮聯的非專線小巴在旺角先達對出馬路非治佔用三條行車線、在雙黃線違規停車等客，市民向警方投訴不獲處理，警方更驅散和拘捕阻止小巴違泊的市民。有警員更向向他提投的市民表示，潮聯小巴經運輸處批准三線拍車，又叫市民「上網查」，態度傲慢，運輸處指該處從來沒批准小巴三線泊車。消息指潮聯小巴違泊已數十年。。相形之下，一貼有支持佔領運動及反梁振英標語的私家車，一天內被兩度抄牌。 。
10月中，過百名反佔中人士妨礙蘋果日報出版，香港高等法院批出臨時禁制令禁止任何人阻礙壹傳媒大樓的出入通道，以保障香港的新聞自由。但反佔中人士無視法令，並當場撕毀禁制令副本扔在地上，在場警員沒有阻止，也沒有執行法院的禁制令。然而其後反佔中團體潮聯等申請禁制令獲批後，警方卻協助其執行禁制令。

#### 檢控在網上鼓吹佔領的人士
警方在運動期間多次以「有犯罪意圖及不誠實使用電腦」對網上留言者作出檢控，有泛民主派立法會議員質疑警方以該罪行拘捕在網上鼓吹市民參與佔旺人士，是濫用該條例作監察網上言論，令條例變為「網絡23條」。保安局局長黎棟國否認指控，並表示「邊（哪）一條法例入罪機會較高，就用邊（哪）一條檢控」。莫乃光於立法會口頭質詢時表示，根據港府1993年修訂《刑事罪行條例》時解釋，增補的161條是針對「進入電腦以進行犯罪前準備工作，但又不足以構成詐騙罪的行為」，即不誠實取用電腦罪立法原意是針對詐騙。但他發現警方使用該罪行拘捕一名在網上鼓吹市民參與佔旺的男子，質疑警方濫用該罪行對付網上言論，偏離立法原意，「變相等如網絡23條」。
11月26日，警方在旺角清場期間時，一名戴頭盔警員繼續叫市民「繼續向前行」，青年回應「行緊喇！行緊喇！」該名警員突然出言挑釁：「驚呀嘛？驚就唔好出街喇！繼續向前行。」青年回覆：「驚你呀？」混亂中有人大叫一聲：「有人搞事啊！」大批警員隨即將該名青年扯離人群，被警員包圍帶走。

#### 警長毆打示威者
2014年11月27日，旺角清場後，有大批市民在附近街道停留。穿著工作服執勤的沙田警區指揮官朱經緯警司多次揮舞警棍，從後毆打行人路上全無反抗能力的路過市民，途人被嚇得急步離開。其中一名身穿西裝的男子被警司連續打了肩部兩次，男子面露痛苦表情，卻不敢反抗繼續急步離去。隨後一名黑衣男子被便衣警員從後推倒在地，更遭警棍敲打數次。黑衣男未有反抗，欲站起離開，朱經緯卻衝前以警棍攻擊其腹部，再大力揮棍打向一名年輕男子頸部。
朱經緯的舉動引起網民關注，由dbc拍得的相關片段在網上廣傳，而網民亦質疑該名警官涉嫌不恰當使用武力。警方晚上發表聲明表示，非常關注一名警務人員在旺角執行職務時涉嫌不恰當使用武力，呼籲相關人士聯絡警方，提供進一步資料，有關警員將停止參與相關行動。
同年11月30至12月1日，龍和道清場期間，警再集體使用警棍從上而下攻擊示威者，致多名示威者頭部受傷。警方早在10月15日龍和道清場、旺角清場已大舉使用警棍攻擊示威者頭頸等重要部位。而早在2011年，警方戰術使用守則外洩時，手冊告誡指，使用警棍打擊關節及骨骼，在民事訴訟上或牽涉更高索償額、錯誤使用甚至可以致命。使用警棍的方式應以水平方式橫打，且應是瞄準目標的肌肉活動機能神經中心。而使用胡椒噴霧前，要口頭命令對方「不要動，我不想傷害你」，要求對方合作，攻擊期間應命令對方坐下或跪低，攻擊之後要安撫對方、提出協助對方清除噴霧等，例如用清涼淡水沖洗、用濕或乾紙巾印乾受影響位置，但不可揉擦，亦切勿容許對方揉擦雙眼或面部等。
亦有報導指出有急救站義工救傷時被警棍擊中，導致肌肉撕裂；19歲大學生被警圍毆一分鐘，背部及手臂皆有多達20處傷痕；有女大專生則頭撼石壆。有示威者斥警方泯滅人性，擬追究到底。

#### 拘捕涉事記者
10月18日，外國Getty攝影記者布龍斯坦（Paula Bronstein）在拍攝期間被捕，指她站在車頂是破壞私家車，Bronstein回應指當時因為人多被擠壓才走上車頂。事後Bronstein為用粗口反罵車主以及涉嫌刑事毀壞道歉及賠償，並表示「尊重司法程序，沒對法院的判決感到不公義」。
11月25日，now新聞台工程人員李小龍採訪期間被指用鋼梯襲警被捕，惟拘留24小時後因證據不足無條件獲釋，但保留日後追究權利。now新聞台及明報片段顯示該工程員並沒有襲擊行為。工程人員指被捕期間遭多名警員毆打，已就事件報警。。
11月27日，《蘋果日報》一名攝影記者在旺角西洋菜南街採訪拍攝時，先被軍裝警指控他搶槍，雙方理論期間，佩戴記者證的另一位記者被指其攝錄機鏡頭碰到另一名警員，隨即被至少6名警員粗暴按在地上。警方指王涉以攝影機多次襲擊警員面部被捕，雙手向後被鎖上手銬，帶上旅遊巴送到北角警署。壹傳媒工會成員深夜到北角警署外聲援，壹傳媒工會、記協和攝影記者協會要求警方放人。凌晨二時許獲准以1,000元保釋，12月向警方報到。然而，根據蘋果日報片段顯示，該名警員被指是轉身時誤撞攝錄機。
同日，《明報》於11月27日深夜發表聲明指當日凌晨，一名15歲明報校園記者於旺角西洋菜南街持有效記者證採訪旺角區佔領運動期間被警方以「安全」為由帶回警署後自行離去。。新浪網報道他獲釋後接受訪問表示，只是負責影相，並非參與示威，但突然有警員將他拖到防線之後，施以拳打腳踢，他有表明記者身份，但仍然被打。而《蘋果日報》於11月28日A3版之報導則以「拳打腳踢15歲校園記者」爲題作報導，內容指該名校記被帶多名反黑警員拖往暗角按在地上被「拳打腳踢」，後被警方盤問訓示後才獲准離開。

#### 警員毆打記者和急救義工
12月1日，大批警員凌晨1時半湧出，以警棍和催淚水劑迅速清場，多人中棍受傷。站在衝突前線的義工身上多處紅腫，據悉更有人被警棍擊中頭部即時暈倒送院。一名急救員又指，當時已表明是「first aider」（急救員）， 但警員未有理會，更破口大罵「first你老母aider呀，誰叫你們在這裏呀？」多名急救員協助拉走傷者，圍人鏈，「我們表明是救人，不會阻礙清場」。期間該警察更以物資擲向急救員，連同袍都開口叫該警員冷靜，「我們說不要再推，有孕婦，他說：『甚麼孕婦呀，要不要召救護車？』態度很差。」佔中醫療隊負責人區耀佳醫生形容，11月30日至12月1日早的清場是佔領行動至當日為止，受傷最嚴重的一天。他又說，自己在救護站為受傷示威者治療，亦被警員用警棍驅趕及拍打。
一名曾參與12月1日的急救義工在速龍小隊清場徹退時疑被警棍擊中頭部導致右眼視網膜脫落一半。他指當時關注拯救傷者，離開時未感到頭部被警棍擊中，但兩周後右眼視野現重影，求診後醫生指他頭部曾受硬物撞擊，右眼視網膜半脫落，黃斑區發炎流膿，須盡快接受手術，否則最嚴重可致盲。

#### 被指濫用職權和胡亂檢控
社民連成員施城威及義工周嘉發，由旺角麥花臣幫手運送物資到金鐘。在金鐘落貨時被數十名警察設封鎖線包圍，要求檢查物資中有沒有違禁品，及詢問是否物主。檢查近一小時後，警方以涉嫌企圖盗竊，拘捕施城威、周嘉發及貨車司機。
11月26日，旺角傍晚再爆衝突，警方封鎖西洋菜南街銀行中心至豉油街一段，有市民表示想到百老匯戲院，警員指戲院已關閉，後有記者到戲院查詢，職員表示戲院照常營業。一名戴頭盔警員繼續叫市民「繼續向前行」，並突然出言挑釁一名青年：「怕嗎？怕就不要出外！繼續向前行。」青年回覆：「怕你呀？」混亂中有人大叫一聲：「有人搞事啊！」大批警員隨即將該名青年扯離人群，被警員包圍帶走。

#### 被指在非禁制令範圍拘捕示威者及清場
11月25至27日期間，警方稱協助執達主任執行職務，會拘捕妨礙清理障礙物的人士。但警方並不是協助執達主任清場，而是主動清理障礙物，又在非禁制令範圍大舉圍捕示威者，不少途經市民受波及，包括在朗豪坊外的市民。又用攝錄機拍攝正在彌敦道選購金飾的市民，及要求對方面向攝錄機。另有記者拍攝到警員用警棍從後襲擊途經市民，亦有警司用警棍不斷揮打途經的市民，多名市民受驚倒地。
公民黨大律師郭榮鏗接受《壹錘定音》訪問時表示，警方稱為協助法庭執行禁制令，實則為清場，是借法庭權威來達到清場目的。他批評警方本身有權力去清場，質疑其假借法庭之名義清場，是「擺法庭上枱」。

### 引用
1. ↑  Wong, Kandy. . forbes.com.   [2018-09-21]. （原始内容存档于2017-02-01）.
2. ↑  . qz.com.   [2018-09-21]. （原始内容存档于2017-11-13）.
3. ↑  Shah, Aneri. . huffingtonpost.com. 2014-10-08  [2018-09-21]. （原始内容存档于2017-04-28）.
4. ↑  SCMP. . scmp.com. （原始内容存档于2019-04-15）.
5. ↑  . 明報. 2014-11-12  [2017-07-05]. （原始内容存档于2017-11-07）.
6. ↑  明報. . 2014-12-10  [2017-07-05]. （原始内容存档于2017-11-07）.
7. ↑  . BBC中文網. 2015-01-13  [2017-07-07]. （原始内容存档于2015-12-28）.
8. ↑  林超英. . 灼見名家. 2017-03-22  [2017-07-05]. （原始内容存档于2017-04-21）.
9. ↑  . 香港經濟日報. 2015-06-26  [2017-07-06]. （原始内容存档于2018-02-01）.
10. ↑  . now新聞. 2014-10-21  [2019-09-11]. （原始内容存档于2019-06-19）.（粵語）
11. ↑  . 2019-06-09　聲明：工聯會強烈支持特區政府盡快修訂逃犯條例.   [2020-03-10]. （原始内容存档于2020-03-15）.
12. ↑  . 蘋果日報. 2014-10-07  [2015-06-03]. （原始内容存档于2015-06-05）.（繁體中文）
13. ↑  . 蘋果日報. 2014-10-05  [2019-09-11]. （原始内容存档于2017-08-27）.（繁體中文）
14. ↑  . 成報. 2014-10-05  [2021-06-23]. （原始内容存档于2015-09-24）.（繁體中文）
15. ↑  . 三立新聞台. 2014-10-04  [2019-09-11]. （原始内容存档于2014-10-06）.（繁體中文）
16. ↑  . 太陽報. 2014-11-23  [2014-11-23]. （原始内容存档于2014-11-25）.
17. 1 2 3  香港專上學生聯會. . 2014-09-28  [2015-03-15]. （原始内容存档于2018-02-01）.
18. 1 2 3  . 蘋果日報. 2014-10-02  [2015-02-18]. （原始内容存档于2015-02-18）.（繁體中文）
19. ↑  . 蘋果日報. 2014-12-19  [2014-12-19]. （原始内容存档于2014-12-19）.（繁體中文）
20. ↑  . BBC中文網. 2014-12-19  [2015-02-05]. （原始内容存档于2014-12-16）.（繁體中文）
21. ↑  . 星島日報. 2014-08-11  [2015-02-05]. （原始内容存档于2015-02-05）.（繁體中文）
22. ↑  . 明報. 2014-10-04  [2015-06-03]. （原始内容存档于2016-03-04）.（繁體中文）
23. ↑  . 蘋果日報. 2014-11-29  [2014-12-01]. （原始内容存档于2015-01-19）.（繁體中文）
24. ↑  Ivan Watson, Elizabeth Joseph, Anjali Tsui, Jethro Mullen. . Cable News Network.   [2014-09-29]. （原始内容存档于2015-01-27）.
25. ↑  香港記者協會、香港攝影記者協會、獨立評論人協會、香港大專新聞教育工作者聯席、明報職工協會、壹傳媒工會. . 2014-10-26  [2019-09-11]. （原始内容存档于2018-02-01）. 「至今已有最少24名記者蒙受不同程度的傷害」。，此後再有2名記者遇襲，分別是11月6日旺角衝突期間《蘋果日報》記者受傷，及11月25日催淚水劑驅散行動中Now採訪隊工程人員被粗暴制服和拘捕，致身體多處受傷。
26. ↑  . 蘋果日報. 2014-11-26  [2019-09-11]. （原始内容存档于2014-12-29） （中文（香港））.
27. ↑  中华人民共和国驻英国大使馆. .   [2021-06-28]. （原始内容存档于2021-07-02）.
28. ↑  香港中文大學傳播與民意調查中心.  (PDF). 2014-12-18  [2014-12-19]. （原始内容存档 (PDF)于2014-12-19）.
29. ↑  . 蘋果日報. 2014-12-19  [2014-12-19]. （原始内容存档于2014-12-19）.（繁體中文）
30. ↑  . 香港商業電台. 2014-12-18  [2016-01-05]. （原始内容存档于2016-01-27）.（繁體中文）
31. ↑  . 香港新浪網. 2014-12-19. （原始内容存档于2018-05-09）.（繁體中文）
32. ↑  . 路透社. 2014-12-15  [2014-12-15]. （原始内容存档于2020-08-25）.（中文）
33. ↑  . 蘋果日報. 2014-09-28  [2014-09-30]. （原始内容存档于2014-09-29）.
34. ↑  聲援香港爭民主 . 蘋果日報. 2014-09-29  [2014-09-30]. （原始内容存档于2014-10-03）.
35. ↑  凤凰网. . 2014-12-30  [2015-02-17]. （原始内容存档于2015-02-17） （中文（简体））.
36. ↑  新浪中國. . 2014-12-12  [2015-02-17]. （原始内容存档于2015-02-17） （中文（简体））.
37. ↑  . The Guardian. 2014-10-07  [2019-09-11]. （原始内容存档于2016-03-31） （英语）.
38. ↑  . Forbes. 2014-10-08  [2019-09-11]. （原始内容存档于2017-02-01） （英语）.
39. ↑  .   [2019-09-11]. （原始内容存档于2017-11-13） （英语）.
40. ↑  .   [2019-09-11]. （原始内容存档于2017-04-28） （英语）.
41. ↑  . 德国之声. 2014-10-11  [2024-04-29]. （原始内容存档于2024-04-09） （中文（简体））. 声明强调，香港发展至今的占领运动绝非颜色革命，而是港人争取民主的运动。
42. ↑  . 輔仁媒體. 2014-10-05  [2019-09-11]. （原始内容存档于2016-05-30） （中文（繁體））.
43. ↑  .   [2018-08-21]. （原始内容存档于2017-02-02）.
44. ↑  . 成報. 2014-09-30  [2014-09-30]. （原始内容存档于2014-10-06）.
45. ↑  作者：熱血編輯部09-23-2019. . www.passiontimes.hk.   [2019-09-23]. （原始内容存档于2019-09-23）.
46. ↑  . Apple Daily 蘋果日報. 2007-11-29  [2019-07-28]. （原始内容存档于2020-08-25）.
47. ↑  政制發展 （页面存档备份，存于）香港政府
48. ↑  林鄭月娥掌政改諮詢小組 （页面存档备份，存于）香港政府
49. ↑  . 東方日報 (香港). 2013-10-03  [2014-06-29]. （原始内容存档于2013-10-07） （中文（繁體））.
50. ↑  . 星島日報 (香港). 2013-10-03  [2014-06-29]. （原始内容存档于2014-07-14） （中文（繁體））.
51. ↑  香港報章紛紛就一國兩制白皮書發表評論 （页面存档备份，存于）BBC中文網 2014年 6月 10日
52. ↑  79萬人參與佔中公投 真普聯方案勝出 普選特首倘「無得揀」 88%促否決 （页面存档备份，存于）星島日報 – 2014年6月30日
53. ↑  李飛：從制度上確保特首愛國愛港 （页面存档备份，存于）香港文匯報 2014-09-01
54. ↑  人大法委會主任：特首必須「愛國愛港」 （页面存档备份，存于）BBC中文網 2013年3月24日
55. ↑   (PDF). 2017.gov.hk.   [2018-09-21]. （原始内容存档 (PDF)于2017-01-18）.
56. ↑  特首普選爭議 （页面存档备份，存于）香港電台 中文新聞頻道
57. ↑  框架既定下還有空間嗎？ （页面存档备份，存于）[AM730 專欄] C觀點  - 施永青 2014年10月03日
58. ↑  . 蘋果日報. 2014-09-27  [2014-09-27]. （原始内容存档于2014-09-30）.
59. ↑  . 明報. 2014-09-27  [2014-09-28]. （原始内容存档于2014-09-28）.
60. ↑  . 明報. 2014-09-28  [2014-09-28]. （原始内容存档于2014-09-30）.
61. 1 2  . 明報. 2014-09-27  [2014-09-30]. （原始内容存档于2014-10-06）.
62. ↑  . 《蘋果日報》. 2014年9月27日  [2015年7月10日]. （原始内容存档于2017年7月13日） （中文（繁體））.
63. ↑  . 星島頭條網. 2014-09-28  [2014-09-30]. （原始内容存档于2014-10-06）.
64. ↑  . 蘋果日報. 2014-09-28  [2014-09-30]. （原始内容存档于2014-09-30）.
65. ↑  . 有線新聞. 2014-09-28  [2014-09-30]. （原始内容存档于2020-08-25）.
66. ↑  戴耀廷：佔中是學生後盾 . 蘋果日報. 2014-09-28  [2014-09-30]. （原始内容存档于2014-09-30）.
67. ↑  . 自由時報. 2014-09-28  [2014-09-30]. （原始内容存档于2014-09-30）.
68. ↑  〈【佔中啟動】長毛下跪求學生不要離開 〉 （页面存档备份，存于），《蘋果日報》即時新聞，2014年09月28日零晨3時28分。
69. ↑  . 有線電視. 2014-09-28  [2014-10-01].[]
70. ↑  . 蘋果日報. 2014-09-29  [2014-10-01]. （原始内容存档于2014-10-01）.
71. ↑  . 熱血時報Facebook. 2014-09-28  [2014-09-28]. （原始内容存档于2018-05-09）.
72. 1 2  . 明報. 2014-09-29  [2015-09-27]. （原始内容存档于2015-07-14）.（繁體中文）
73. ↑  . 蘋果日報. 2014-09-29  [2015-09-27]. （原始内容存档于2015-09-23）.（繁體中文）
74. ↑  〈9.28 佔據夏愨道記（佔中札記一）〉 （页面存档备份，存于），《默泉隨想》博客文，2014年9月29日。
75. ↑  YouTube上的9.28 群眾佔領夏愨道六線行車 全程直擊 （Born of the umbrella revolution）。這是衝佔馬路者即場攝錄的片段，群眾從演藝學院方向湧進夏愨道東行線，到達政總，隨後越出西行線，被警方逐回，然群眾極多，終於警方無力攔阻。
76. ↑  YouTube上的雨傘運動9.28放催淚彈十二小時無刪剪重溫 720p(片段第0時49分起)，無線電視新聞台現場直播，2014年9月28日下午4時06分。
77. ↑  【金鐘示威者路障阻警前進】 （页面存档备份，存于），有線新聞 i-Cable News，2014年9月29日。
78. 1 2  YouTube上的雨傘運動第一天：佔領金鐘道 (1)：快必、佔中後援會，有線電視新聞台直播，2014年9月28日下午5時25分。
79. ↑  . 獨立媒體 inmediahk.net. Facebook. 2014-09-28  [2014-09-28]. （原始内容存档于2022-12-11）.
80. ↑  . 獨立媒體 inmediahk.net. Facebook. 2014-09-28  [2014-09-28]. （原始内容存档于2022-12-11）.
81. 1 2  . 明報. 2014-09-29  [2022-12-10]. （原始内容存档于2022-12-10）.
82. ↑  . 蘋果日報. 2014-09-29  [2014-10-01]. （原始内容存档于2014-10-02）.
83. ↑  . 蘋果日報. 2014-09-30  [2014-10-01]. （原始内容存档于2014-10-02）.
84. ↑  . AM730. 2014-09-29  [2014-10-01]. （原始内容存档于2014-10-01）.
85. ↑  . 獨立媒體 inmediahk.net. 2015-09-28  [2015-09-28]. （原始内容存档于2022-01-03）.
86. ↑  Alia E. Dastagir和Brett Molina. . 《今日美國》. 2014年10月2日  [2014-11-25]. （原始内容存档于2014年12月28日） （英语）.
87. ↑  有線新聞. . 2014-09-28  [2020-08-25]. （原始内容存档于2019-09-18）.
88. ↑  . 蘋果日報. 2014-09-29  [2014-10-01]. （原始内容存档于2014-10-02）.
89. ↑  . 政府新聞網. 2014-09-29  [2014-10-01]. （原始内容存档于2014-09-30）.
90. ↑  . 新唐人電視台. 2014-09-29  [2014-10-01]. （原始内容存档于2014-10-04）.
91. ↑  台灣蘋果日報. . 2014-09-30  [2015-01-15]. （原始内容存档于2015-01-21）.
92. ↑  政府新聞網. . 2014-09-28  [2015-01-15]. （原始内容存档于2015-01-15）.
93. ↑  政府新聞網. . 2014-09-28  [2015-01-15]. （原始内容存档于2015-01-15）.
94. ↑  . 謎米香港 memehk.com. Facebook. 2014-09-28  [2014-09-28]. （原始内容存档于2022-12-11）.
95. ↑  . 明周文化. 2019-06-15  [2019-06-15]. （原始内容存档于2022-12-11）.
96. 1 2  . 新聞. 2014-09-30  [2014-10-05]. （原始内容存档于2014-10-06） （中文（繁體））. 警怕保鮮紙 最低武力
97. ↑  . 新聞. 2014-09-29  [2014-10-05]. （原始内容存档于2014-10-06） （中文（繁體））. 戴這些裝備，我有理由相信你想衝擊
98. ↑  . 蘋果日報. 2014-09-28  [2014-09-30]. （原始内容存档于2014-10-01）.
99. ↑  行政長官向全港巿民發表談話 （页面存档备份，存于） 政府新聞網. 2014年9月29日.
100. ↑  . 蘋果日報. 2014-09-29  [2014-10-01]. （原始内容存档于2014-10-01）.
101. ↑  . 蘋果日報. 2014-09-29  [2014-10-01]. （原始内容存档于2014-10-02）.
102. ↑  . 蘋果日報. 2014-09-29  [2014-10-01]. （原始内容存档于2014-10-02）.
103. ↑  . BBC中文網. 2014-09-29  [2014-09-30]. （原始内容存档于2014-10-02）.
104. ↑  . 無綫電視. 2014-09-29  [2014-10-01]. （原始内容存档于2014-10-02）.
105. ↑  . 都市日報. 2014-09-30  [2014-10-01]. （原始内容存档于2014-10-06）.
106. ↑  . 東方日報. 2014-09-30  [2014-10-01]. （原始内容存档于2014-10-06）.
107. ↑  . 新報. 2014-09-28  [2014-10-01]. （原始内容存档于2014-10-06）.
108. ↑  . 東方日報. 2014-09-29  [2014-10-01]. （原始内容存档于2014-10-02）.
109. ↑  . 蘋果日報. 2014-09-29  [2014-09-30]. （原始内容存档于2014-10-02）.
110. ↑  . 信報財經新聞. 2014-09-29  [2014-10-01]. （原始内容存档于2014-10-24）.
111. ↑  . 香港電台. 2014-09-29  [2014-10-01]. （原始内容存档于2014-10-06）.
112. ↑  . 政府新聞網. 2014-09-29  [2014-10-02]. （原始内容存档于2014-10-01）.
113. ↑  . 明報. 2014-09-30  [2014-10-02]. （原始内容存档于2016-03-13）.
114. ↑  . 香港電台. 2014-09-29  [2014-10-02]. （原始内容存档于2014-10-06）.
115. ↑  . 商業電台. 2014-09-29  [2014-10-02]. （原始内容存档于2016-03-06）.
116. ↑  . 明報. 2014-09-30  [2014-10-02]. （原始内容存档于2014-10-06）.
117. ↑  . 香港電台. 2014-09-29  [2014-10-01]. （原始内容存档于2014-10-06）.
118. 1 2  . 蘋果日報. 2014-09-30  [2014-10-01]. （原始内容存档于2014-10-04）.
119. ↑  . 商業電台. 2014年9月29日  [2019年9月11日]. （原始内容存档于2014年10月6日）.（繁體中文）
120. ↑  . 東方日報. 2014年9月30日  [2019年9月11日]. （原始内容存档于2014年10月6日）.（繁體中文）
121. ↑  . 明報. 2014年9月30日  [2019年9月11日]. （原始内容存档于2014年10月1日）.（繁體中文）
122. ↑  . 明報. 2014年9月30日  [2019年9月11日]. （原始内容存档于2014年10月6日）.（繁體中文）
123. ↑  . 有線新聞. 2014年9月30日  [2014年10月1日]. （原始内容存档于2014年9月30日）.（繁體中文）
124. ↑  尖沙咀和上水出現佔中行動新集會點 （页面存档备份，存于） 都市日報 2014年10月1日
125. ↑  普選爭議：佔中蔓延至新界　上水數十市民聚集 （页面存档备份，存于） 東方日報東網電視，2014年9月29日21:38
126. 1 2 3  . 蘋果日報. 2014-10-03  [2014-10-03]. （原始内容存档于2014-10-06）.
127. ↑  . 明報. 2014-10-03  [2014-10-03]. （原始内容存档于2014-10-06）.
128. ↑  . 蘋果日報. 2014-10-03  [2014-10-03]. （原始内容存档于2014-10-06）.
129. ↑  . 明報. 2014-10-03  [2014-10-03]. （原始内容存档于2014-10-06）.
130. ↑  . 蘋果日報. 2014-10-03  [2014-10-03]. （原始内容存档于2014-10-06）.
131. ↑  . SocREC 社會記錄頻道. 2014-10-03  [2014-10-03]. （原始内容存档于2018-05-09）.
132. ↑  . 明報. 2014-10-04  [2014-10-04]. （原始内容存档于2014-10-06）.
133. ↑  . 每日電訊報. 2014-10-03  [2019-09-11]. （原始内容存档于2015-09-24）.
134. ↑  . 加拿大國家郵報. 2014-10-03  [2019-09-11]. （原始内容存档于2015-03-22）.
135. ↑  . 華盛頓郵報. 2014-10-03  [2019-09-11]. （原始内容存档于2014-11-25）.
136. ↑  . CNN iReport.   [2018-09-21]. （原始内容存档于2014-10-21）.
137. 1 2  . 明報. 2014-10-03  [2014-10-03]. （原始内容存档于2014-10-05）.
138. ↑  . 蘋果日報. 2014-10-03  [2014-10-03]. （原始内容存档于2014-10-06）.
139. ↑  . 2014-10-04  [2022-06-03]. （原始内容存档于2022-05-13）.
140. ↑  . 2014-10-04  [2019-09-11]. （原始内容存档于2016-03-04）.
141. ↑  . 明報. 2014-10-04  [2019-09-11]. （原始内容存档于2016-03-04）.
142. ↑  . 成报: A02.   [2014-10-05]. （原始内容存档于2014-10-06）.
143. ↑  . 明報. 2014-10-04  [2019-09-11]. （原始内容存档于2015-01-06）.
144. ↑  . 明報. 2014-10-04  [2019-09-11]. （原始内容存档于2016-03-05）.
145. ↑  . 無綫電視. 2014年10月15日  [2019年9月11日]. （原始内容存档于2016年2月17日）.（繁體中文）
146. ↑  . 明報. 2014年10月15日  [2019年9月11日]. （原始内容存档于2015年1月19日）.（繁體中文）
147. ↑  . NOW 新聞. 2014年10月15日  [2019年9月11日]. （原始内容存档于2019年6月9日）.（繁體中文）
148. ↑  . NOW 新聞. 2014年10月15日  [2019年9月11日]. （原始内容存档于2019年6月4日）.（繁體中文）
149. ↑  . 蘋果日報. 2014年10月15日  [2019年9月11日]. （原始内容存档于2015年3月15日）.（繁體中文）
150. ↑  . NOW 新聞. 2014年10月15日  [2019年9月11日]. （原始内容存档于2019年6月16日）.（繁體中文）
151. ↑  . NOW 新聞. 2014年10月15日  [2019年9月11日]. （原始内容存档于2019年6月9日）.（繁體中文）
152. ↑  . 新浪香港. 2014-10-20  [2014-10-20]. （原始内容存档于2014-12-03）.（繁體中文）
153. ↑  . 太陽報. 2014-10-18  [2014-10-20]. （原始内容存档于2019-02-02）.（繁體中文）
154. ↑  . 南華早報. 2014年10月15日  [2019年9月11日]. （原始内容存档于2017年11月25日）.
155. ↑  . 無線電視. 2014年10月15日  [2019年9月11日]. （原始内容存档于2016年3月4日）.（繁體中文）
156. ↑  . 香港電台. 2014年10月15日  [2021年6月23日]. （原始内容存档于2016年3月5日）.（繁體中文）
157. ↑  . NOW新聞. 2014年10月15日  [2019年9月11日]. （原始内容存档于2019年6月29日）.（繁體中文）
158. ↑  . 明報. 2014年10月15日  [2019年9月11日]. （原始内容存档于2015年1月19日）.（繁體中文）
159. ↑  . 明報. 2014年10月15日  [2019年9月11日]. （原始内容存档于2016年3月4日）.（繁體中文）
160. ↑  . 明報. 2014年10月16日  [2019年9月11日]. （原始内容存档于2016年3月4日）.（繁體中文）
161. ↑  . 明報. 2012年10月16日  [2015年10月16日]. （原始内容存档于2015年10月18日）.（繁體中文）
162. ↑  . 明報. 2015年10月15日  [2020年2月15日]. （原始内容存档于2020年2月15日）.（繁體中文）
163. ↑  香港電台. . 2014年11月24日  [2019年9月11日]. （原始内容存档于2014年11月29日）.
164. ↑  . 有線新聞. 2014-11-25  [2020-08-25]. （原始内容存档于2020-08-25）.
165. ↑  . 有線新聞. 2014-11-25  [2019-09-11]. （原始内容存档于2014-11-27）.
166. ↑  . 有線新聞. 2014-11-25  [2019-09-11]. （原始内容存档于2014-11-27）.
167. ↑  . 有線新聞. 2014-11-25  [2019-09-11]. （原始内容存档于2014-11-28）.
168. ↑  . 有線新聞. 2014-11-25  [2019-09-11]. （原始内容存档于2014-11-27）.
169. ↑  . 有線新聞. 2014-11-25  [2019-09-11]. （原始内容存档于2014-11-27）.
170. ↑  信報財經新聞. .   [2014-11-26]. （原始内容存档于2016-03-04）.
171. ↑  明報. .   [2014-11-27]. （原始内容存档于2014-11-28）.
172. ↑  .   [2014-11-26]. （原始内容存档于2020-08-25）.
173. ↑  .   [2014-11-26]. （原始内容存档于2014-11-26）.
174. ↑  警三梯隊應付佔中 行動代號「光明頂」 料曾偉雄親督師 （页面存档备份，存于），《明報》，2014年4月30日
175. ↑  應對佔中功成身退　Solarpeak暫解散 （页面存档备份，存于），《東方日報》，2014年12月17日
176. ↑  Solarpeak自首表格列七宗罪 （页面存档备份，存于），《太陽報》，2014年12月4日
177. ↑  . 蘋果日報. 2014年12月1日  [2014年12月1日]. （原始内容存档于2014年12月3日） （中文（香港））.
178. ↑  . on.cc東網.   [2020-03-15]. （原始内容存档于2020-04-05） （中文（香港））.
179. ↑  . 香港政府新聞公報. 2014-11-30  [2020-03-15]. （原始内容存档于2020-04-05）.
180. ↑  . 明報. 2014-12-12  [2014-12-15]. （原始内容存档于2016-03-04）.
181. ↑  . 蘋果日報. 2014-12-12  [2014-12-15]. （原始内容存档于2014-12-13）.
182. ↑  . 蘋果日報. 2014-12-12  [2014-12-15]. （原始内容存档于2014-12-13）.
183. ↑  . 有線新聞. 2014-12-12  [2014-12-15]. （原始内容存档于2019-07-01）.
184. ↑  . 明報. 2014-12-12  [2020-03-15]. （原始内容存档于2020-04-05） （英语）.
185. ↑  . 星島日報. 2014-12-12  [2014-12-12]. （原始内容存档于2014-12-16）.
186. ↑  . 蘋果日報. 2014-12-12  [2014-12-12]. （原始内容存档于2014-12-14）.
187. ↑  . 香港電台. 2014年12月15日  [2014年12月15日]. （原始内容存档于2016年3月5日）.（繁體中文）
188. ↑  . on.cc東網. 2015-06-12  [2022-12-10]. （原始内容存档于2022-12-10）.（繁體中文）
189. ↑  地政總署清理添美道帳篷 （页面存档备份，存于） NOW NEWS 2015年6月24日
190. ↑  . 香港電台. 2014年9月29日  [2019年9月11日]. （原始内容存档于2014年10月6日）.（繁體中文）
191. ↑  . 蘋果日報. 2014年9月30日  [2019年9月11日]. （原始内容存档于2014年10月4日）.（繁體中文）
192. ↑  . 明報. 2014年9月30日  [2019年9月11日]. （原始内容存档于2014年10月6日）.（繁體中文）
193. ↑  . 東方日報. 2014年9月30日  [2019年9月11日]. （原始内容存档于2014年10月4日）.（繁體中文）
194. ↑  . 香港電台. 2014年9月29日  [2019年9月11日]. （原始内容存档于2014年10月6日）.（繁體中文）
195. ↑  . 商業電台. 2014年10月2日  [2019年9月11日]. （原始内容存档于2014年10月6日）.（繁體中文）
196. ↑  . 政府新聞網. 2014年10月2日  [2019年9月11日]. （原始内容存档于2014年10月6日）.（繁體中文）
197. ↑  . 商業電台. 2014年9月30日  [2019年9月11日]. （原始内容存档于2014年10月6日）.（繁體中文）
198. ↑  . 明報. 2014-12-15  [2020-03-15]. （原始内容存档于2020-04-05） （中文（香港））.
199. ↑  . 明報. 2014年10月1日  [2019年9月11日]. （原始内容存档于2014年10月3日）.（繁體中文）
200. ↑  . now財經. 2014-10-08  [2014-11-28]. （原始内容存档于2014-12-02）.
201. ↑  . AM730. 2015-06-01  [2015-06-01]. （原始内容存档于2020-08-25）.
202. ↑  卿子衿. . 泡泡. 2015-01-26. （原始内容存档于2015-03-20）.（简体中文）
203. ↑  . 太陽報. 2015年1月20日  [2015年6月3日]. （原始内容存档于2015年1月23日）.（繁體中文）
204. ↑  . 有線新聞. 2015年1月8日.[]（粵語）
205. ↑  . 香港電台. 2015年1月8日  [2015年6月3日]. （原始内容存档于2016年1月1日）.（繁體中文）
206. ↑  . 香港經濟日報. 2015年1月19日  [2015年1月20日]. （原始内容存档于2015年1月20日）.（繁體中文）
207. ↑  . Apple Daily 蘋果日報.   [2018-09-21]. （原始内容存档于2015-01-27）.
208. ↑  . 東方日報. 2015年1月11日  [2015年6月3日]. （原始内容存档于2015年12月22日）.（繁體中文）
209. ↑  Bbc中文網記者, 劉子維. . BBC News 中文.   [2018-09-21]. （原始内容存档于2018-08-21）.
210. ↑  . DBC數碼電台. 2014年12月9日  [2014年12月18日]. （原始内容存档于2014年12月22日） （中文（香港））.
211. ↑  . 蘋果日報. 2014年12月16日  [2014年12月18日]. （原始内容存档于2014年12月17日） （中文（香港））.
212. 1 2  . 蘋果日報. 2015年3月29日  [2015年6月3日]. （原始内容存档于2015年5月31日）.（繁體中文）
213. ↑  . 亞視新聞. 2014年11月1日  [2014年12月18日]. （原始内容存档于2014年12月15日） （中文（香港））.
214. ↑  . 文匯報. 2015-02-26  [2015-02-26]. （原始内容存档于2015-02-28）.（繁體中文）
215. ↑  . AM730. 2015年2月26日  [2015年3月31日]. （原始内容存档于2015年4月2日）.（繁體中文）
216. ↑  2014年10月5日 （页面存档备份，存于）（繁體中文）
217. ↑   (PDF). 新民黨及公民力量. 2014年11月23日  [2014年12月18日]. （原始内容 (PDF)存档于2014年12月15日） （中文（香港））.
218. ↑  . 蘋果日報. 2014年12月23日  [2015年1月23日]. （原始内容存档于2014年12月25日）.（繁體中文）
219. ↑  . 蘋果日報 (香港). 2015-02-13  [2019-11-10]. （原始内容存档于2019-11-10）.
220. ↑  . Apple Daily 蘋果日報.   [2018-09-21]. （原始内容存档于2017-02-23）.
221. ↑  . 明報. 2015-10-03  [2015-11-14]. （原始内容存档于2015-11-17）.
222. ↑  .   [2015-04-28]. （原始内容存档于2015-05-18）.
223. ↑  . 蘋果日報. 2014年12月25日  [2014年12月29日]. （原始内容存档于2014年12月29日）.（繁體中文）
224. ↑  . 蘋果日報. 2015年3月31日  [2015年3月31日]. （原始内容存档于2015年4月2日）.（繁體中文）
225. ↑  . New York Times. 2014-11-29  [2018-04-11]. （原始内容存档于2014-12-03）.
226. ↑  .   [2018-04-11]. （原始内容存档于2014-12-06）.
227. ↑  阿Ken. . thenewslens.com. 2015-08-19  [2018-09-21]. （原始内容存档于2015-08-21）.
228. ↑  孫明揚指「我要真普選」口號好聽　世上沒有真普選 （页面存档备份，存于）香港電台 – 2017年5月27日
229. ↑  其中一个已知的拷贝：Youtube （页面存档备份，存于）
230. ↑  . 蘋果日報. 2014-10-04  [2014-10-04]. （原始内容存档于2014-10-06）.
231. ↑  . 蘋果日報. 2014-10-04  [2014-10-04]. （原始内容存档于2014-10-06）.
232. ↑  . 明報. 2014-10-05  [2014-10-05]. （原始内容存档于2014-10-06）.
233. ↑  . Apple Daily 蘋果日報.   [2018-08-21]. （原始内容存档于2014-10-27）.
234. ↑  . AM730.   [2018-08-21]. （原始内容存档于2016-03-04）.
235. ↑  . 蘋果日報. 2014年10月22日  [2019年9月11日]. （原始内容存档于2017年8月21日）.（繁體中文）
236. ↑  黑警瘋狂打人　更多鐵證曝光 （页面存档备份，存于） 蘋果日報 2014年10月18日
237. ↑  將手無寸鐵示威者當暴徒 警瘋狂清場　拉扯拖行學生 （页面存档备份，存于） 蘋果日報 2014年9月28日
238. ↑  涉濫用私刑　七警身份曝光 （页面存档备份，存于） 蘋果日報 2014年10月16日
239. ↑  Phil Wu, , 2014-10-14  [2018-08-21], （原始内容存档于2016-03-16）
240. ↑  . 蘋果日報. 2014年10月17日  [2019年9月11日]. （原始内容存档于2017年8月21日）.（繁體中文）
241. ↑  縱容暴徒打擊佔中 警黑聯手清場 （页面存档备份，存于）蘋果日報 2014年10月4日
242. ↑  警淪政治工具　令人痛心 （页面存档备份，存于） 蘋果日報 2014年9月30日
243. ↑  78% think the handling of Occupy Central of Police Force is poor （页面存档备份，存于）SCMP 16/10/2014
244. ↑  Hong Kong authorities vow to probe alleged police beating at protest （页面存档备份，存于）CNN 2014年10月15日
245. ↑  Hong Kong police beat protester in violent crackdown on demonstrations （页面存档备份，存于）The Guardian 2014年10月15日
246. ↑  . Wall Street Journal. 2014-10-04  [2018-08-21]. （原始内容存档于2018-08-21） （美国英语）.
247. ↑  . Apple Daily 蘋果日報.   [2018-08-21]. （原始内容存档于2017-02-04）.
248. ↑  . BBC News 中文.   [2018-08-21]. （原始内容存档于2015-02-03） （中文（繁體））.
249. ↑  . BBC News 中文.   [2018-08-21]. （原始内容存档于2015-03-27） （中文（繁體））.
250. ↑  . Apple Daily 蘋果日報.   [2018-08-21]. （原始内容存档于2014-10-06）.
251. ↑  佔領運動警方暫收1767人投訴 （页面存档备份，存于）明報 2014年10月30日
252. ↑  Peter Chow, , 2014-11-29  [2018-08-21], （原始内容存档于2014-12-05）
253. ↑  . Apple Daily 蘋果日報.   [2018-08-21]. （原始内容存档于2014-12-03）.
254. ↑  . 星島日報. 2015-03-05  [2015-03-05]. （原始内容存档于2015-04-02）.
255. ↑  . 大紀元香港. 2014-10-06. （原始内容存档于2018-08-21）.
256. ↑  . Apple Daily 蘋果日報.   [2018-08-21]. （原始内容存档于2016-02-16）.
257. ↑  . news.memehk.com.   [2018-08-21]. （原始内容存档于2014-12-22） （英语）.
258. ↑  . news.memehk.com.   [2018-08-21]. （原始内容存档于2014-11-16） （英语）.
259. ↑  . 信報即時新聞.   [2018-08-21]. （原始内容存档于2014-11-28）.
260. ↑  . Apple Daily 蘋果日報.   [2018-08-21]. （原始内容存档于2014-11-30）.
261. ↑  . 東網專訊. 2014年9月30日  [2014年12月1日]. （原始内容存档于2014年10月6日） （中文）.
262. ↑  . 蘋果日報. 2014年10月3日 （中文）.[]
263. ↑  . 星島日報加拿大多倫多中文新聞網. 2014年10月4日  [2014年12月1日]. （原始内容存档于2014年10月6日） （中文）.
264. ↑  . 蘋果日報. 2014年10月5日  [2014年12月1日]. （原始内容存档于2014年10月6日） （中文）.
265. ↑  . GlobalPost. 2014年10月4日  [2014年12月1日]. （原始内容存档于2014年10月5日） （英语）.
266. ↑  . 自由時報. 2014年10月4日  [2014年12月1日]. （原始内容存档于2016年2月16日） （中文）.
267. ↑  . 世界新聞網. 2014年10月4日  [2014年12月1日]. （原始内容存档于2014年10月6日） （中文）.
268. ↑  . 東森新聞. 2014年10月4日  [2014年12月1日]. （原始内容存档于2014年10月6日） （中文）.
269. ↑  , 國際特赦組織, 2014年10月3日  [2014年12月1日], （原始内容存档于2014年10月6日） （英语）
270. ↑  , 人權觀察, 2014年10月5日  [2014年12月1日], （原始内容存档于2014年10月6日） （英语）
271. ↑  . Apple Daily 蘋果日報.   [2018-08-21]. （原始内容存档于2014-11-19）.
272. ↑  . on.cc東網.   [2018-08-21]. （原始内容存档于2014-11-29） （中文（香港））.
273. ↑  . Apple Daily 蘋果日報.   [2018-08-21]. （原始内容存档于2017-02-23）.
274. ↑  . 852郵報. 2014-12-01  [2018-08-21]. （原始内容存档于2014-12-05） （中文（香港））.
275. ↑  . on.cc東網.   [2018-08-21]. （原始内容存档于2014-12-18） （中文（香港））.
276. ↑  潮聯佔路　警方縱容
277. ↑  . Apple Daily 蘋果日報.   [2018-08-21]. （原始内容存档于2014-12-09）.
278. ↑  . Apple Daily 蘋果日報.   [2018-08-21]. （原始内容存档于2014-12-01）.
279. ↑  . now新聞. 2014年10月14日  [2019年9月11日]. （原始内容存档于2015年3月15日） （中文）.
280. ↑  . 都市日報. （原始内容存档于2014-10-17）.
281. ↑  . 經濟日報. 2014年10月14日  [2014年12月1日]. （原始内容存档于2014年11月3日） （中文）.
282. ↑  . Apple Daily 蘋果日報.   [2018-08-21]. （原始内容存档于2014-12-05）.
283. ↑  莫乃光. . 香港獨立媒體網. 2018-08-21. （原始内容存档于2014-12-05）.
284. ↑  . Apple Daily 蘋果日報.   [2018-09-21]. （原始内容存档于2014-11-30）.
285. ↑  蘋果日報. .   [2014-11-28]. （原始内容存档于2014-11-28）.
286. ↑  成報. .   [2014-11-28]. （原始内容存档于2014-12-04）.
287. ↑  . Apple Daily 蘋果日報.   [2018-08-21]. （原始内容存档于2014-12-01）.
288. ↑  .   [2019-09-11]. （原始内容存档于2017-09-17）.
289. ↑  . 852郵報. 2014-11-28  [2018-08-21]. （原始内容存档于2014-11-30） （中文（香港））.
290. ↑  東方日報. .   [2018-08-21]. （原始内容存档于2014-11-27） （中文（香港））.
291. ↑  蘋果日報. .   [2014-12-04]. （原始内容存档于2014-12-05）.
292. ↑  . 蘋果日報. 2014-10-17. （原始内容存档于2018-08-21）.
293. ↑  . 太陽報. （原始内容存档于2015-01-06）.
294. ↑  . 蘋果日報. 2014年11月25日  [2019年9月11日]. （原始内容存档于2014年11月28日）.（繁體中文）
295. ↑  . 蘋果日報. 2014年11月26日  [2019年9月11日]. （原始内容存档于2014年11月29日）.（繁體中文）
296. ↑  . 蘋果日報. 2014年11月28日  [2019年9月11日]. （原始内容存档于2014年11月28日）.（繁體中文）
297. ↑  . 蘋果日報. 2014-12-01. （原始内容存档于2018-08-21）.
298. ↑  . 明報. 2014-11-27  [2019-09-11]. （原始内容存档于2014-11-29）.
299. ↑  . 新浪網. 2014-11-28  [2019-09-11]. （原始内容存档于2014-12-04）.
300. ↑  . 蘋果日報. 2014-11-28  [2019-09-11]. （原始内容存档于2014-12-04）.
301. ↑  . 蘋果日報. 2014-12-01. （原始内容存档于2018-08-21）.
302. ↑  . 星島日報. 2014-12-01. （原始内容存档于2014-12-05）.
303. ↑  . 蘋果日報. 2014-12-25. （原始内容存档于2018-08-21）.
304. ↑  . Topick. 2014-12-24. （原始内容存档于2018-08-21）.
305. ↑  . 蘋果日報. 2014-11-27. （原始内容存档于2018-07-01）.
306. ↑  . 蘋果日報. 2014-11-27. （原始内容存档于2018-08-21）.
307. ↑  . 蘋果日報. 2014-11-27. （原始内容存档于2018-08-21）.